# Grande Mesquita de Cairuão
A Grande Mesquita de Cairuão (em árabe: الجامع الكبير بالقيروان; em francês: Grande Mosquée de Kairouan), também chamada Mesquita de Uqueba ibne Nafi (Oqba ibn Nafi), Mesquita de Uqueba ibne Nafi (em árabe: جامع عقبة بن نافع) ou Mesquita de Sidi Oqueba em homenagem ao seu fundador, é uma das principais mesquitas da Tunísia e situa-se na cidade de Cairuão.
Cairuão foi a primeira metrópole muçulmana do Magrebe, tem a reputação de ser o centro espiritual e religioso da Tunísia e por vezes é referida como a quarta cidade santa do islão. A Grande Mesquita é o edifício emblemático da cidade e continua a ser o santuário mais antigo e mais prestigiado do Ocidente muçulmano,. Está inscrita desde 13 de março de 1912 na lista de monumentos históricos classificados e protegidos na Tunísia e integra o "conjunto histórico de Cairuão", o qual está classificado como Património Mundial pela UNESCO desde 1988.
Construída por Uqueba ibne Nafi a partir de 670 (ano 50 da Hégira), quando foi fundada a cidade de Cairuão, a mesquita é considerada no Magrebe como o modelo de todas as mesquitas da região, um dos mais importantes monumentos islâmicos e uma obra-prima da arquitetura universal. De um ponto de vista estético, é considerada o mais belo edifício da civilização muçulmana no Magrebe, o que é atestado pelas referências em inúmeras obras e manuais de arte islâmica. Além da sua importância artística, a Grande Mesquita de Cairuão desempenhou um papel primordial na islamização de todo o Ocidente muçulmano, incluindo a Península Ibérica, e na difusão da escola sunita maliquita.
A fisionomia atual da mesquita deve-se principalmente aos grandes trabalhos de reconstrução e embelezamento levados a cabo no século IX durante a vigência da dinastia dos Aglábidas. A fama e prestígio da mesquita e de outros santuários de Cairuão fizeram com que a cidade se desenvolvesse e crescesse cada vez mais a partir do século VII. A universidade, constituída por sábios e juristas que ensinavam os seus conhecimentos no seio da mesquita, foi um centro de formação tanto para o pensamento muçulmano como para as ciências profanas. Com o declínio da cidade a partir da segunda metade do século XIX, o centro de formação intelectual foi transferido para a Universidade Zitouna de Tunes.

## Localização e aspeto geral

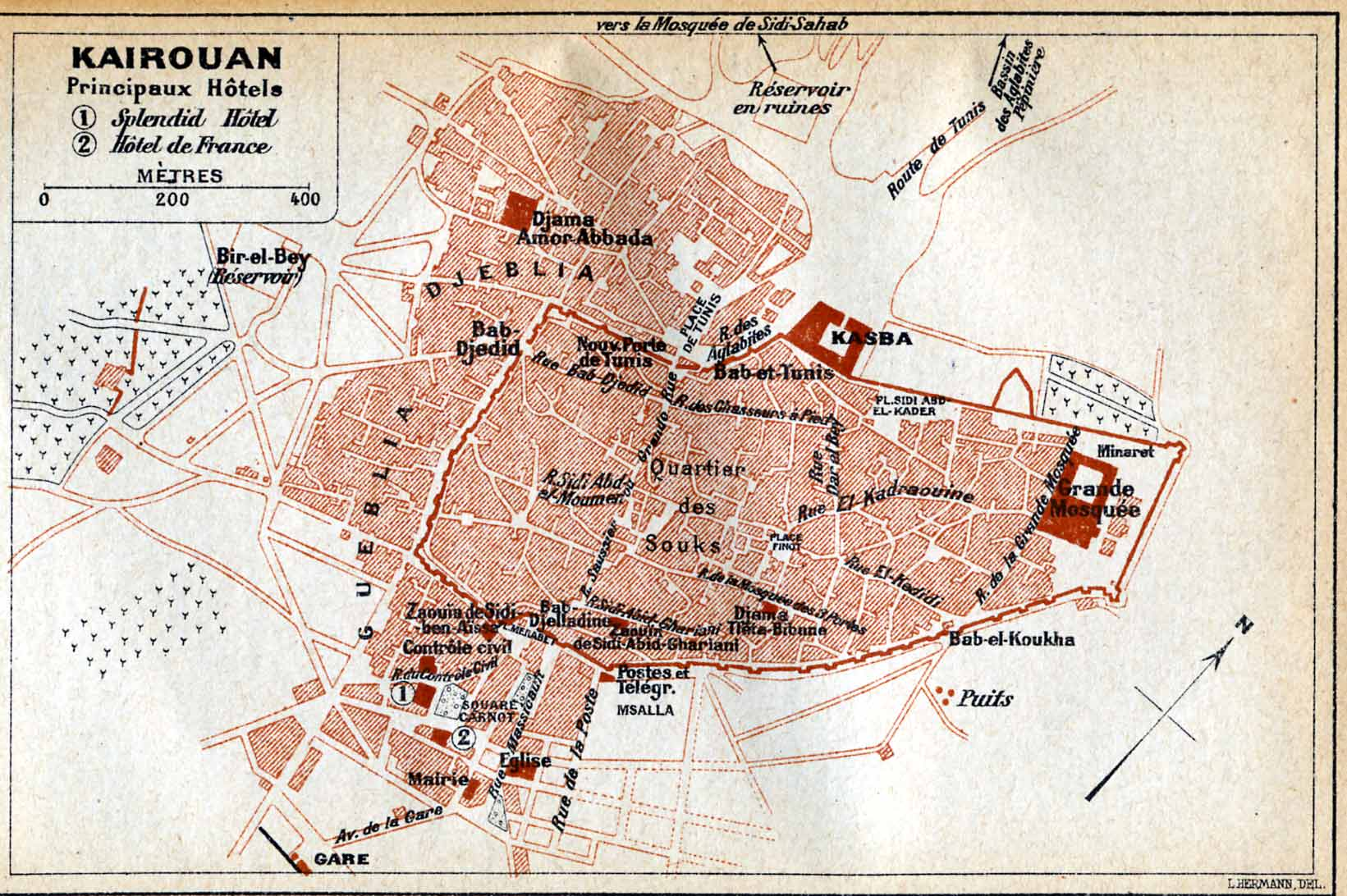
Mapa de Cairuão em 1916, mostrando a mesquita no topo nordeste da almedina

A mesquita encontra-se na parte nordeste da almedina (centro histórico) de Cairuão, no bairro intramuros de Humate Aljami (literalmente: "bairro da Grande Mesquita"). Originalmente, esta localização deve ter correspondido ao centro do tecido urbano da cidade fundada por Uqueba ibne Nafi, mas, devido à natureza do terreno, atravessado por várias linhas de água, a cidade expandiu-se para sul. As perturbações sofridas por Cairuão devido à invasões hilalianas c. 1057 que provocaram o declínio da cidade também contribuíram para a mesquita deixar de estar no centro e atualmente se situar na periferia, próxima das muralhas.
O edifício é um vasto quadrilátero irregular com mais de 9 000 metros quadrados de área, alongado na direção norte-sul, mais comprido no lado oriental (com 127,6 metros) do que no lado oposto (125,2 m) e mais largo no lado sul (78 m) do que no lado norte (72,7 m), a meio do qual ergue-se o minarete.
Vista do exterior, a mesquita tem o aspeto de uma fortaleza, imponente devido às paredes maciças de cor ocre com 1,9 metros de espessura, com cantaria em pedra maciça e paramentos de silharia e tijolo cozido, às torres de vários ângulos com 4,25 m de lado e aos sólidos contrafortes que as consolidam. A parte superior destes últimos é plana em algumas partes e inclinada noutras. Nos lados oriental e ocidental, os contrafortes de topo plano são suportados por outros com a parte superior inclinada. O lado sul é flanqueado nas duas extremidades por duas torres de cantos quadrados. A torre da esquina sudoeste é ornamentada com uma coluna angular e tem contrafortes de topo plano repartidos a intervalos regulares, enquanto que os contrafortes da torre norte têm os topos inclinados. Os contrafortes mais antigos, construídos em tijolo, assentam sobre bases em pedra de cantaria. Mais do que uma vocação defensiva, os contrafortes e as torres maciças têm a função de reforçar a estabilidade da mesquita, que se ergue sobre um solo sujeito a aluimentos. Além disso, as paredes assentam sobre plataformas de tijolo, cuja altura varia entre 1,6 e 1,7 metros e cuja profundidade vai dos quatro aos cinco metros, que contribuem igualmente para assegurar a solidez da construção. Apesar de terem uma aparência pesada, que é reforçada pelos possantes contrafortes a intervalos regulares e por imponentes alpendres, alguns encimados por cúpulas, as fachadas conferem ao santuário um aspeto que é considerado impressionante e pleno de grandiosidade.

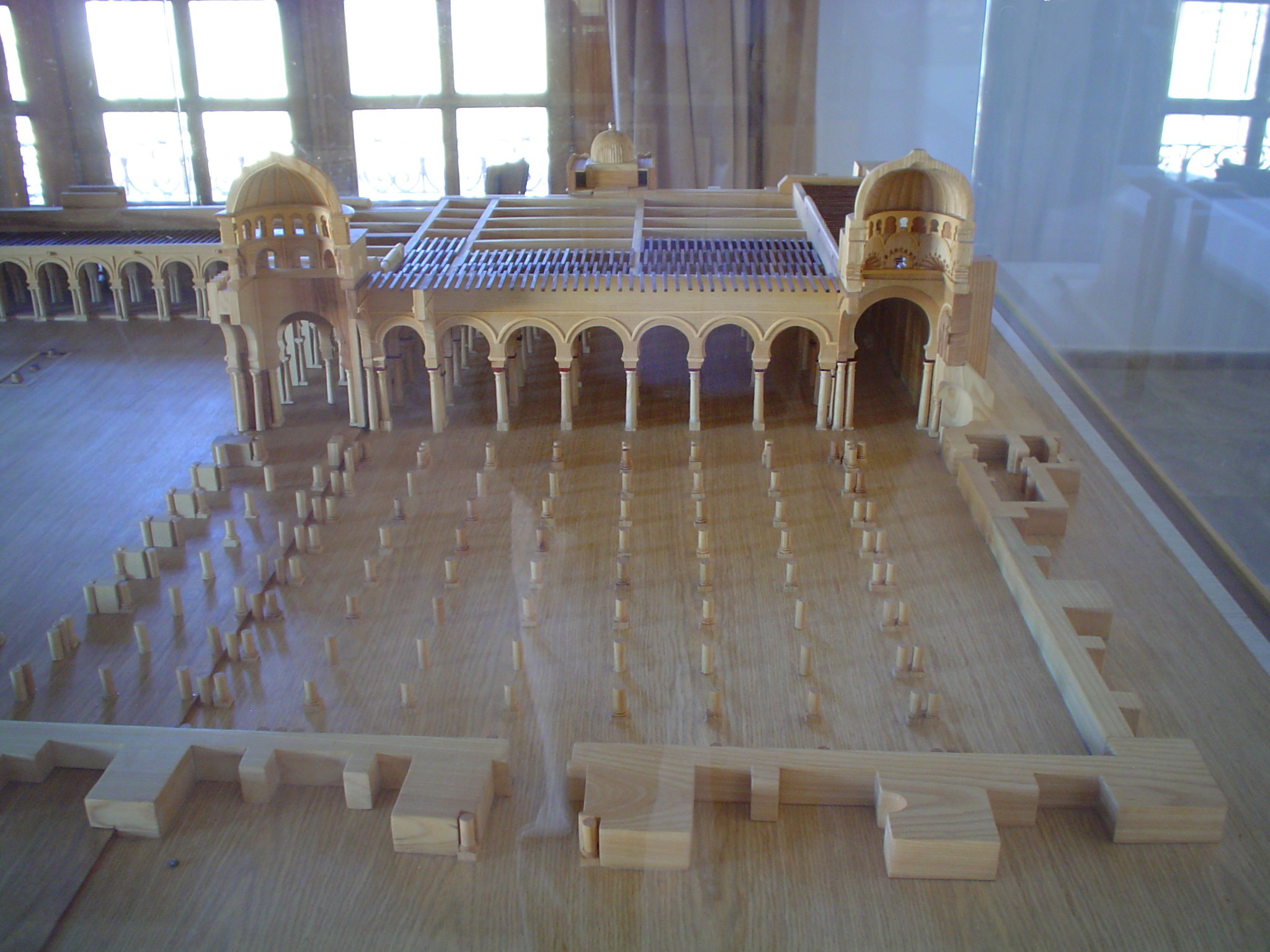
Maquete da mesquita
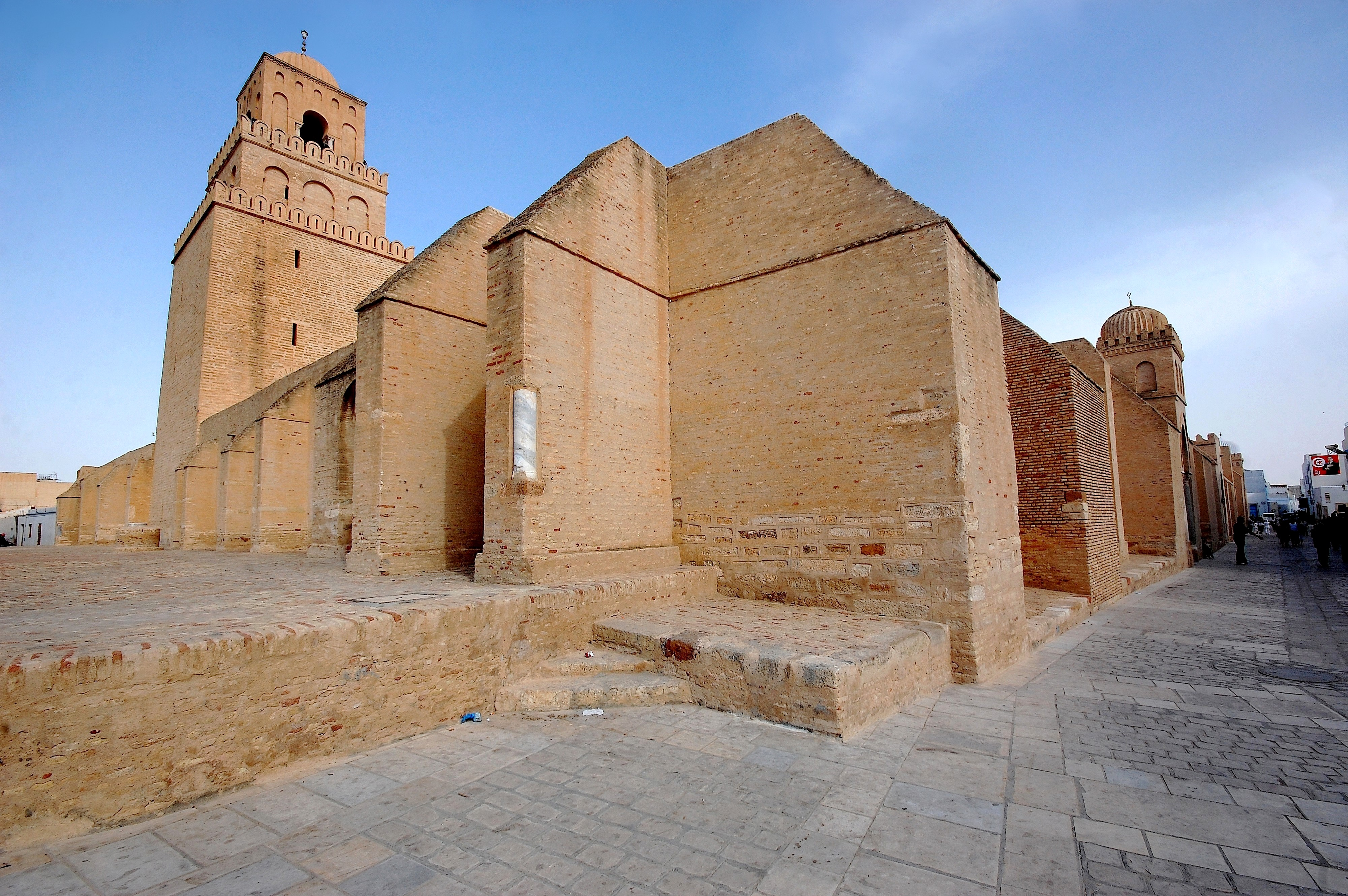
Ângulo noroeste [a]
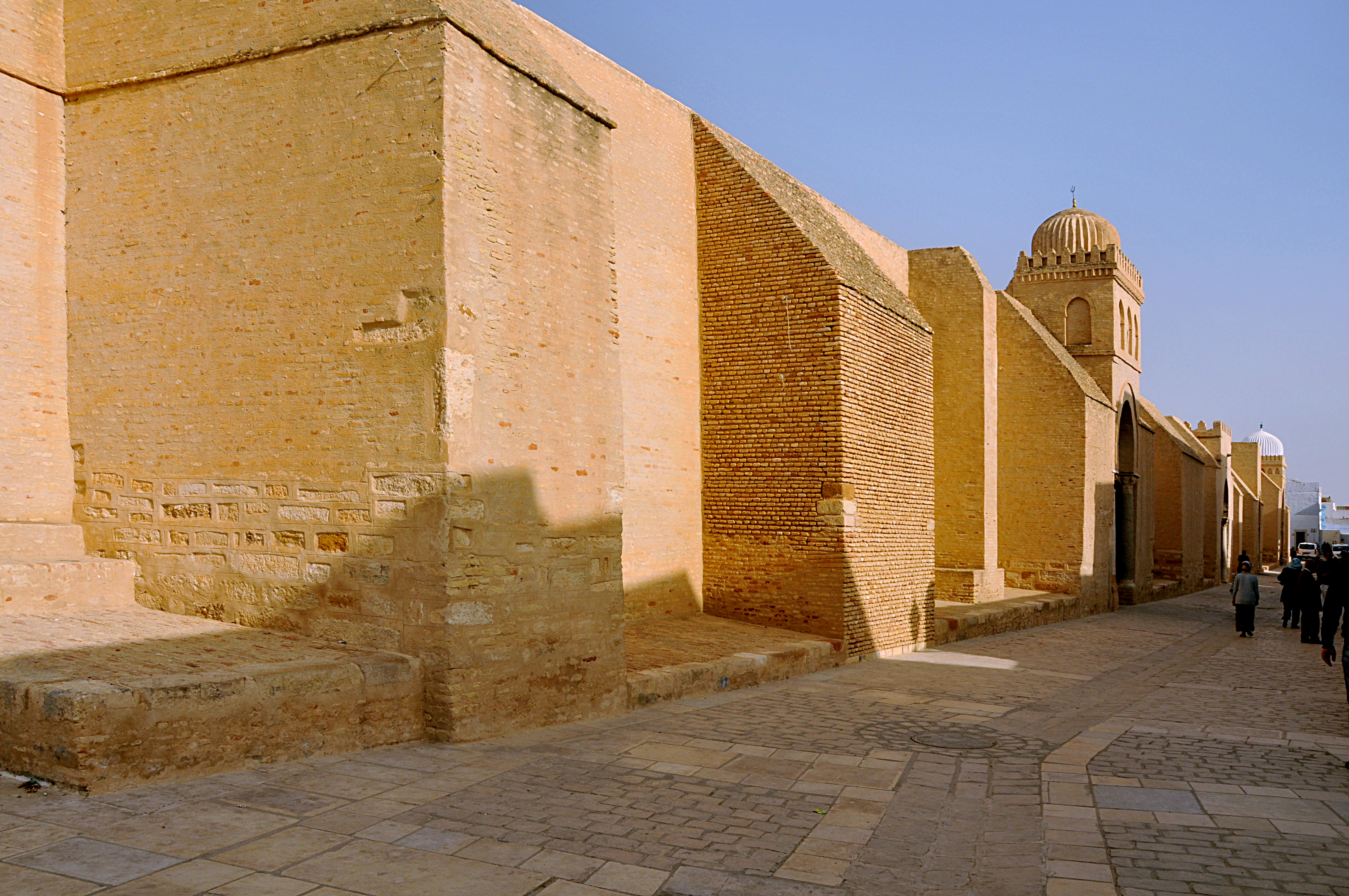
Fachada ocidental
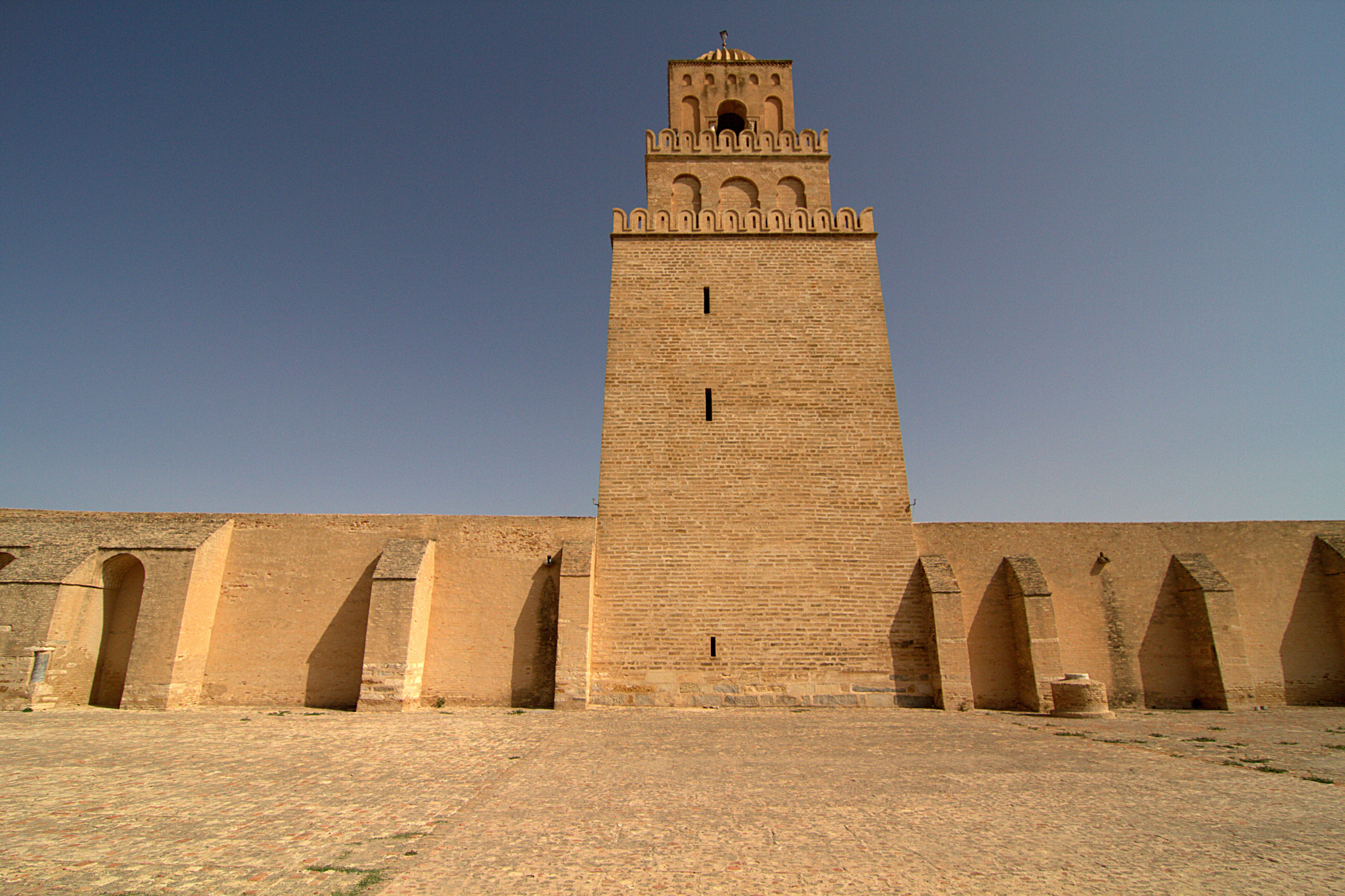
Fachada norte

[a] ^ No ângulo noroeste são visíveis os contrafortes de várias dimensões e o minarete.

## História

### Construção, ampliações e restauros

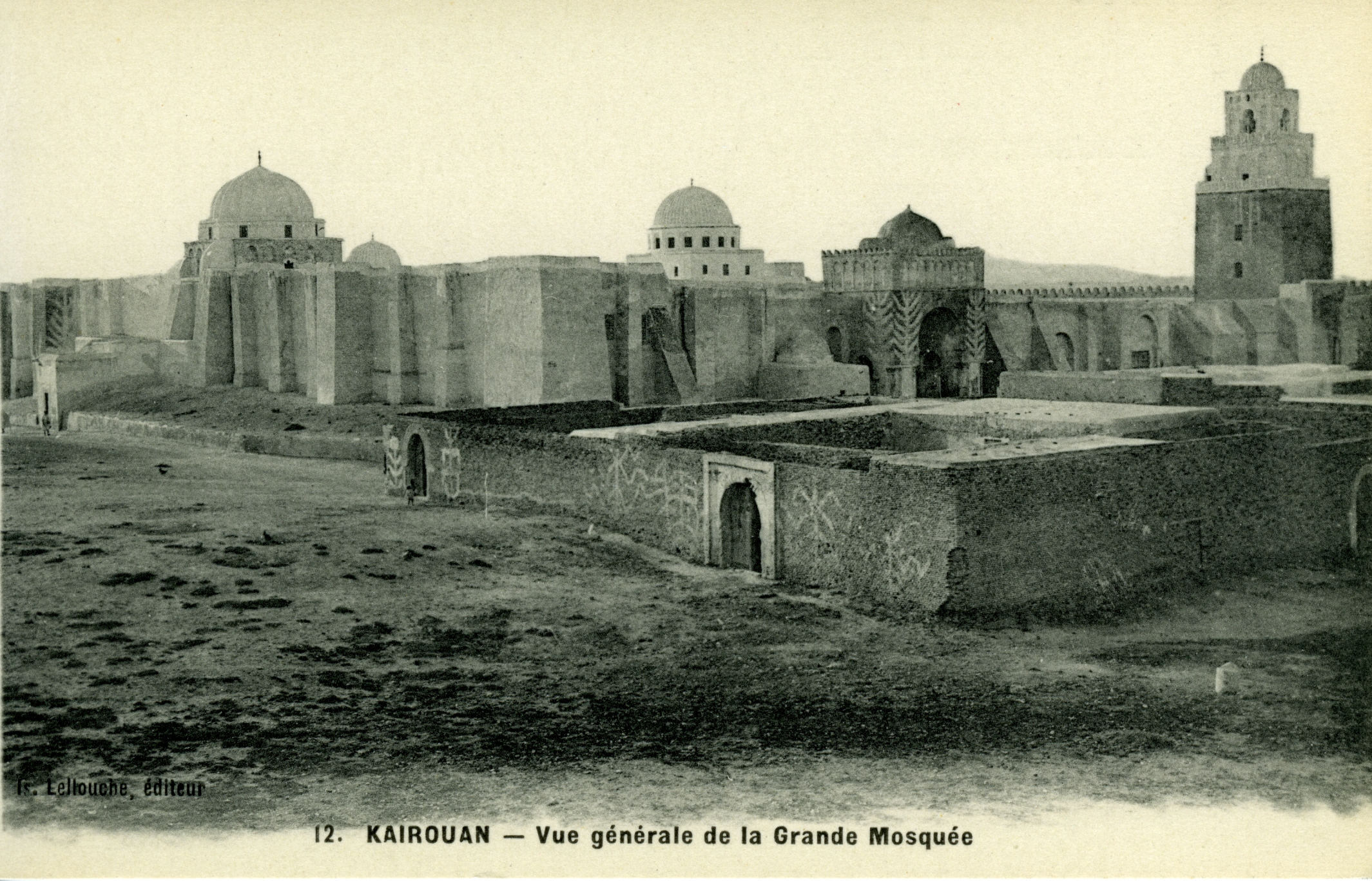
A mesquita num postal de 1900

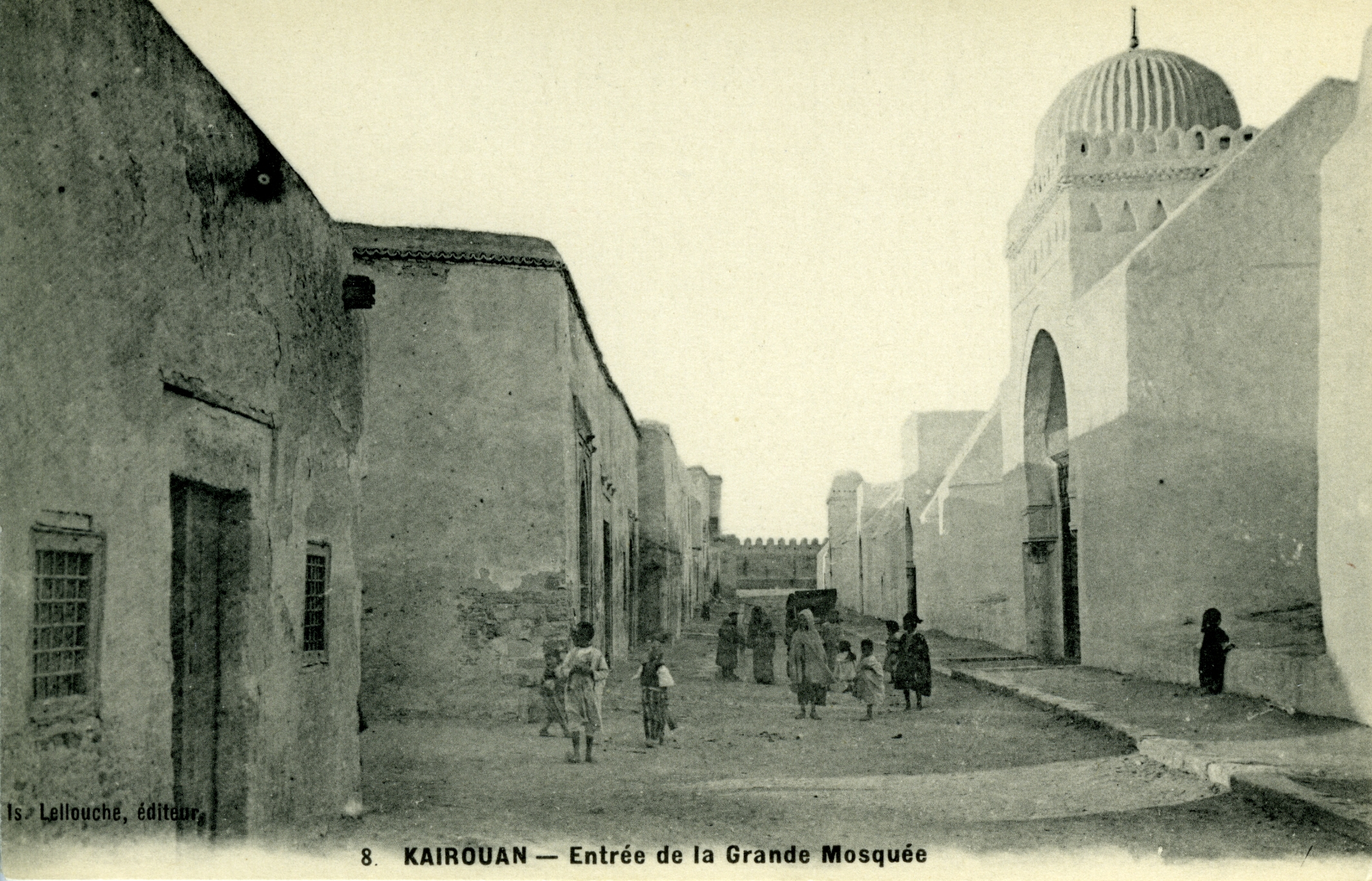
Rua junto à mesquita num postal de 1900

Quando fundou Cairuão em 670, o general conquistador árabe Uqueba ibne Nafi decidiu colocar a mesquita no centro da cidade, perto da sede do governador. O local de culto inicial foi erigido entre 670 e 675. Pouco tempo depois da construção, cerca de 690, a mesquita foi destruída durante a ocupação de Cairuão pelos Berberes, inicialmente liderados por Kusaila. Foi reconstruída pelo general gassânida Haçane ibne Numane em 703. Com o crescimento progressivo da população de Cairuão e do consequente aumento do número de fiéis, Hixame ibne Abedal Maleque, califa omíada de Damasco, por intermédio do seu governador Bixer ibne Safuane, ordenou que fossem feitos melhoramentos na cidade, que incluíram a renovação e alargamento da mesquita cerca dos anos 724–728. Esta ampliação obrigou à demolição do edifício existente à exceção do mirabe. Foi durante estas obras que foi construído o minarete.
Em 774 foi levada a cabo outra reconstrução, que envolveu modificações e decorações, sob a direção do governador abássida Iázide ibne Hatim Almoalabi. Durante os reinados dos soberanos aglábidas, Cairuão atingiu o seu apogeu e a mesquita beneficiou desse período de acalmia e prosperidade. Em 836, o emir aglábida Ziadete Alá I mandou reconstruir novamente a mesquita e foi nesta época que o edifício adquiriu o aspeto geral que hoje se conhece. Esta campanha de reconstrução, cujo custo se elevou a 86 000 meticais de ouro, envolveu, entre outros trabalhos, a reedificação da sala de oração, que passou a ter 17 naves, bem como a construção da cúpula de bolbo do mirabe.
Em 862–863, Aboboerim Amade ampliou o oratório, com três tramos no lado norte, e adicionou a cúpula por cima do pórtico que precede a sala de oração. Além disso, contribuiu notavelmente para a decoração da mesquita, dotando-a de um admirável mimbar em madeira finamente esculpida e redecorando o mirabe empregando telhas de cerâmica vidrada com reflexos metálicos. Em 875, Ibraim II construiu mais três tramos, sacrificando parte do pátio, o qual foi também amputado nos outros três lados para que fossem construídas galerias duplas.
A configuração atual da mesquita remonta ao século IX, ao período aglábida, à exceção de alguns restauros parciais e de algumas adições posteriores, efetuadas em 1025, durante o reinado dos Zíridas, 1248 e 1293–1294, durante o Reino Haféssida, 1618, durante a época dos beis murádidas, século XVIII e início do século XIX, durante o período dos beis husseinitas, no final do século XIX e início do século XX. Durante a primeira metade da década de 1960 foram também efetuadas várias ações de salvaguarda e conservação.
Em 1967 foram iniciadas grandes obras de restauro, que se prolongaram por cinco anos e que foram dirigidas pelo Instituto Nacional de Arqueologia e de Arte. A mesquita reabriu oficialmente para a festa muçulmana do Mulude (aniversário de Maomé) de 1972. Em meados dos anos 1980 foram efetuados trabalhos complementares de restauro, que incidiram essencialmente nas paredes exteriores, nos seus contrafortes e no minarete.

### Relatos e testemunhos históricos
Alguns séculos depois da sua fundação, a Grande Mesquita de Cairuão foi objeto de numerosas descrições por parte de historiadores e geógrafos árabes da Idade Média. Estes relatos incidem principalmente sobre as diferentes fases de construção e ampliação do santuário, bem como as contribuições sucessivas de numerosos príncipes para a decoração do interior (mirabe, mimbar, tetos, etc.). Entre os autores que escreveram sobre a mesquita cujas obras chegaram até nós  figuram Albacri, um geógrafo e historiador do Alandalus morto em 1094 que escreveu detalhadamente sobre a história e descrição da mesquita na sua obra Descrição da África do Norte, Anuairi (historiador egípcio morto em 1332) e ibne Nagi (jurista e hagiógrafo de Cairuão morto c. 1435). Referindo-se a um texto mais antigo de Altujibi (autor cairuanês morte em 1031), ibne Nagi, a propósito das contribuições para o edifício e seu embelezamento pelo soberano aglábida Abul Ibrahim, relata: «Ele construiu no interior da mesquita de Cairuão a cúpula que encontra-se na entrada da nave central bem como duas colunatas que a flanqueiam em ambos os lados, e as galerias foram lajeadas por sua iniciativa. Em seguida fez o mirabe.» Salientando o empenho do príncipe na decoração do mirabe, acrescenta que «o emir deu ao mirabe esta decoração maravilhosa, empregando mármore, ouro e outros belos materiais.»
Viajantes, escritores e poetas ocidentais que passaram por Cairuão deixaram testemunhos sobre a mesquita, por vezes marcados por uma viva emoção ou admiração. No século XVIII, o médico e naturalista francês Jean André Peyssonnel, que fez uma viagem de estudo em 1724, durante o reinado de Huceine I Bei, sublinha a fama da mesquita como um centro de estudos religiosos e profanos com grande reputação — «A Grande Mesquita é dedicada a Ocba onde há um célebre colégio onde se vai estudar dos lugares mais remotos deste reino: aí se se ensina a ler e escrever a gramática árabe, as leis e a religião. Há avultadas rendas para as manutenção dos professores.»
Na mesma época, o académico e pastor anglicano Thomas Shaw (1692–1751), que percorreu a Regência de Tunes e passou por Cairuão em 1727, descreveu a mesquita como «a que é reputada como a mais magnífica e a mais sagrada da Berbéria», destacando «um número incrível de colunas de granito.»
No fim do século XIX, o escritor francês Guy de Maupassant exprime, num relato de viagens intitulado “La vie errante”, o seu fascínio pela arquitetura da Grande Mesquita de Cairuão e pelo efeito criado pelas inúmeras colunas — «A harmonia única deste templo baixo vem da proporção dos seus fustes ligeiros que sustentam o edifício, o preenchem, o povoam, o fazem aquilo que ele é, criam a sua graça e a sua grandeza. A sua multiplicidade colorida dá ao olhar a impressão de ilimitado enquanto que a extensão pouco elevada do edifício dá à alma uma sensação de peso. Isso é vasto como um mundo.»
Nos primeiros anos do século XX, o poeta austríaco Rainer Maria Rilke descreveu a sua admiração pelo imponente minarete — «A cidade distingue-se pela Grande Mesquita [...] Existe um modelo mais belo que esta velha torre, o minarete, ainda conservado da arquitetura islâmica? Na história da arte, o seu minarete de três andares é considerado como uma obra-prima e um modelo entre os monumentos mais prestigiados da arquitetura muçulmana.»

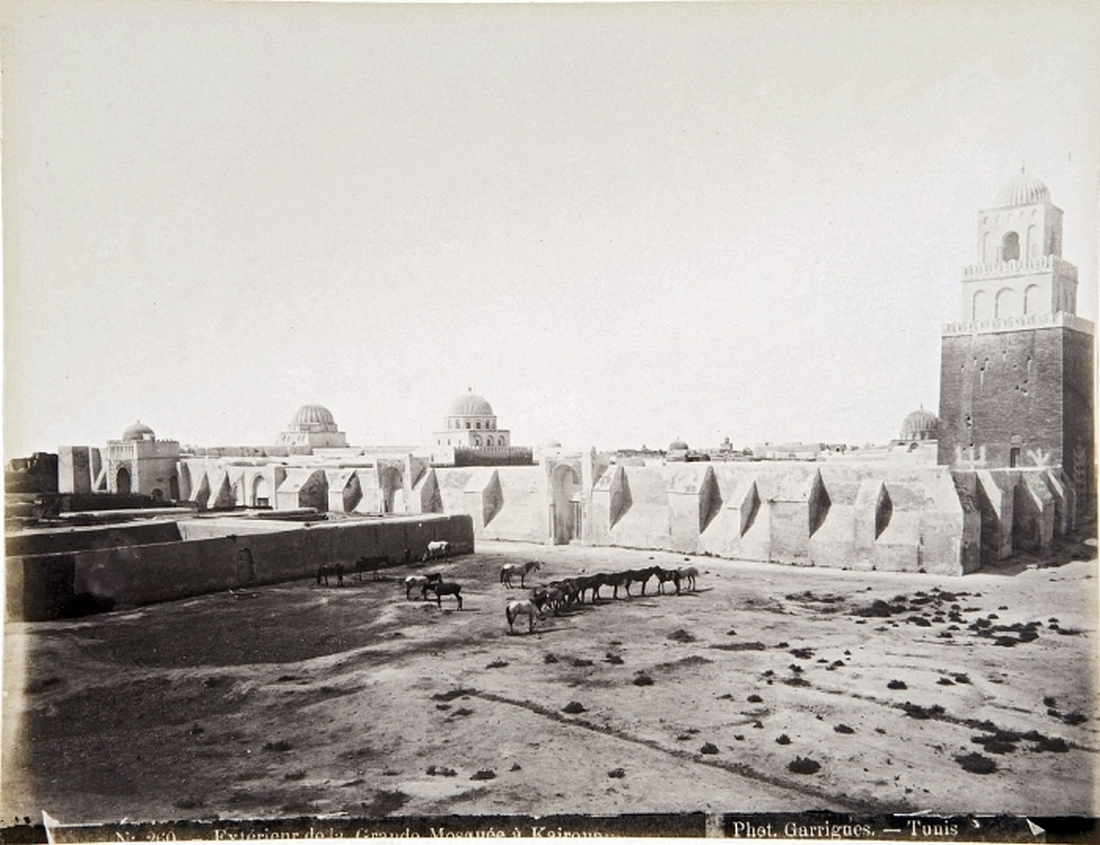
Exterior em 1880
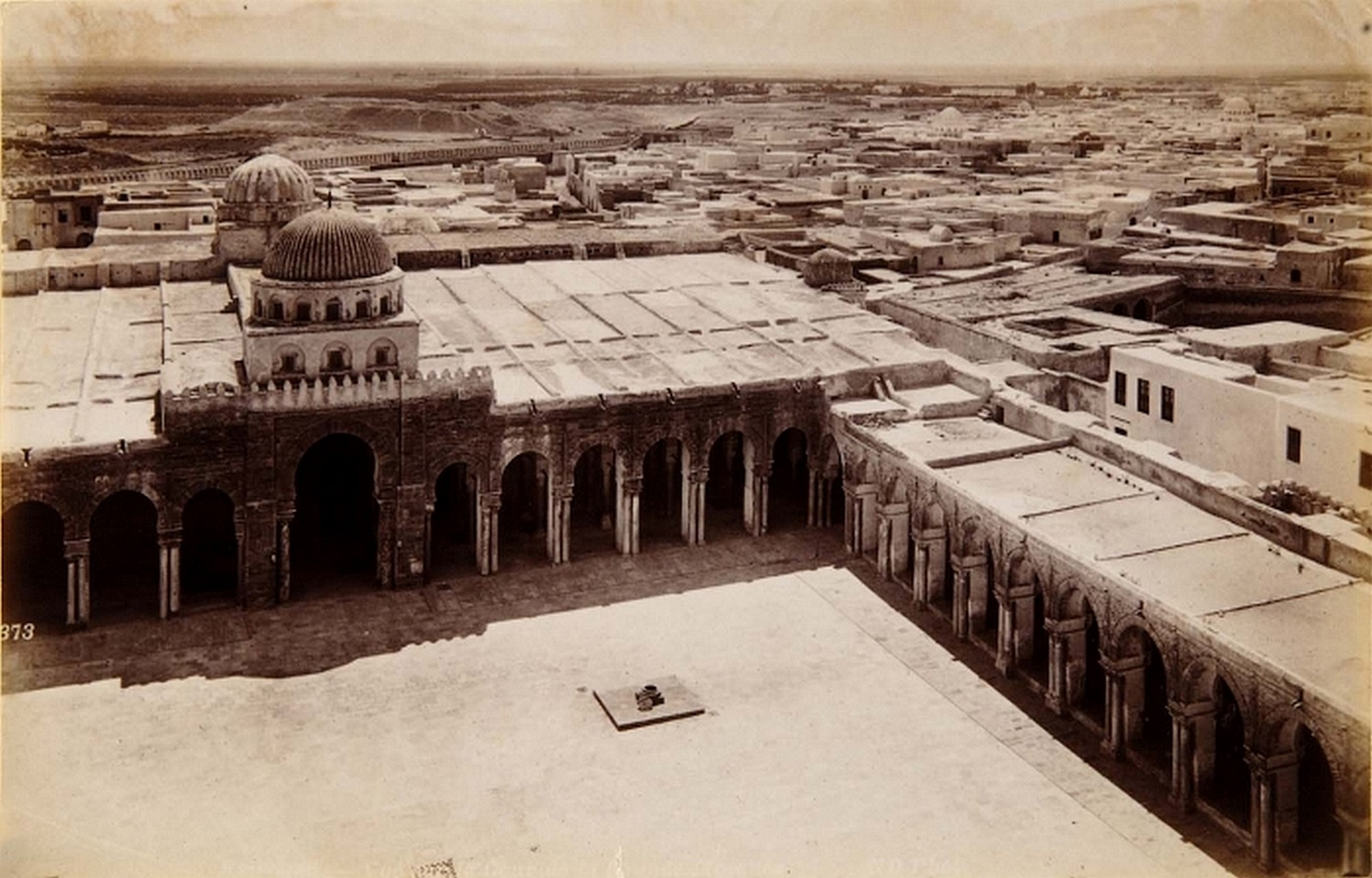
Exterior, 1890-1910
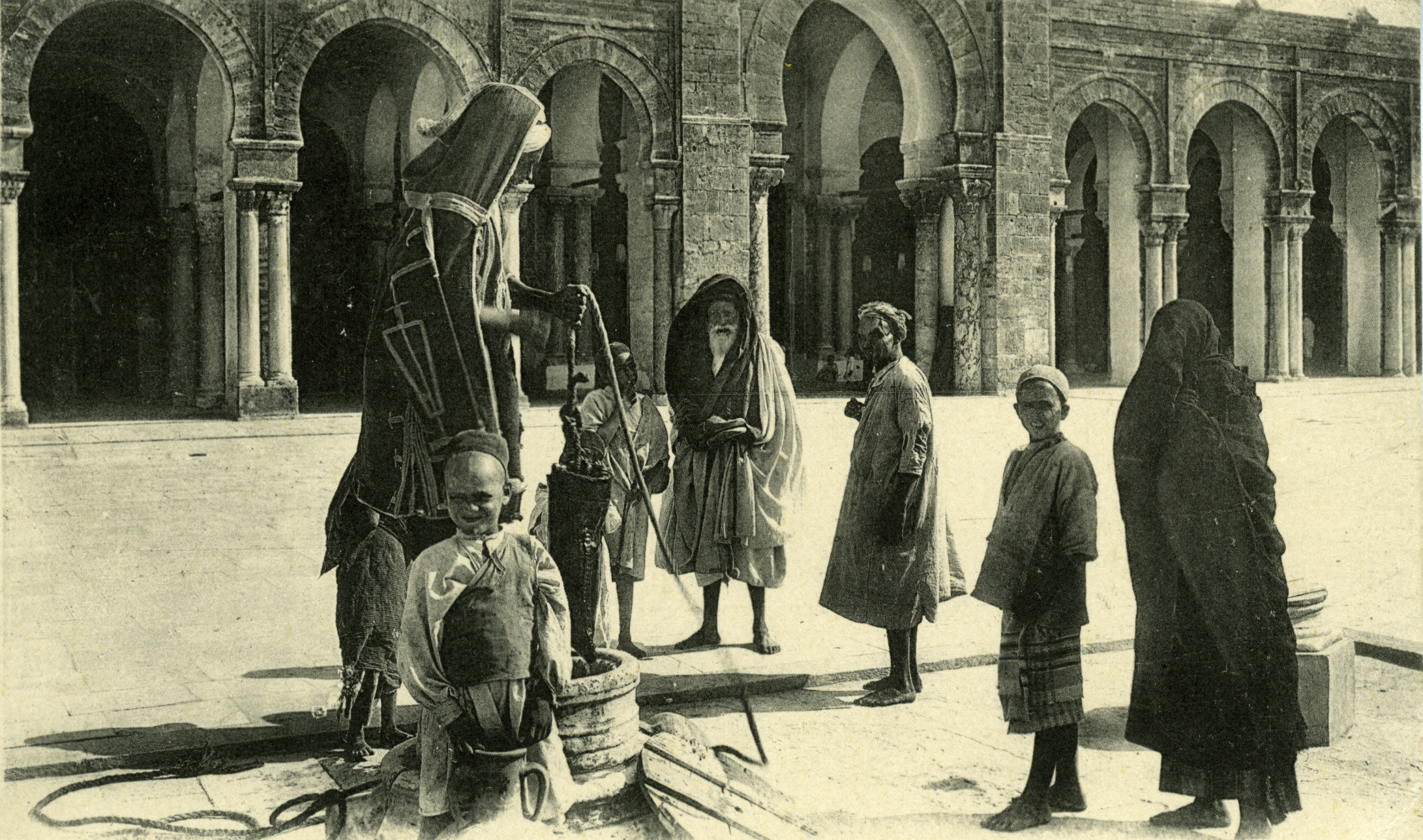
Pátio central c. 1900 [d]
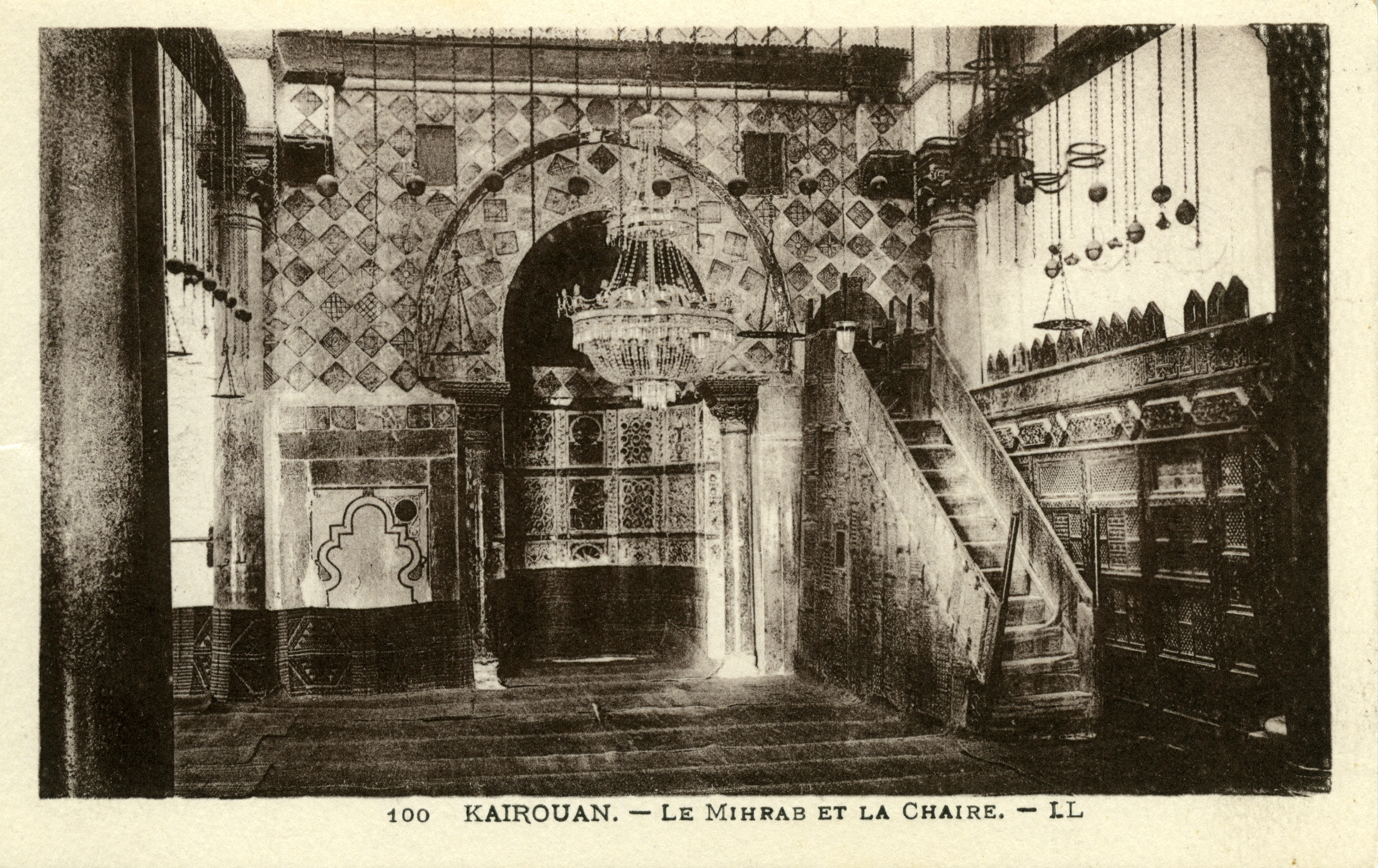
Sala de orações c. 1900

[d] ^ Peregrinos em redor de um dos poços no pátio central

## Arquitetura e ornamentos

### Recinto

Modelo digital 3D da mesquita; ao centro: vista de conjunto do edifício; à esquerda: vista parcial exterior da sala de oração e das fachadas sul e leste; à direita: o minarete visto o pátio

O recinto da Grande Mesquita de Cairuão, cujos muros são suportados por contrafortes de diversas formas e tamanhos, tem atualmente nove portas: seis dão acesso aos pórticos do pátio, duas dão acesso à sala de oração e a nona permite aceder à sala do imã e à maqsura. A distribuição das portas é a seguinte: quatro em cada uma das fachadas ocidental e oriental, uma na fachada sul e nenhuma na fachada norte. Algumas das portas, como a Bab al-Gharbi ("Porta do Ocidente"), no lado oeste, são precedidas por alpendres salientes, flanqueados por possantes contrafortes e cobertos por cúpulas assentes em tambores quadrados, em cujos ângulos se desenham trompas de três arquivoltas.
Os historiadores e geógrafos árabes medievais Mocadaci e Albacri mencionaram a existência, em redor dos séculos X e XI, de uma dezena de portas, com nomes diferentes das atuais. Isso explica-se pelo facto de que, ao contrário do resto da mesquita, o recinto sofreu grandes transformações para assegurar a estabilidade do edifício, nomeadamente a adição de numerosos contrafortes. Dessa forma, algumas entradas foram emparedadas enquanto que outras foram conservadas. Na fachada ocidental, um arco quebrado, que cobre um nicho plano cujo fundo é decorado com motivos geométricos simples (em losangos) feitos com tijolos, testemunha uma antiga porta que foi tapada há muito tempo.
A partir do século XIII, foram abertas novas portas, das quais a mais notável é a Bab Lalla Rihana, datada de 1293–1294, situada no muro oriental do recinto. Esta entrada monumental, obra do soberano haféssida Abu Hafes Omar ibne Iáia I (r. 1284–1295), está inscrita num quadrado saliente, é flanqueada por colunas antigas que suportam arcos de ferradura e é coberta por uma cúpula de face externa canelada. A fachada anterior deste alpendre comporta um grande arco em ferradura que assenta em duas colunas de mármore encimadas por capitéis diferentes. Este arco é encimado por um friso decorado com uma arcada cega de nove tramos em arco ultrapassado e colunelos em mármore de estilo haféssida; o conjunto é coroado por uma ameada com merlões em dente de serra. A arcada cega prolonga-se por uma das faces laterais da varanda; a outra face não tem qualquer arcada. Nas faces laterais existe um arco em ferradura, mais pequeno que o da fachada anterior, que assenta igualmente sobre colunas, e é revestido no intradorso por gesso esculpido, decorado com finos arabescos com motivos geométricos e vegetais. Apesar da sua construção datar do fim do século XIII, a Bab Lalla Rihana harmoniza-se perfeitamente no conjunto do edifício, que data principalmente do século IX.

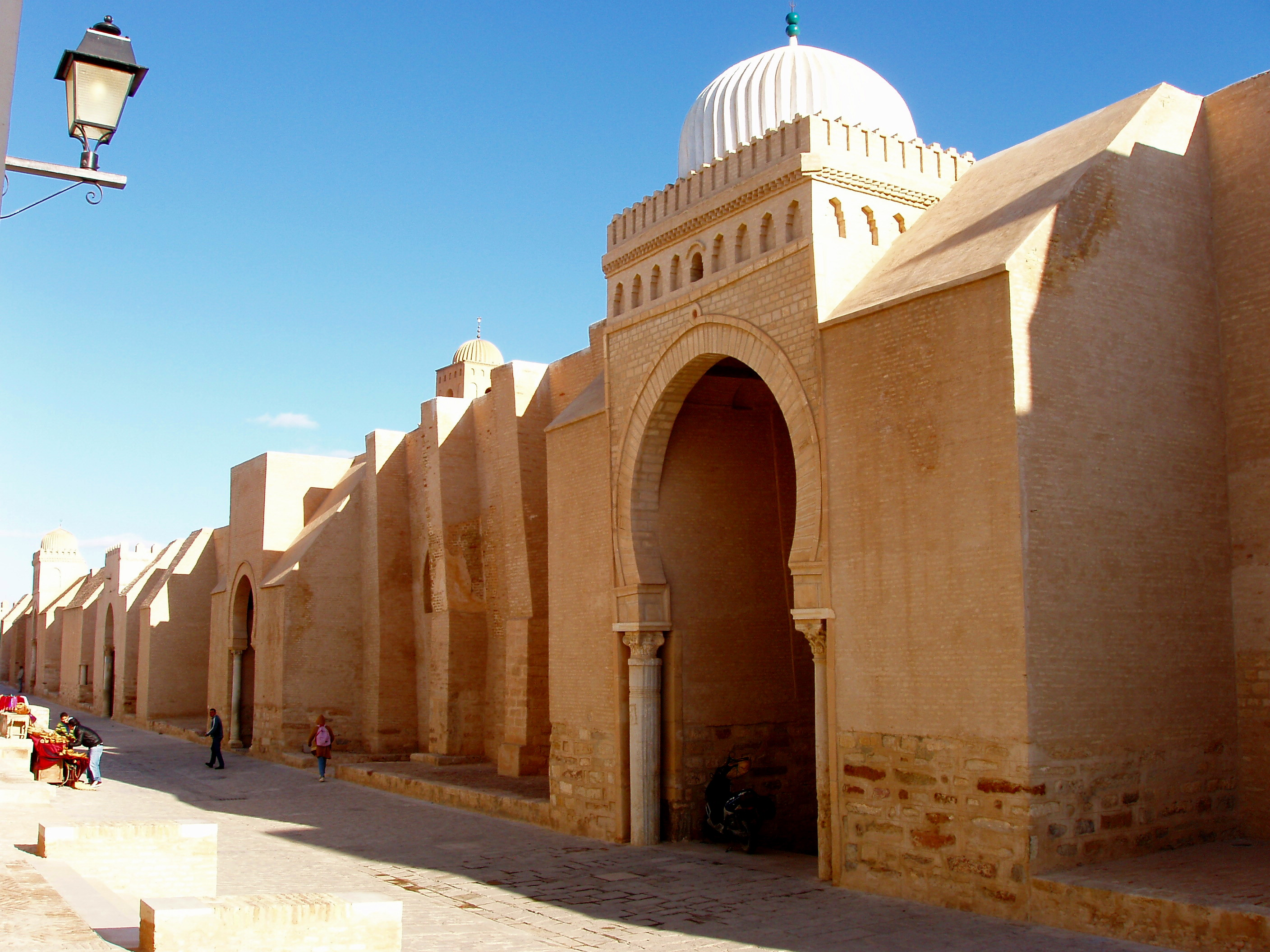
Fachada ocidental [g]
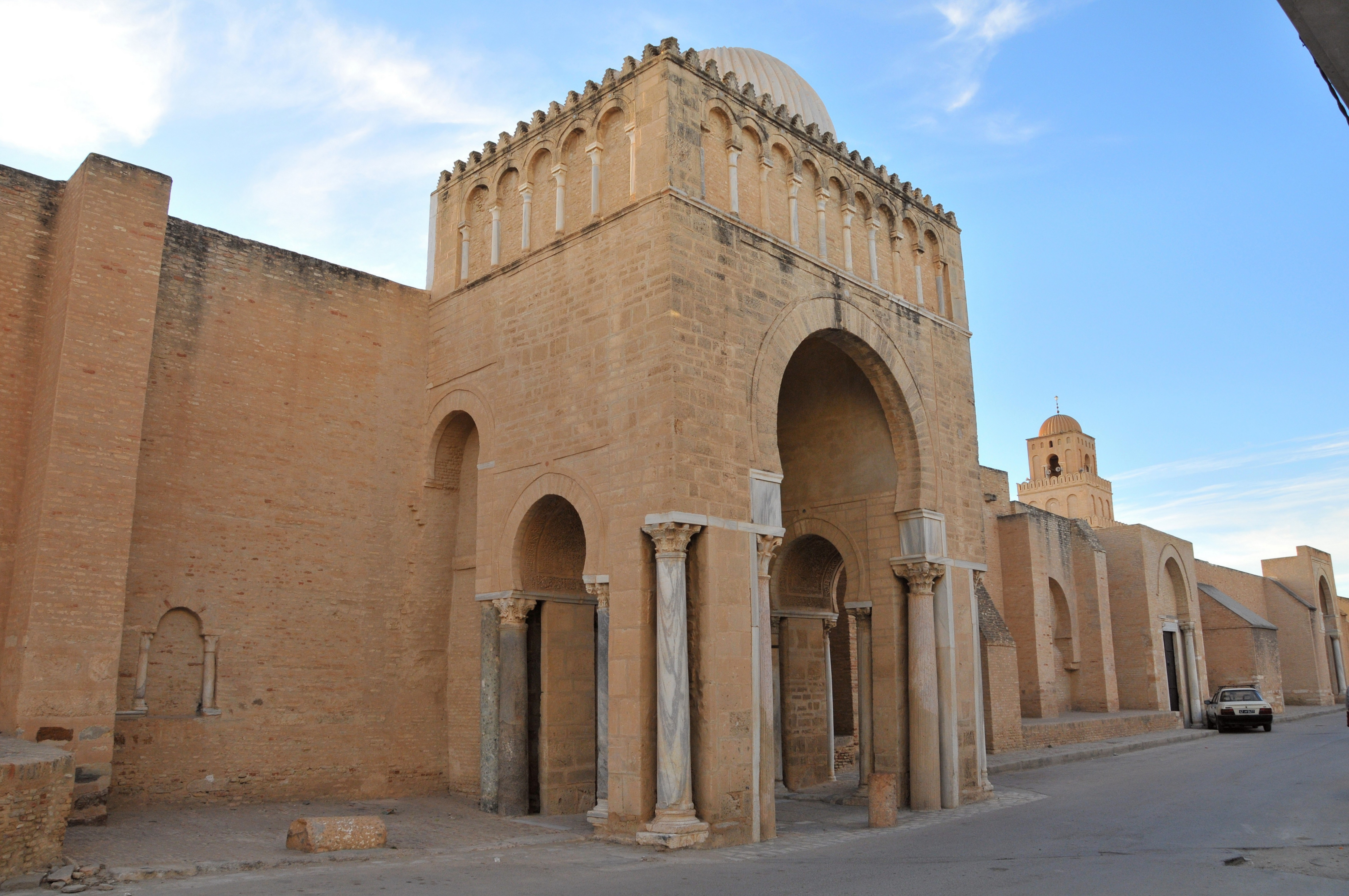
Bab Lalla Rihana [h]
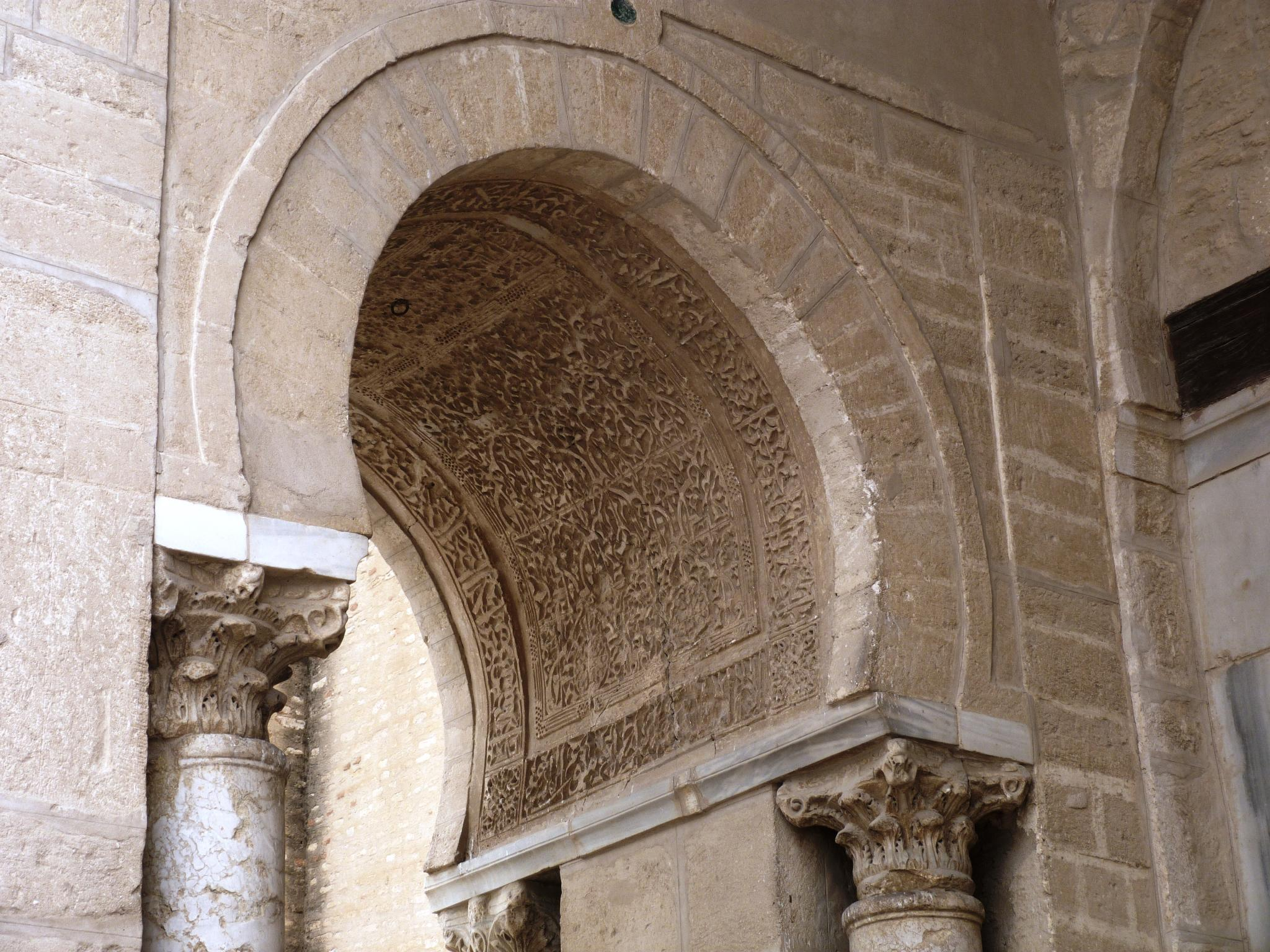
Bab Lalla Rihana [i]
Planta atual

[g] ^ Na fachada ocidental são visíveis as diversas formas e dimensões dos contrafortes.
[h] ^ Exterior da porta Bab Lalla Rihana. O recinto tem um total de seis portas, algumas delas precedidas por alpendres salientes.
[i] ^ Arco das faces laterais da porta Bab Lalla Rihana, cujo intradorso é decorado com motivos geométricos e florais.

### Pátio

#### Espaço e pórticos
O acesso ao pátio é feito por seis entradas laterais que datam dos séculos IX e XIII. O pátio é um vasto espaço trapezoidal a céu aberto cujos lados medem 67 metros (oeste), 67,25 metros (leste), 50,25 metros (norte) e 52,45 metros (sul). É rodeado em três dos lados (sul, leste e oeste) por um pórtico com duas fileiras de arcadas; o lado norte, cuja disposição é interrompida pelo minarete, tem igualmente um pórtico, mas com apenas uma arcada.
Os pórticos abrem-se em arcos ligeiramente ultrapassados que se apoiam sobre colunas de mármores diversos, de granito e de pórfiro, reutilizados de monumentos romanos, paleocristãos ou bizantinos provenientes nomeadamente de Cartago. Os capitéis são de estilos muito variados: jónicos, compósitos, mais frequentemente coríntios ou corintizantes (com folhas de acanto aveludadas, espinhosas ou serrilhadas), alguns com figuras de animais (águias e carneiros), mas significativamente modificados durante o processo de reutilização, outros são apenas impostas com faces trapezoidais e outros ainda em forma de medalhão, etc.
As fachadas dos pórticos ocidental e oriental apresentam arcos ultrapassados que assentam em colunas geminadas adossadas a pilares. O pórtico oriental abre-se para o pátio por 18 arcos, enquanto o pórtico ocidental é aberto por 15 arcos. Este último apresenta na sua extremidade sul, entre o primeiro e o segundo arco, um painel esculpido em pedra que apresenta uma decoração em ramo de flores que termina com um crescente. Esta decoração, que data do século XVII, parece atestar um restauro do pórtico na época murádida. Durante essa campanha de reconstrução foram utilizados alguns capitéis e fustes de colunas recuperadas da antiga cidade real fatímida-zírida de Mançoria, ocupada entre os séculos X e XI; isso explica que uma coluna do pórtico tenha uma inscrição em cúfico datada de 1011. Na extremidade norte do pórtico ocidental, duas arcadas cegas destacam-se da parede da antiga midha (sala de abluções). Esta midha é provavelmente anterior à época do Reino Haféssida e distingue-se por uma fachada ornamentada de losangos em pedra esculpida com motivos florais e geométricos.
O pórtico situado no lado sul do pátio, em frente à sala de oração, tem a meio um arco ultrapassado em cantaria, de grande dimensão, que assenta sobre colunas de mármore branco venado e capitéis compósitos com delicadas folhas de acanto. Este alpendre imponente, cujo arco é ladeado por pilares salientes, é encimado por um muro ameado atrás do qual se eleva uma base retangular em que em cada um dos lados norte, leste e oeste se encontra um conjunto de três janelas retangulares, sendo a do meio maior do que as laterais. As janelas dos lados norte e oeste estão inscritas em nichos emoldurados por arcos. Sobre esta base ergue-se uma cúpula cuja calote semi-esférica com nervuras salientes e angulares e que repousa sobre um tambor dodecagonal, onde existem 16 janelas retangulares inscritas em nichos também emoldurados por arcos ultrapassados.
O grande arco central do pórtico sul é flanqueado por seis arcos em ferradura de cada lado, dispostos de forma regular, com um arco pequeno seguido de quatro arcos médios de tamanho igual e por fim outro arco pequeno. Os arcos assentam em colunas geminadas adossadas a pilares. Globalmente, as proporções e a disposição geral da fachada do pórtico sul, que se abre para o pátio através de treze arcos, no qual o do meio constitui, com os dois arcos mais pequenos que o ladeiam e aos quais está ligado pelo muro ameado, constitui uma espécie de arco do triunfo com três baías coroado por uma cúpula e forma um conjunto com ar de «poderosa majestade».

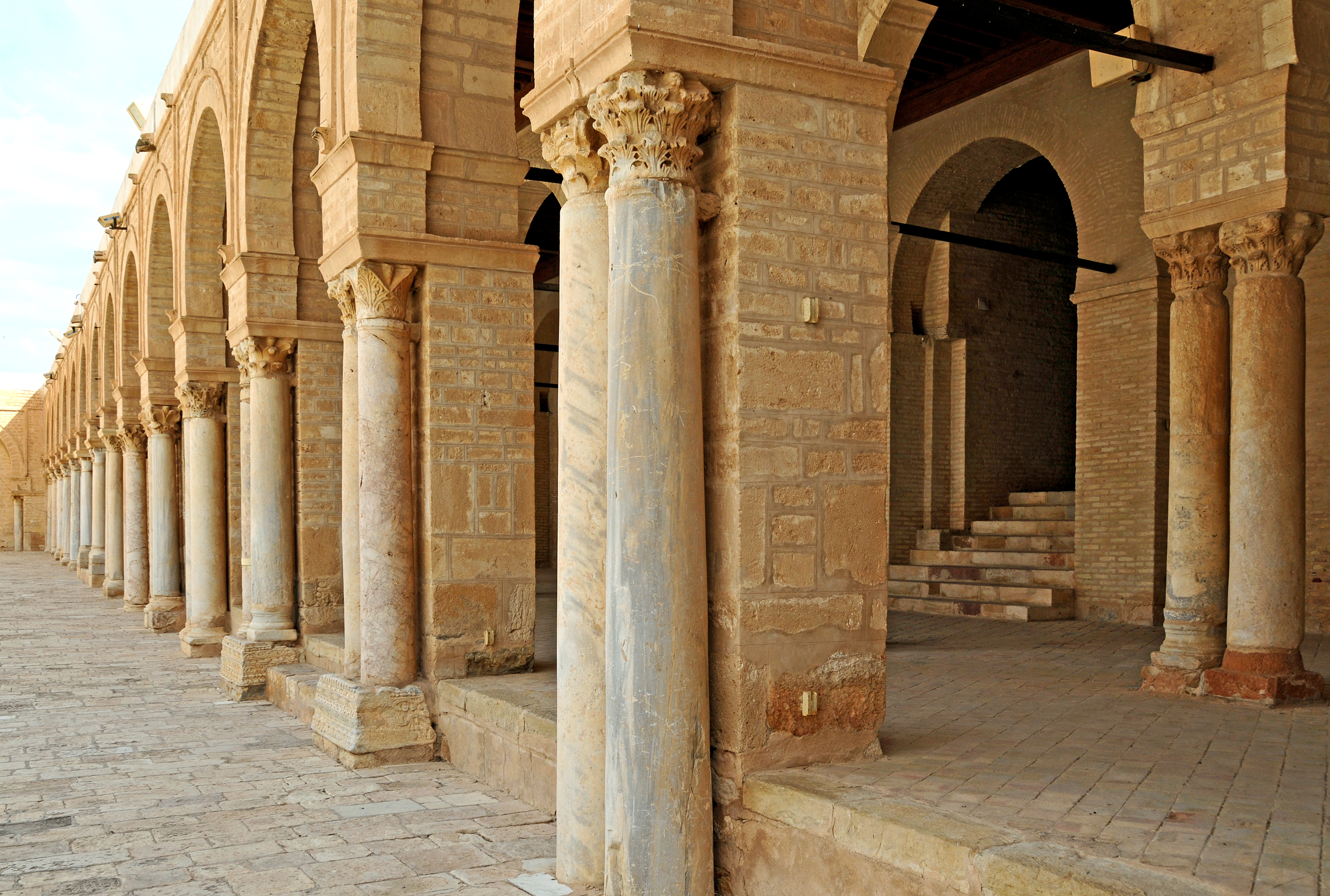
Pórtico oriental [k]
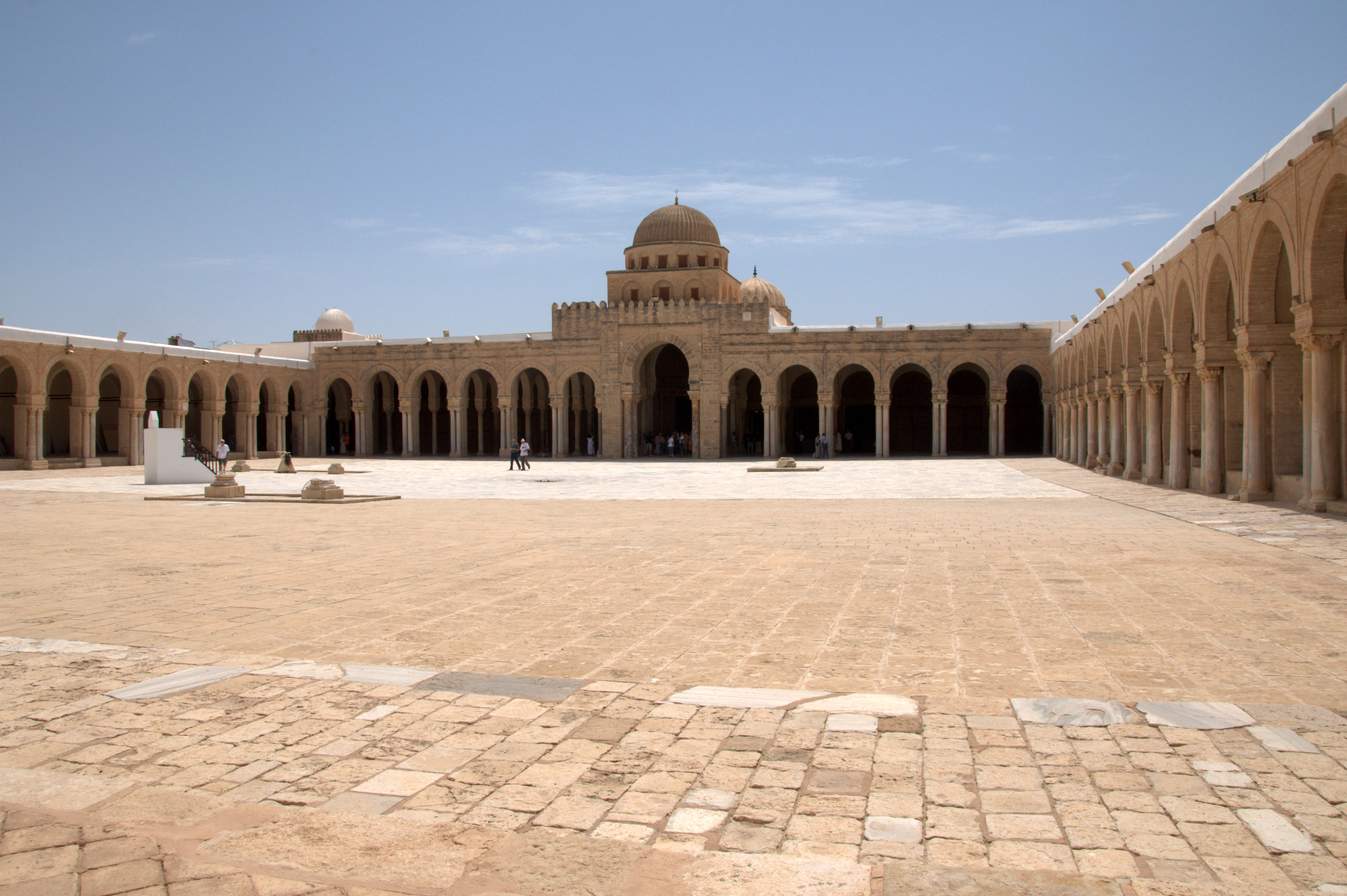
Pórtico sul [l]
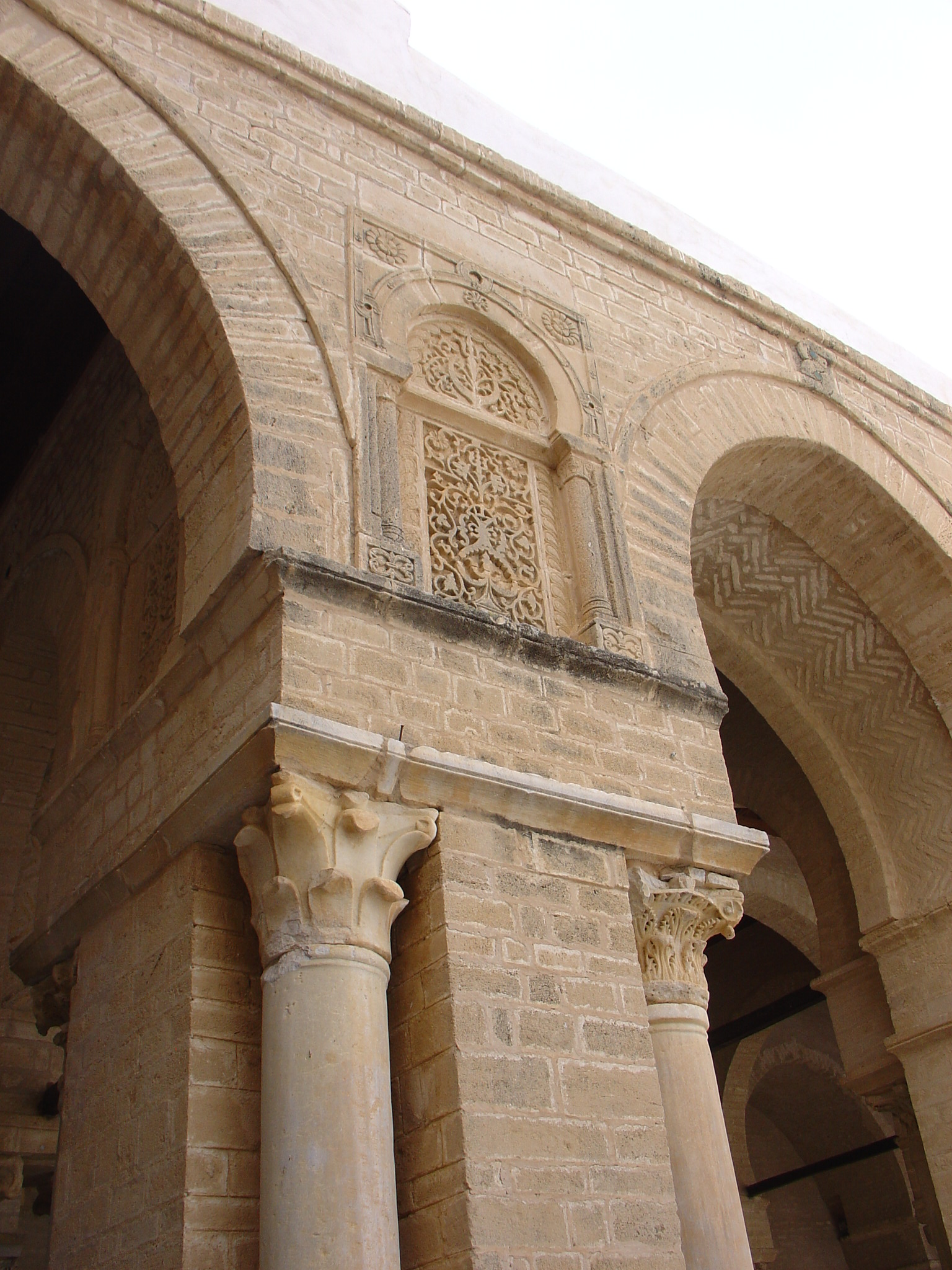
Pórtico ocidental [m]
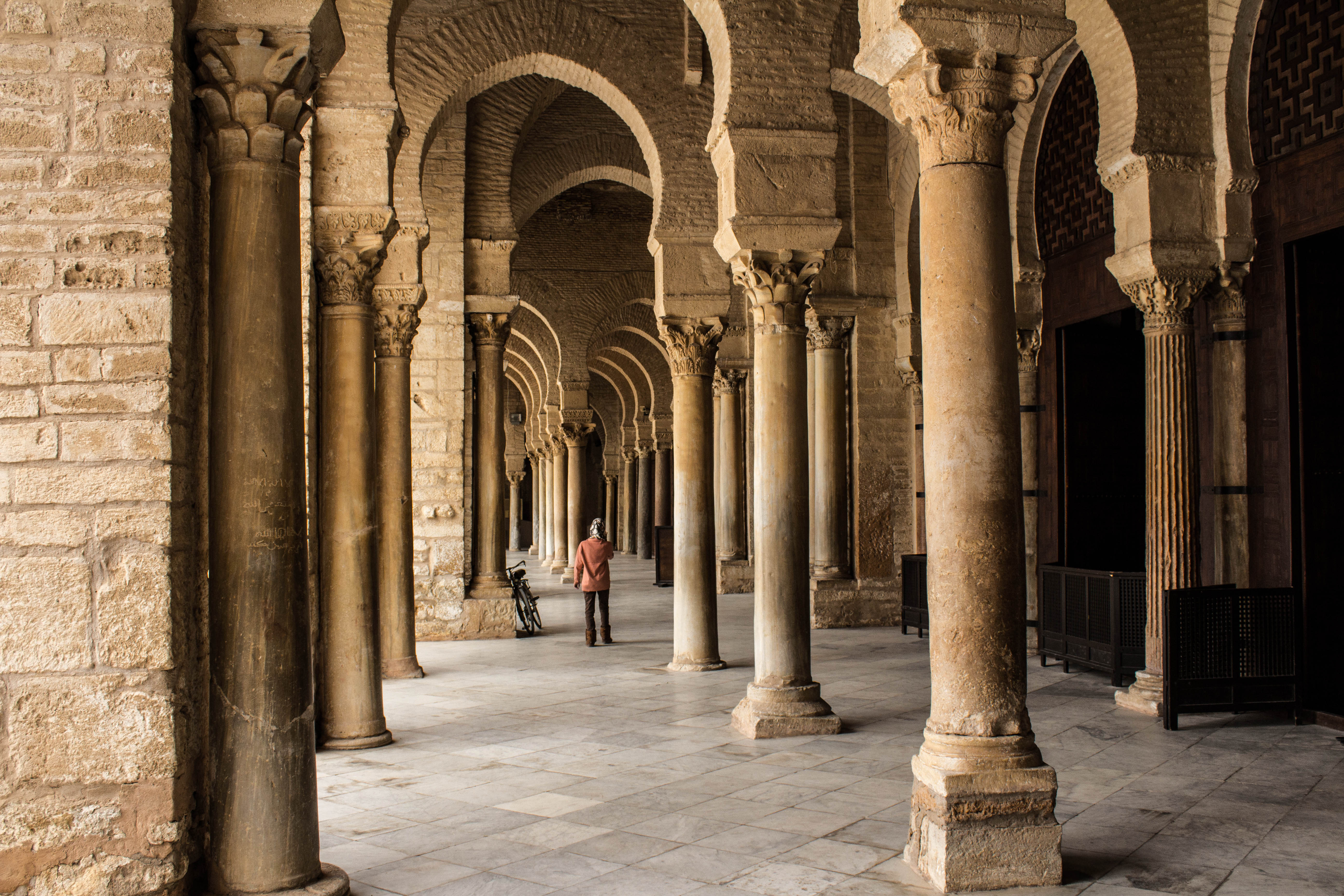
Interior do pórtico sul

[k] ^ As colunas e capitéis do pórtico oriental são na sua maioria recuperadas da antiga cidade real de Mançoria.
[l] ^ O arco do alpendre do pórtico sul é encimado por um muro ameado, sobre o qual assenta uma base retangular e um tambor dodecagonal que sustenta a cúpula.
[m] ^ Baixo relevo com motivos florais entre dois arcos do pórtico ocidental.

#### Detalhes do pátio
O conjunto formado pelo pátio e as galerias que o rodeiam cobre uma área imensa, com dimensões da ordem de 90 metros de comprimento por 72 metros de largura, e que ocupa aproximadamente dois terços da área total da mesquita. O pátio é pavimentado com lajes de pedra na parte norte, sendo o resto revestido a mármore branco. Perto do centro encontra-se um relógio de sol horizontal com quatro gnómons, ao qual se acede por uma pequena escadaria. Este dispositivo, que permite determinar a hora das orações, tem uma inscrição em nasqui gravada no mármore que apresenta o nome do artesão ibne Alcacim ibne Amar Alçuci e a data de construção (1258 da Hégira, que corresponde ao ano 1842 do calendário gregoriano). O relógio de sol horizontal da Grande Mesquita de Cairuão, que pela abundância das suas linhas faz lembrar o da Grande Mesquita dos Omíadas em Damasco, comporta, além da gradação habitual, as divisões correspondentes às "horas babilónicas" (que decorreram desde o nascer do sol) e as "horas itálicas" (que faltam até ao pôr-do-sol). Nos capitéis do pórtico oriental há outro relógio solar mais pequeno colocado na vertical.
O coletor de água pluvial, ou implúvio, pode ser uma obra do fundador da dinastia murádida, o bei Murade I (r. 1613–1631) ou, mais provavelmente, do bei Maomé (r. 1686–1696). É um sistema que assegura a captação da água graças à superfície ligeiramente inclinada do pátio, que é depois filtrada num depósito central que retém as impurezas, de forma semelhante a uma bacia de decantação. Este último depósito é rodeado por uma decoração geométrica realizada em mármore negro com arcos em ferradura esculpidos no mármore branco. Após serem removidas as impurezas, a água flui para uma grande cisterna subterrânea abobadada, suportada por pilares maciços em alvenaria. No pátio encontram-se ainda vários poços, alguns colocados lado a lado, cujos parapeitos, feitos com bases de colunas antigas talhadas, têm ranhuras para as cordas com que os baldes são elevados.

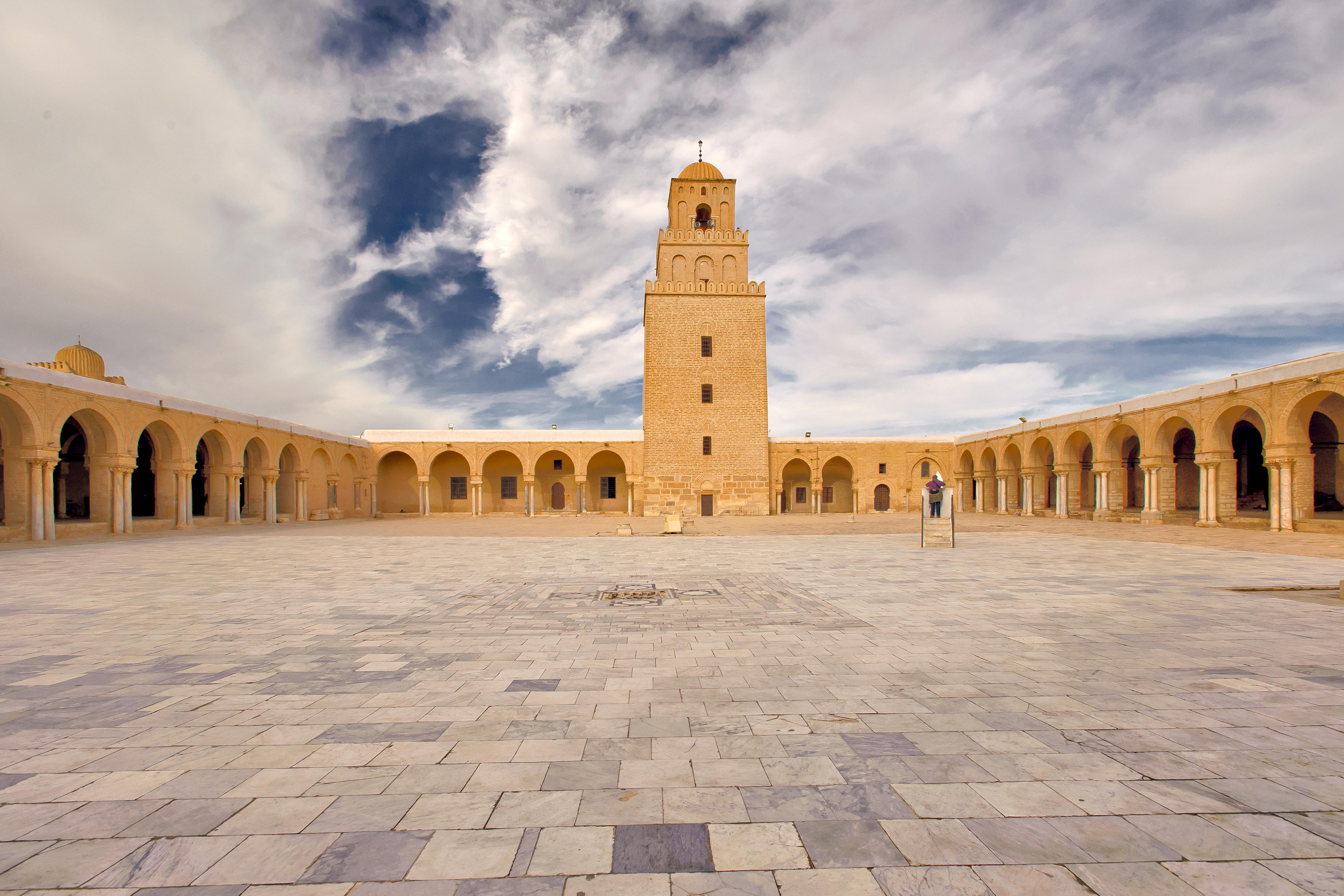
Pátio [p]
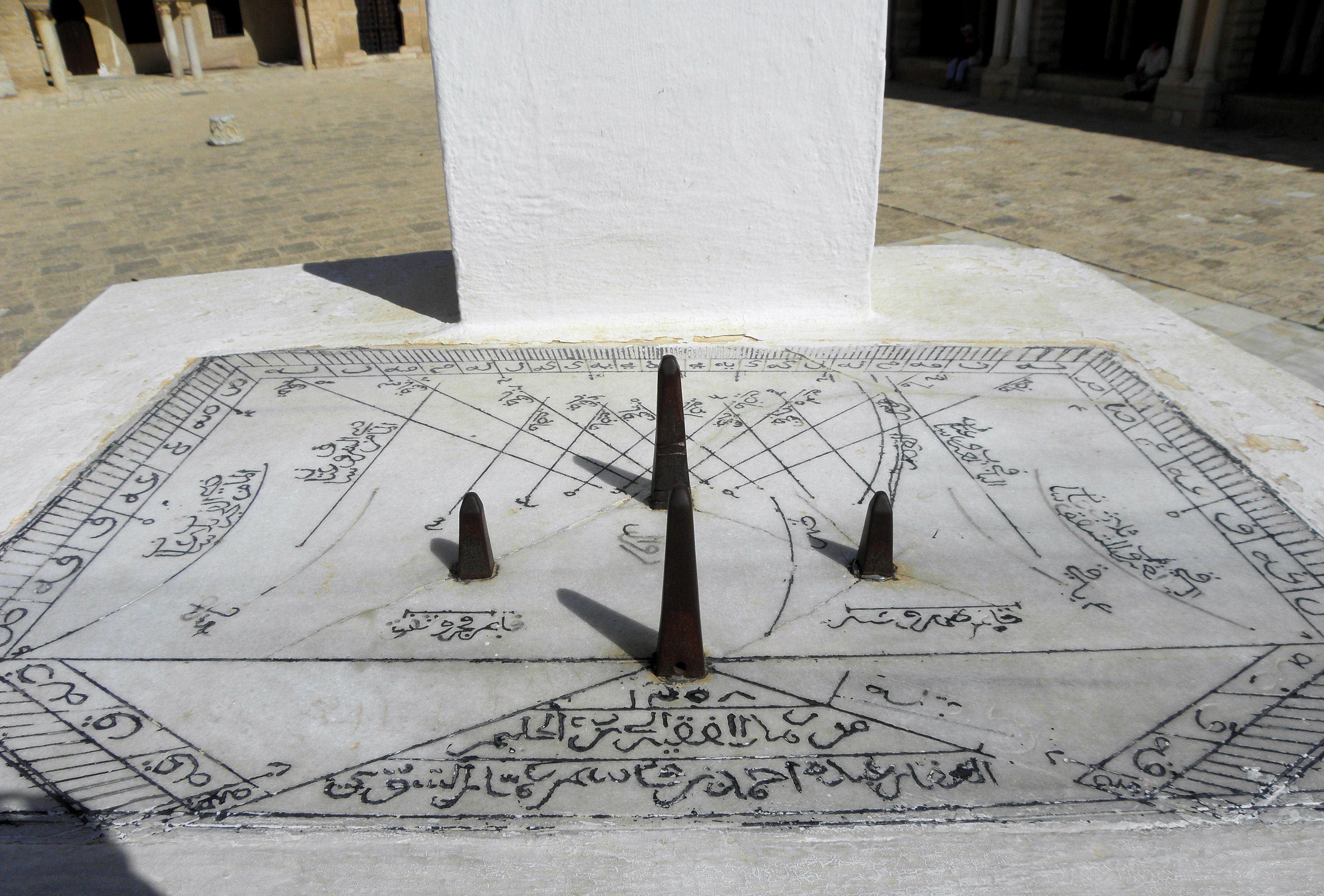
Relógio solar no centro do pátio
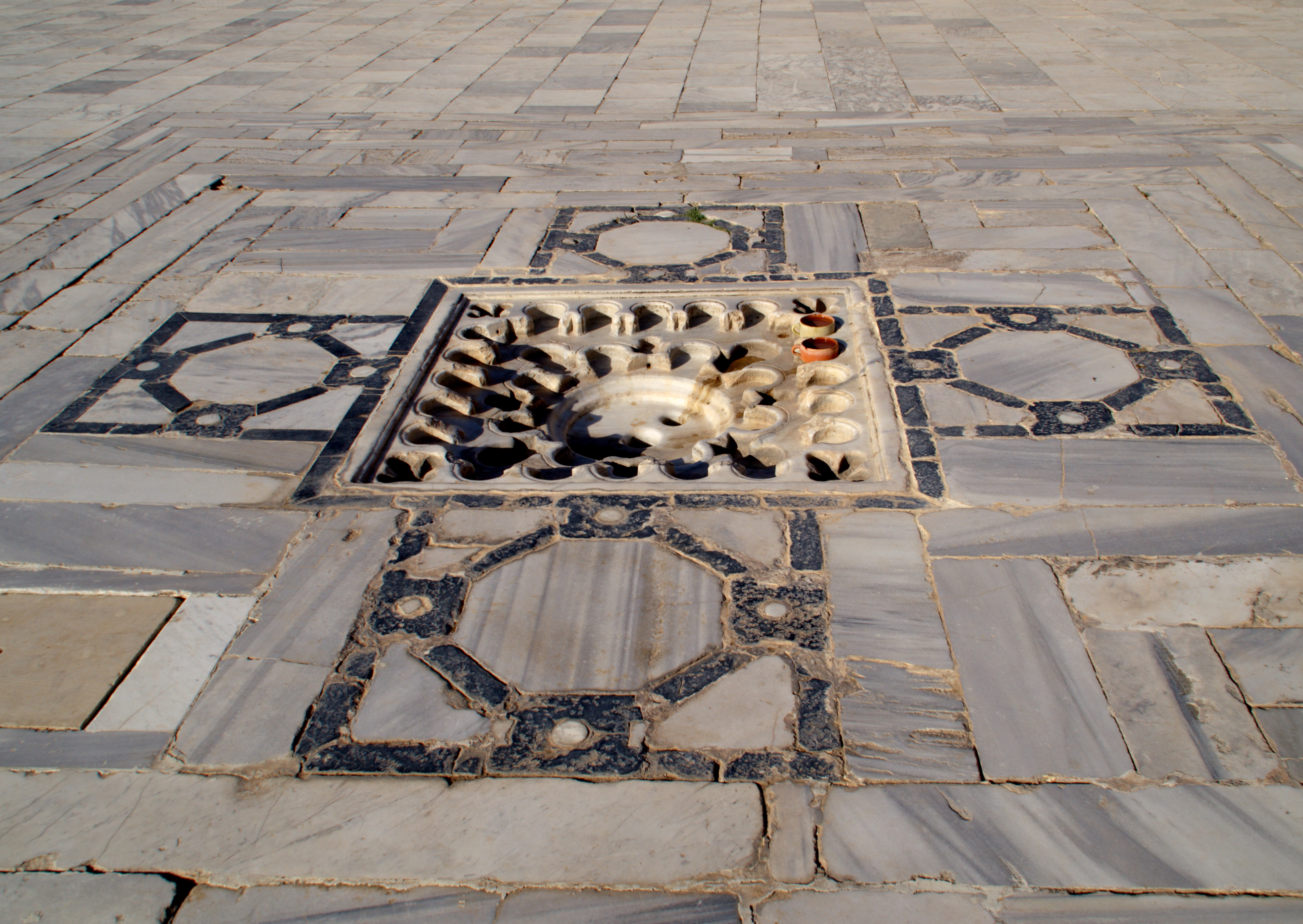
Coletor de águas pluviais (implúvio)
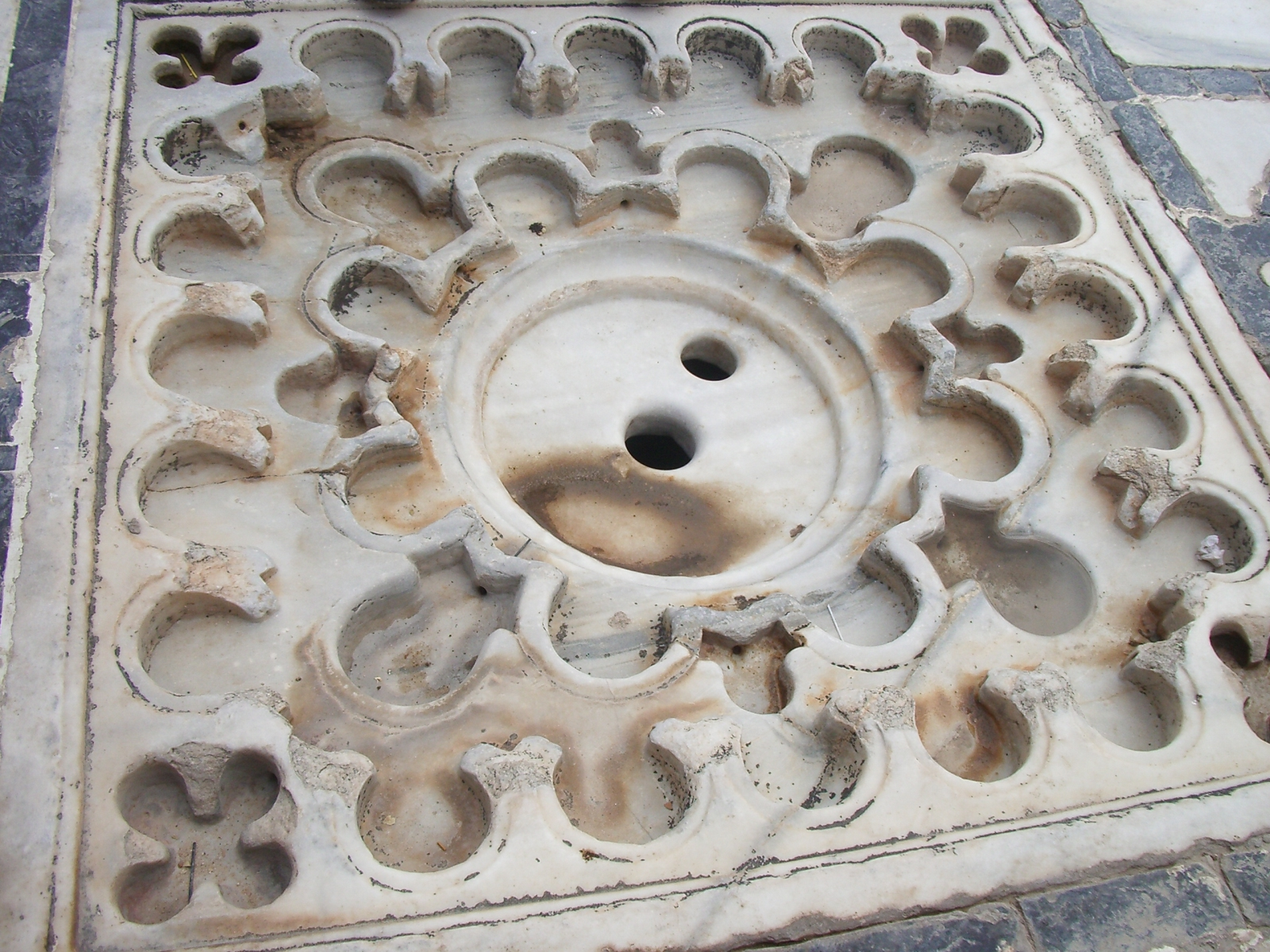
Pormenor da área central do implúvio

[p] ^ Panorâmica do pátio desde o lado sul para norte. O pavimento no lado sul é revestido por lajes de mármore branco.

### Minarete
O minarete, situado no meio da fachada sul, a mais estreita do edifício, domina a mesquita do alto dos seus 31,5 m e assenta sobre uma base quadrada com 10,7 metros de lado. Situado no interior do recinto e não dispondo de acesso direto pelo exterior, é constituído por três níveis degressivos sobrepostos, sendo o de cima coroado por uma cúpula. O primeiro nível, com 18,9 metros de altura, adelgaça-se cerca de 50 cm desde a base até ao seu topo. O segundo nível, com cinco metros de altura e 7,65 metros de lado, é decorado em cada um dos seus quatro lados com três nichos de fundo plano encimados por arcos de volta inteira ultrapassados. O terceiro nível é um lanternim com 5,45 metros de altura não contando com a cúpula por 5,5 metros de largura. Apresenta nas quatro faces uma arcada em ferradura flanqueada por colunas que é ladeada por dois arcos cegos mais estreitos. No cimo de cada face há cinco pequenos nichos de volta inteira, todos cegos e com fundo plano à exceção do que está ao centro da face sul, o qual é aberto. O lanternim é coberto por uma cúpula sobre trompas caneladas com 35 nervuras, indubitavelmente posterior à construção original. O primeiro e segundo andares dispõem de um guarda-corpos ameado com merlões arredondados. O minarete servia simultaneamente de torre de sentinela e de ponto de chamada para a oração.
A porta de acesso ao minarete mede 1,85 metros de altura e um metro de largura. É enquadrada por um lintel e ombreiras ornamentados com esculturas de origem antiga, com motivos de pâmpanos (ramos de videira) e de pérolas. e encimada por um arco de descarga em ferradura constituído por 29 aduelas  e que assenta diretamente sobre o lintel.
Os dois primeiros níveis do minarete são compostos por pedras antigas provenientes de sítios romanos e bizantinos, algumas delas com inscrições em latim. A sua utilização remonta provavelmente aos trabalhos efetuados durante o governo do governador omíada Bixer ibne Safuane em 725, tendo sido empregues na base da torre. A maior parte do minarete é obra dos príncipes aglábidas, data da primeira metade do século IX e é constituída por fiadas regulares de pedras de cantaria cuidadosamente talhadas, que conferem à obra uma homogeneidade e uma unidade estilística consideradas admiráveis.
No interior há uma escadaria com 129 degraus que circulam em redor de um pilar central e que é coberta por uma abóbada de berço. A escadaria dá acesso aos andares superiores e aos terraços do minarete. A fachada sul, virada para o pátio, tem três janelas com grades, alinhadas verticalmente, que asseguram a iluminação e o ventilação. As outras fachadas, orientadas a norte, este e oeste, têm aberturas longas em forma de seteiras. Em cada um dos lados ocidental e oriental abre-se uma porta que dá acesso aos terraços dos pórticos. Estas portas e as janelas do lado sul são encimadas por arcos de descarga de volta inteira ultrapassada.
Datando do início do século VIII ou de 836, em qualquer dos casos o minarete é o mais antigo do mundo muçulmano, bem como o mais antigo do mundo que ainda está de pé. Pela sua antiguidade e pelas suas caraterísticas arquitetónicas, o minarete da Grande Mesquita de Cairuão apresenta-se como o protótipo de todos os minaretes do Ocidente muçulmano, tendo servido de modelo tanto no Norte de África como na Península Ibérica. Não obstante a sua forma maciça e a decoração muito austera, distingue-se por um visual harmonioso e uma aparência majestosa.

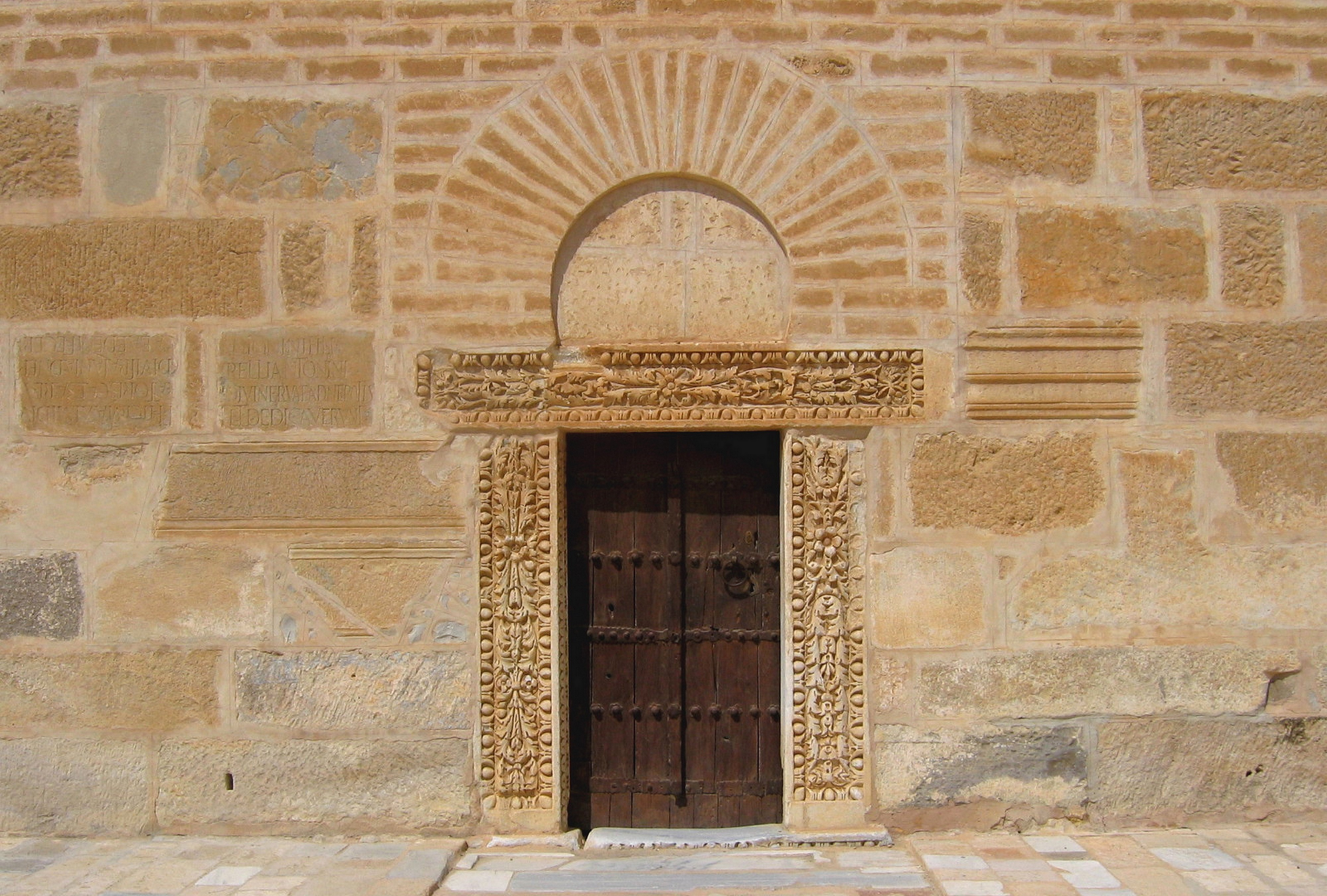
Porta do minarete [q]
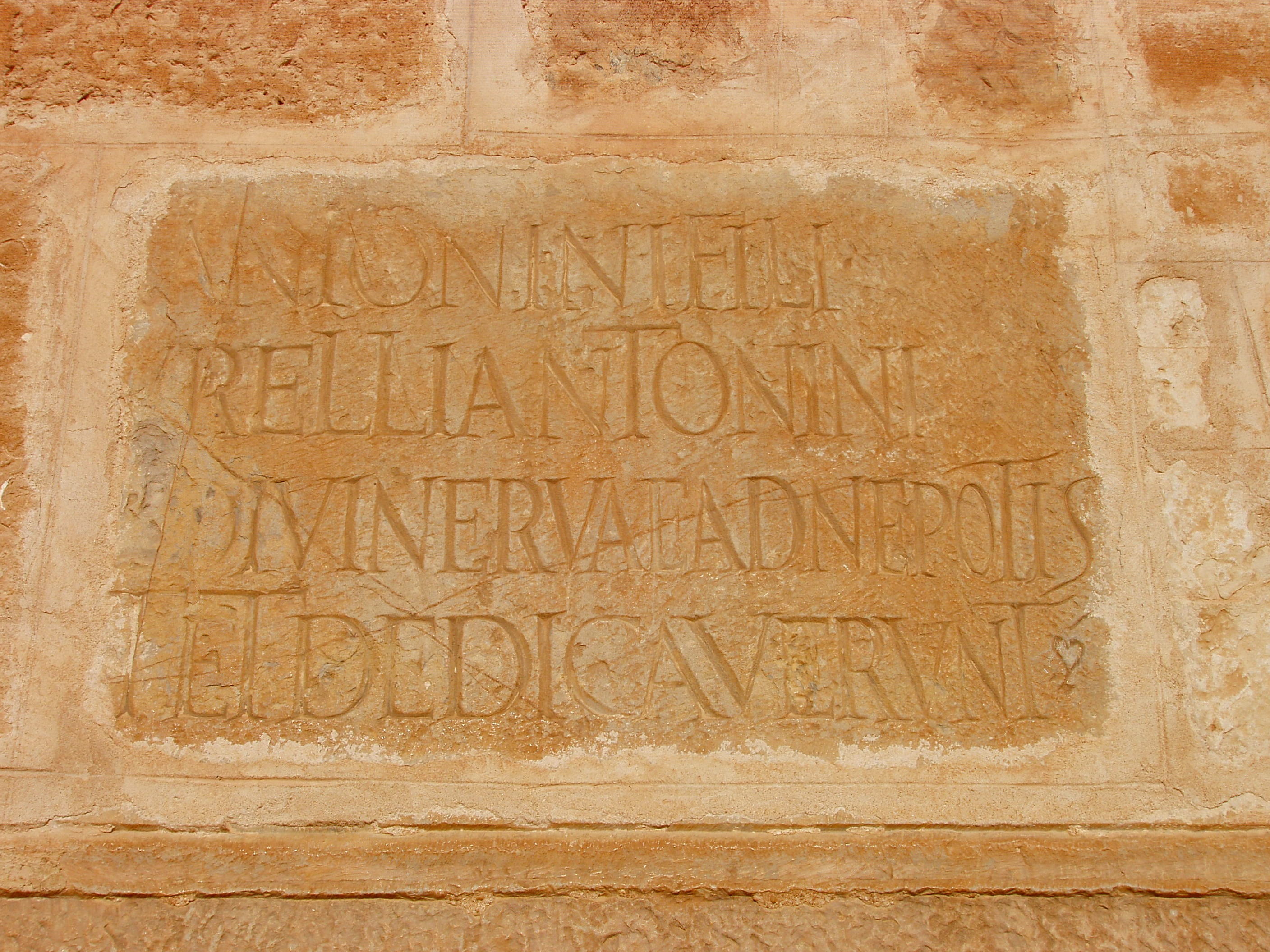
Inscrição em latim junto ao pavimento [r]
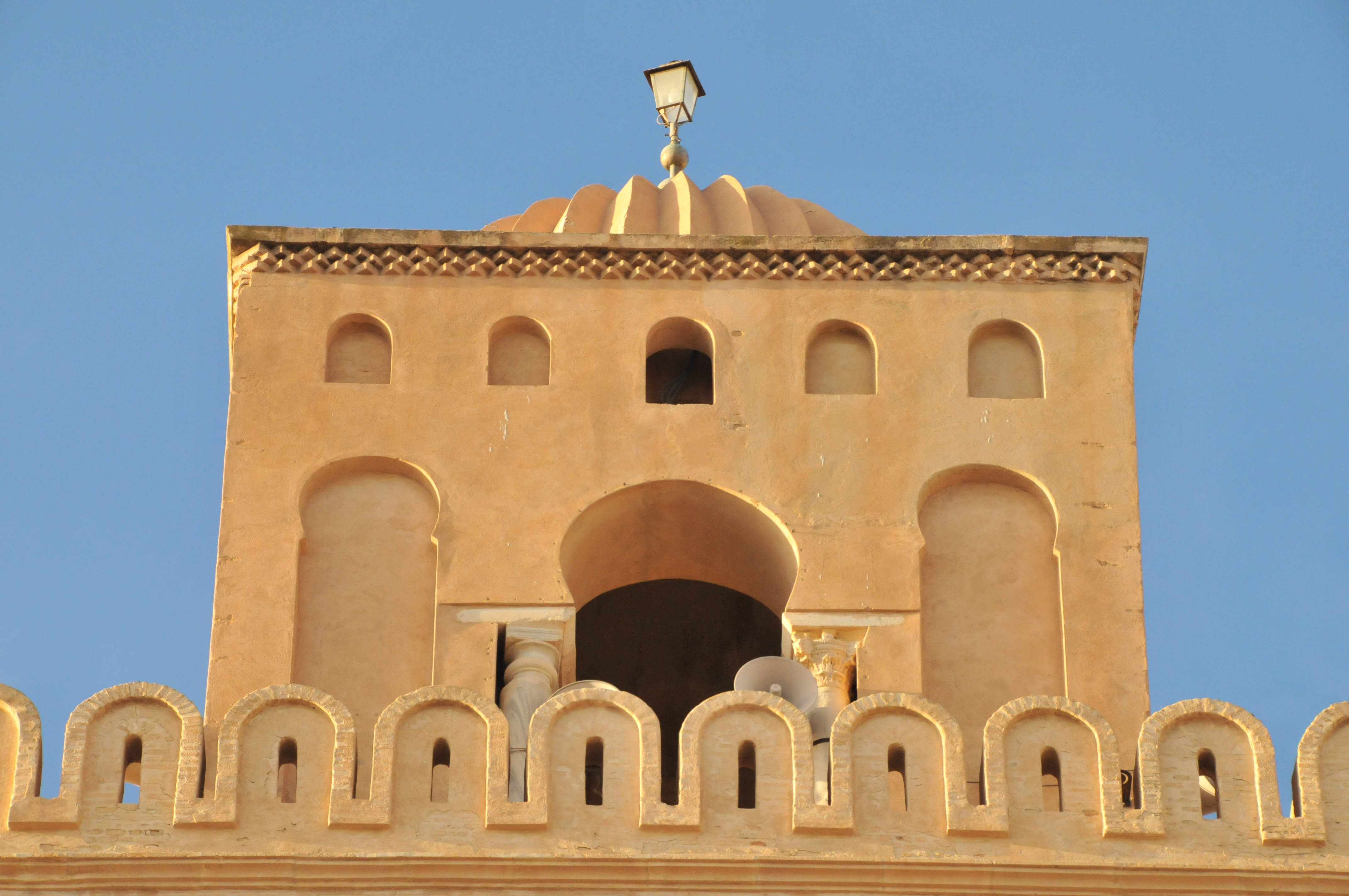
Cúpula e parte superior do minarete
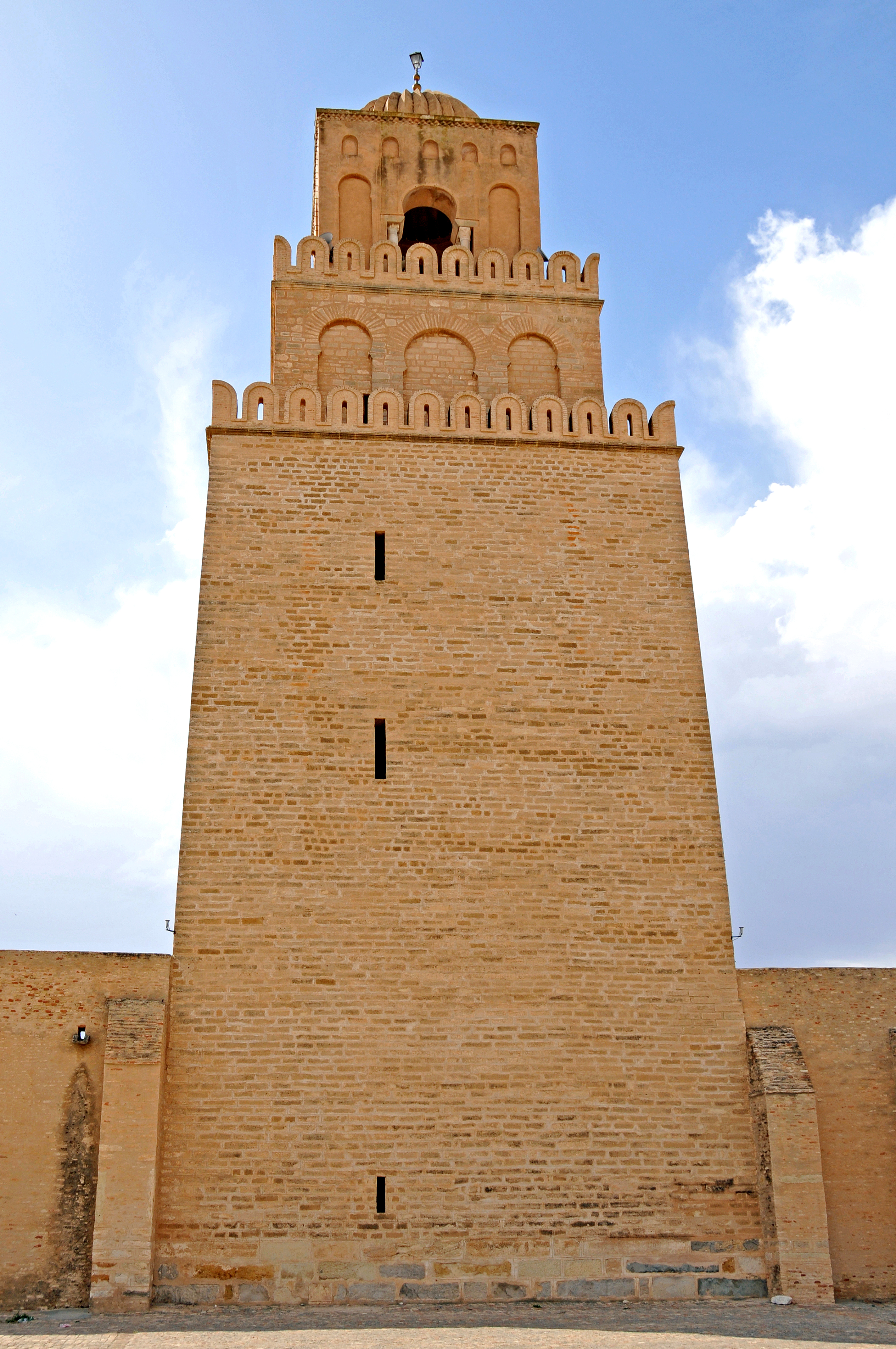
Fachada norte do minarete

[q] ^ Porta do minarete, com lintel e ombreiras profusamente decorados.
[r] ^ A alvenaria junto ao pavimento foi edificada com o aproveitamento de pedras romanas, algumas delas com inscrições em latim.

### Sala de oração
A sala de oração situa-se no lado sul do pátio e é acessível por 17 portas em talha de madeira de cedro. Um pórtico com duas filas de arcadas precede a vasta sala, que se apresenta sob a forma de um retângulo com 70,6 metros de comprimento por 37,5 metros de largura. A sala hipostila é dividida em 17 naves e oito tramos. As naves estão orientadas perpendicularmente à parede da quibla (que corresponde à parede sul da sala). Mais larga que as outras, a nave central e o tramo que se estende ao longo da parede da quibla cruzam-se em ângulo reto em frente ao mirabe.
Esta disposição, dita "em T", que surge pela primeira vez de forma clara em 836 na Grande Mesquita de Cairuão, também se encontra nas duas mesquitas iranianas de Samarra — a Grande Mesquita e a Mesquita de Abu Dulafe, construídas, respetivamente, em 847 e 859 — foi copiada em numerosas mesquitas magrebinas e andalusinas, pelo que se tornou uma caraterística. Esta disposição, ilustrada de forma exemplar na mesquita de Cairuão, confere a ela um equilíbrio notável que outorga um lugar de escolha na arquitetura religiosa muçulmana.
A interceção da nave central e do tramo da quibla, cuja largura é de cerca de seis metros, contra os 3,5 metros dos restantes sete, determina uma zona central por cima da qual se eleva uma cúpula sobre trompas em concha (a cúpula do mirabe). A nave central, uma espécie de alameda triunfal que conduz ao mirabe, é claramente mais alta e mais larga do que as outras dezasseis naves da sala de orações — a sua largura é de 5,75 metros contra os 3,4 metros das restantes naves.
A sala é limitada em ambos os lados por uma fila de colunas geminadas que suportam duas linhas de arcos que assentam num friso decorado com estuque esculpido. Este é composto por medalhões ornamentados com motivos geométricos e florais. Iluminada por lustres impressionantes, sobre os quais são aplicadas inúmeras pequenas lâmpadas de vidro, a nave central abre-se para o pórtico sul do pátio por uma porta monumental em madeira delicadamente trabalhada realizada em 1828–1829, durante o reinado dos Husseinitas. Esta porta, a maior e a mais ornamentada das 17 portas da sala de oração, possui quatro folhas ricamente esculpidas, com motivos geométricos em relevo sobre um fundo de arabescos, folhagem e laçaria em estrela. Cada uma das folhas é composta por quatro grandes painéis quadrados e por dois painéis retangulares (um em baixo e outro em cima), separados por tiras de chapa ornamentadas com pregos de cabeça redonda. Os painéis retangulares estão por sua vez divididos em dois quadrados mais pequenos. O tímpano desta porta é decorado por um vaso estilizado, alongado e canelado, que contém frutos esculpidos em alto relevo, a partir do qual surgem simetricamente espirais refinadas de caules floridos e folhas. Esta decoração vegetal é rodeada de arabescos geométricos à base de decágonos estrelados.
O caixilho do tímpano apresenta ornamentos de folhagem entrelaçados com floretes, exceto na parte horizontal, ocupada por uma longa inscrição em caracteres nasqui esculpida em relevo. Esta estende-se ao longo de dois painéis, preenchidos com mesmo tipo de rendilhado que se encontra sob o tímpano, bem como sobre toda a travessa subjacente. A inscrição inclui a basmala e versos que comemoram a data da construção: 18 de julho de 1828 — 2 de julho de 1829, a qual é apresentada através de um cronograma. Os painéis fixos são decorados alternadamente com motivos geométricos ou folhagens estilizadas; os ornamentos são constituídos de folhas, entrelaçamentos e de florões geométricos. As outras portas da sala de oração, algumas delas da época do Reino Haféssida, são todas de duas folhas e distinguem-se pelas suas decorações, com motivos essencialmente geométricos (formas hexagonais, octogonais, retangulares, etc.).

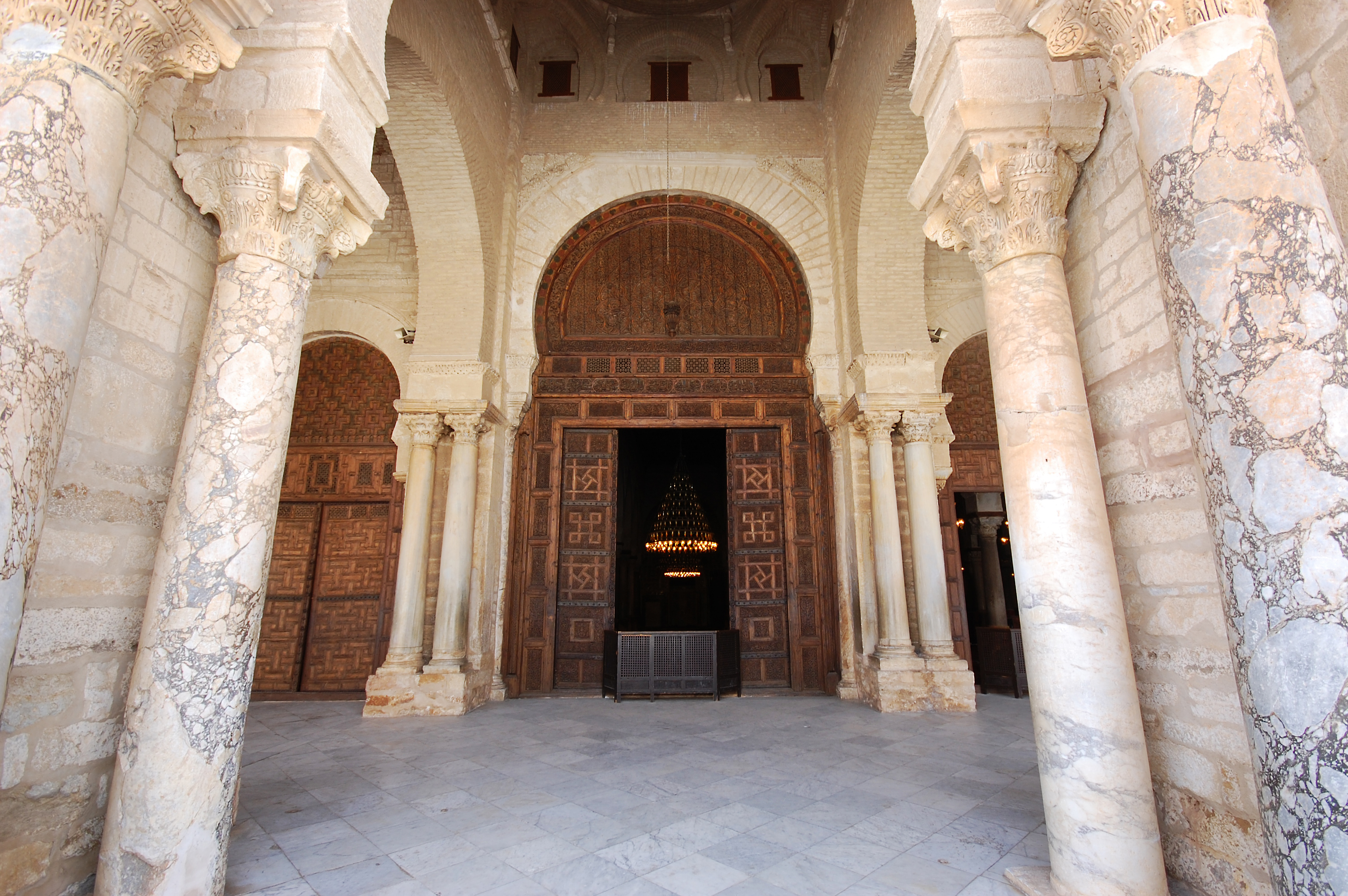
Porta de acesso à sala de oração [t]
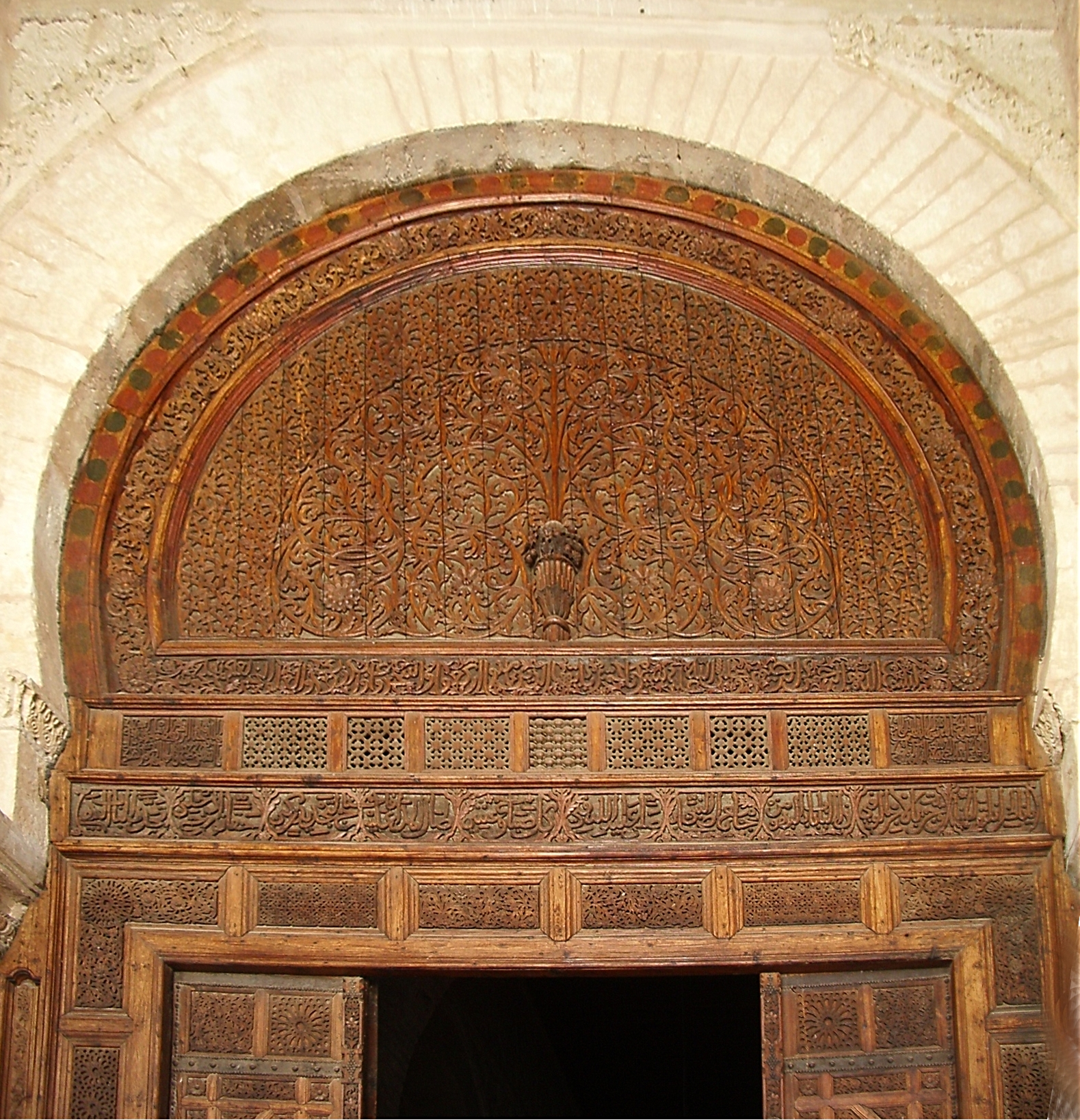
Tímpano [u]
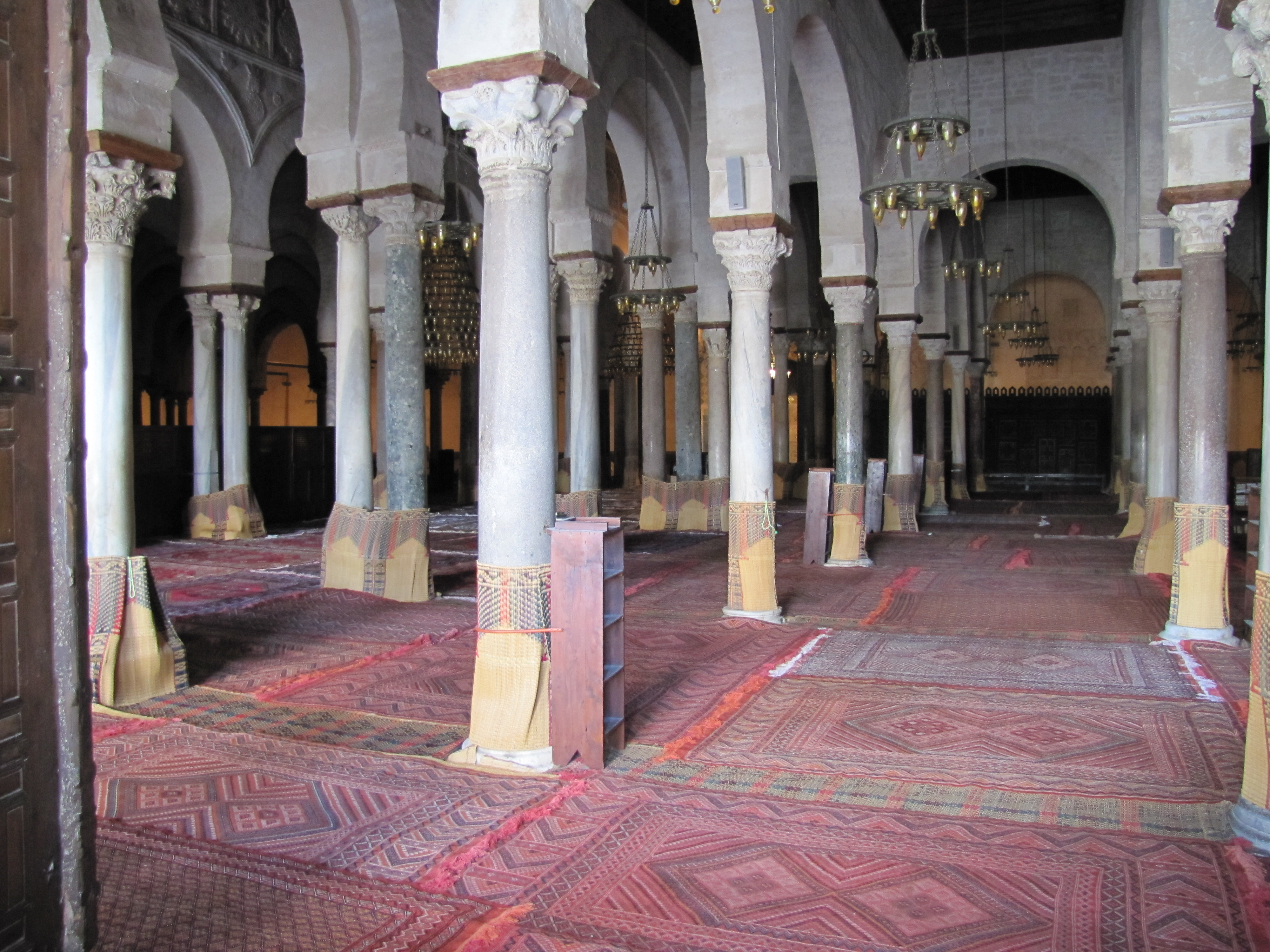
Sala de oração [v]
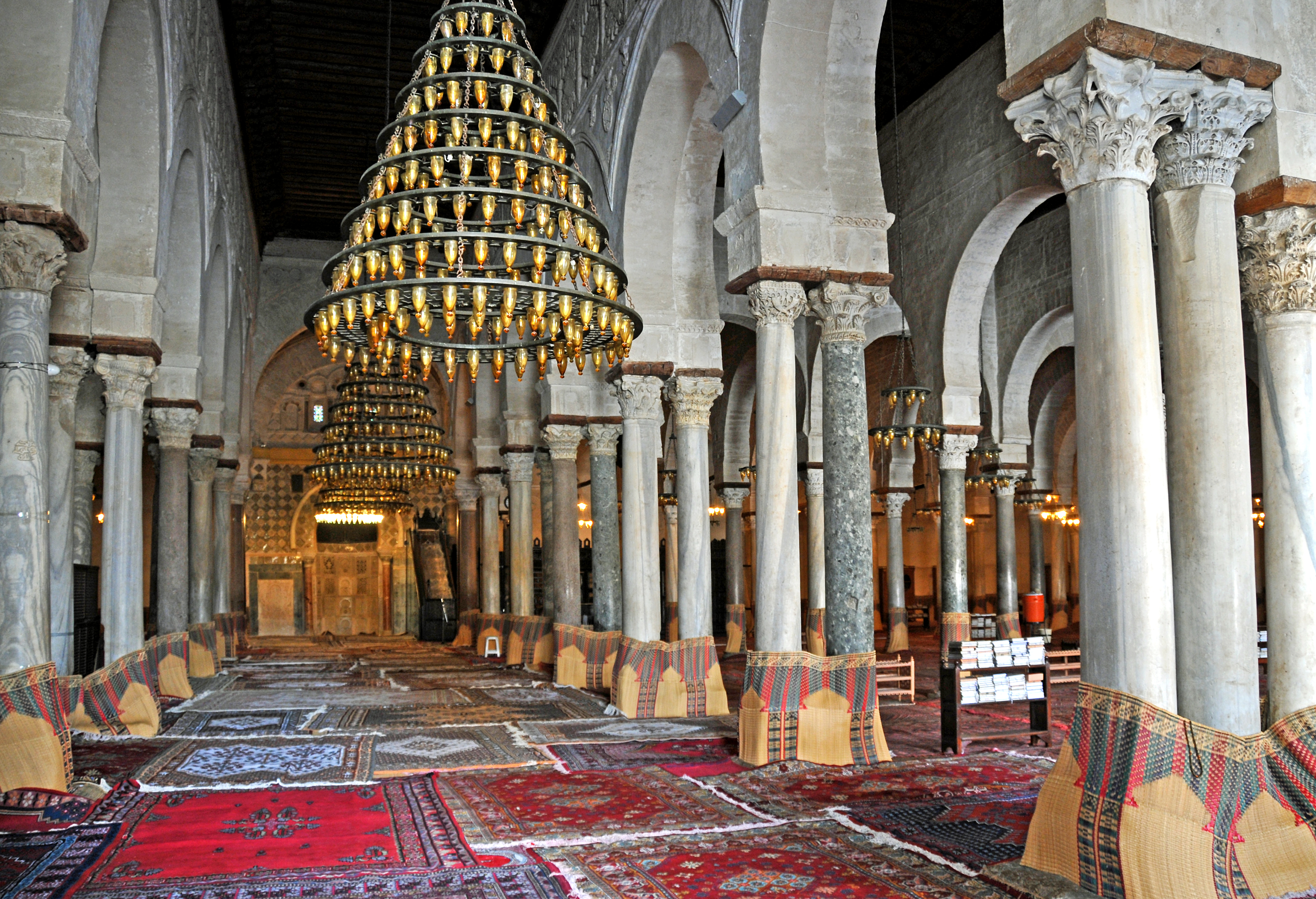
Nave central da sala de oração [w]

[t] ^ A maior das dezassete portas de acesso à sala de oração, em talha de madeira.
[u] ^ Pormenor da decoração do tímpano de uma das portas de acesso à sala de oração
[v] ^ Interior da sala de oração. O espaço é dividido em dezassete naves de oito tramos.
[w] ^ A nave central da sala de orações é ladeada por arcadas com colunas geminadas. Mais alta e mais larga do que as outras naves, conduz ao mirabe.

### Colunas
Na sala de oração, 414 colunas de mármores preciosos, granito e pórfiro (das mais de 500 que existem na mesquita), retiradas de construções antigas da região, como Sbeitla, Cartago, Hadrumeto e Chemtou, suportam os arcos, que na sua maior parte são de volta inteira ultrapassada. Uma lenda conta que não se podem contar sem cegar.
Os capitéis apresentam uma grande diversidade de formas e estilos (coríntios, jónicos, compósitos, etc.). Alguns foram esculpidos para a mesquita, mas a maior parte deles são provenientes de edifícios romanos ou bizantinos, datáveis dos séculos II a VI, que foram reutilizados. Para o arqueólogo alemão Christian Ewert, a disposição particular dos materiais reutilizados que rodeiam o mirabe obedeceria a um programa bem definido que representaria simbolicamente a planta da Cúpula da Rocha de Jerusalém. Os fustes das colunas foram talhados em mármores de diferentes cores e origens diversas. Os de mármore branco provêm de Itália, alguns situados na zona do mirabe são em pórfiro vermelho importado do Egito, enquanto que os de mármore esverdeado ou rosa vieram de pedreiras de Chemtou, no noroeste do que é hoje a Tunísia. Apesar de terem alturas variadas, as colunas estão dispostas engenhosamente de forma a sustentarem harmoniosamente as bases dos arcos. As diferenças de altura são compensadas pela altura variável das bases dos capitéis e das impostas, algumas das quais em madeira de cedro.
As vigas de madeira, que estão geralmente cravadas na base da imposta, ligam as colunas entre elas e mantêm a distância entre os arcos, reforçando assim a estabilidade do conjunto das estruturas sobre as quais assentam os tetos da sala de oração e permitem também evitar qualquer risco de flexão dos suportes. Apesar de algumas modificações, a distribuição das colunas da sala de oração conserva claramente a marca de uma organização que visa obter um efeito estético, utilizando o princípio da simetria das formas e das cores. O número elevado e a notável diversidade (de forma, estilo e proveniência) dos capitéis e dos fustes antigos fazem com que a mesquita seja um dos locais onde se conservam mais colunas romanas e bizantinas.

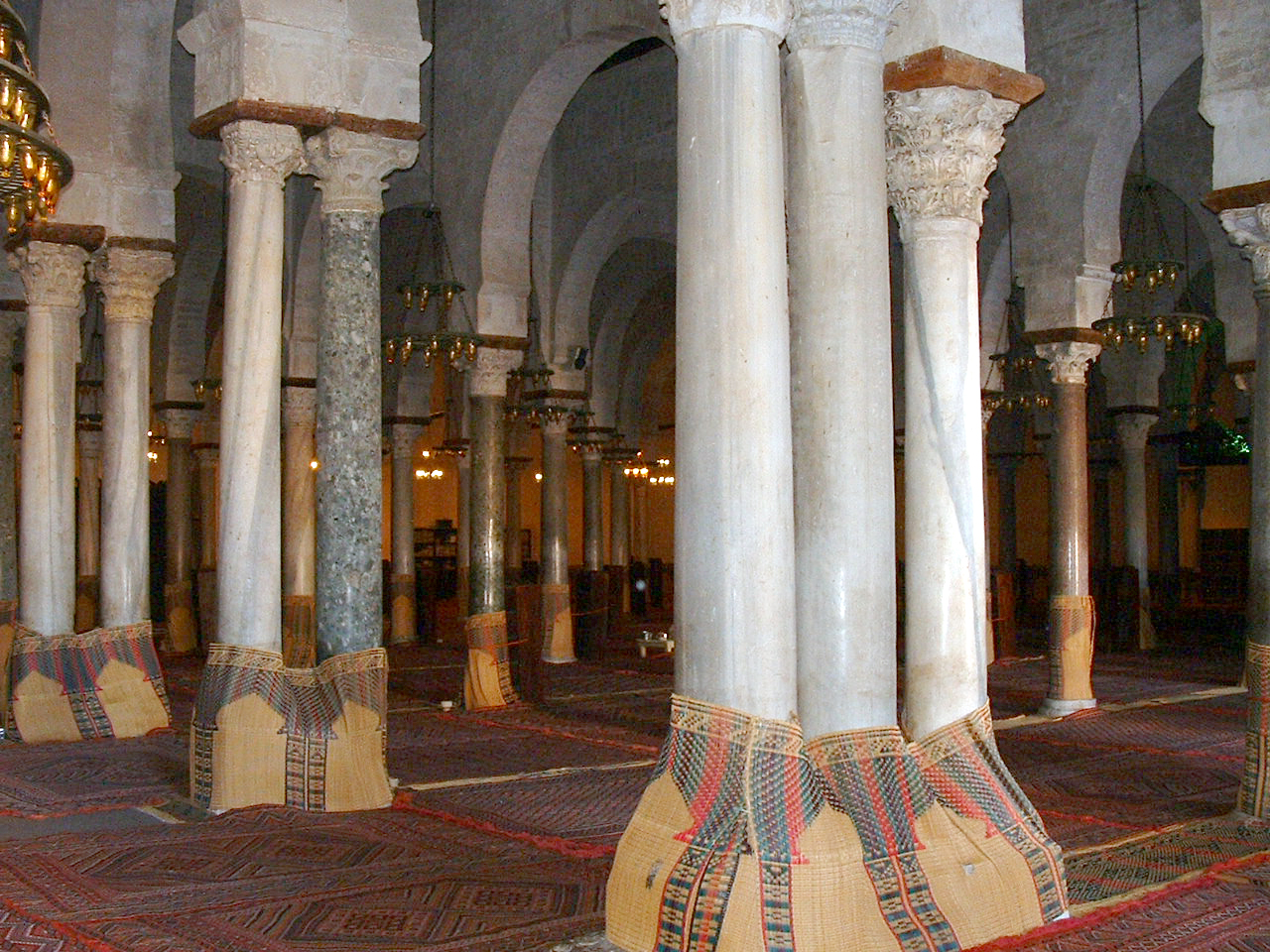
Colunas [x]
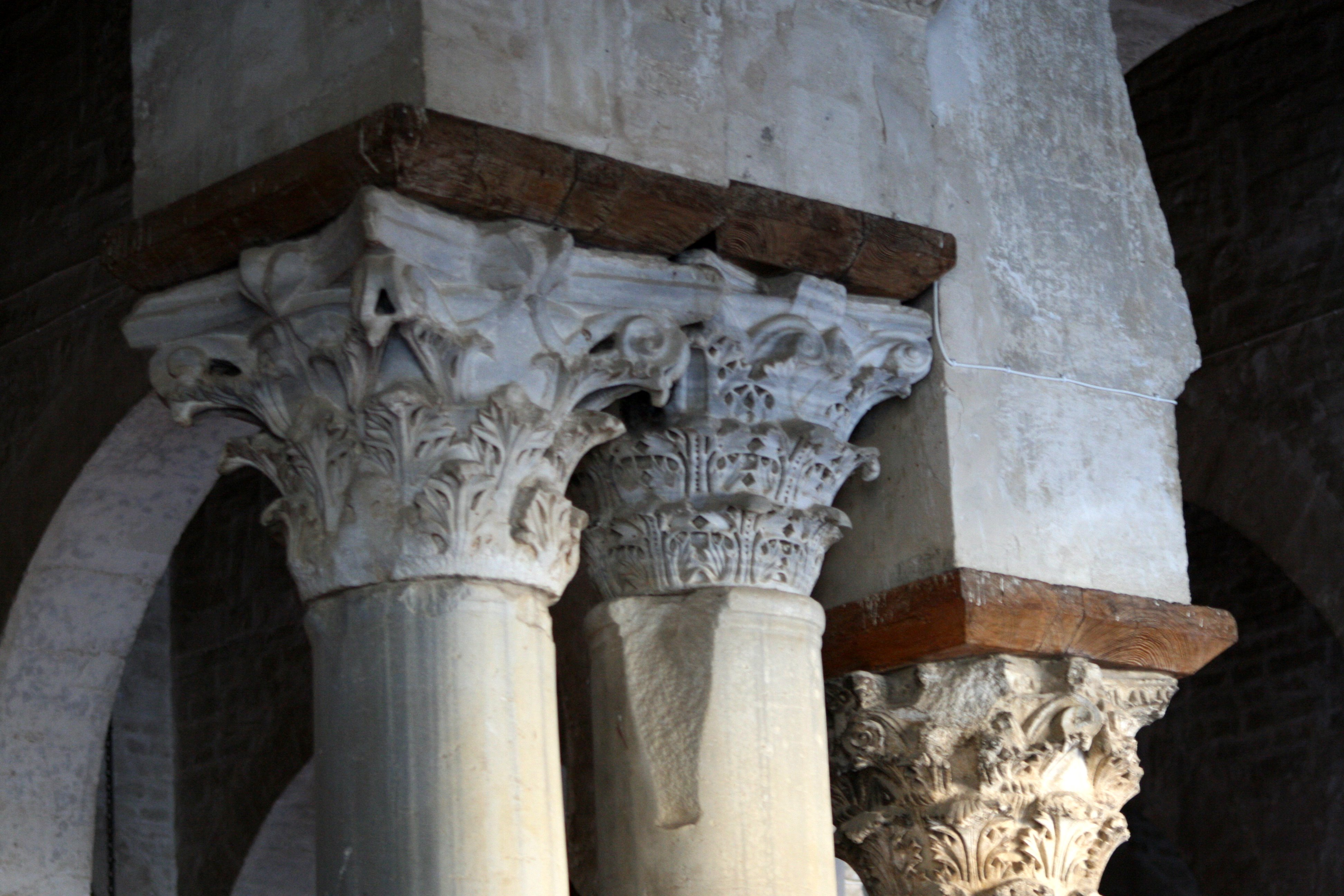
Capitéis coríntios
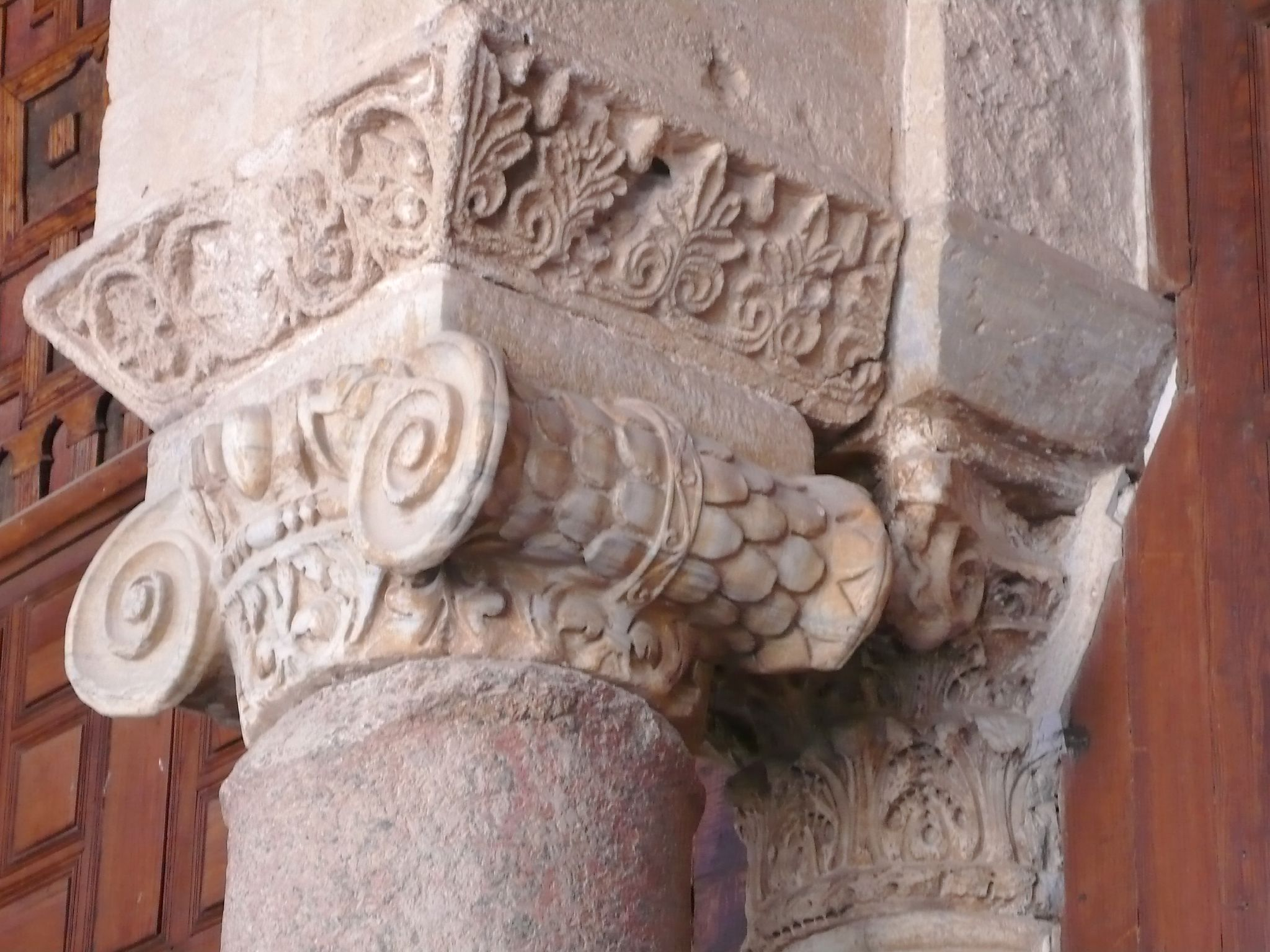
Capitéis jónicos
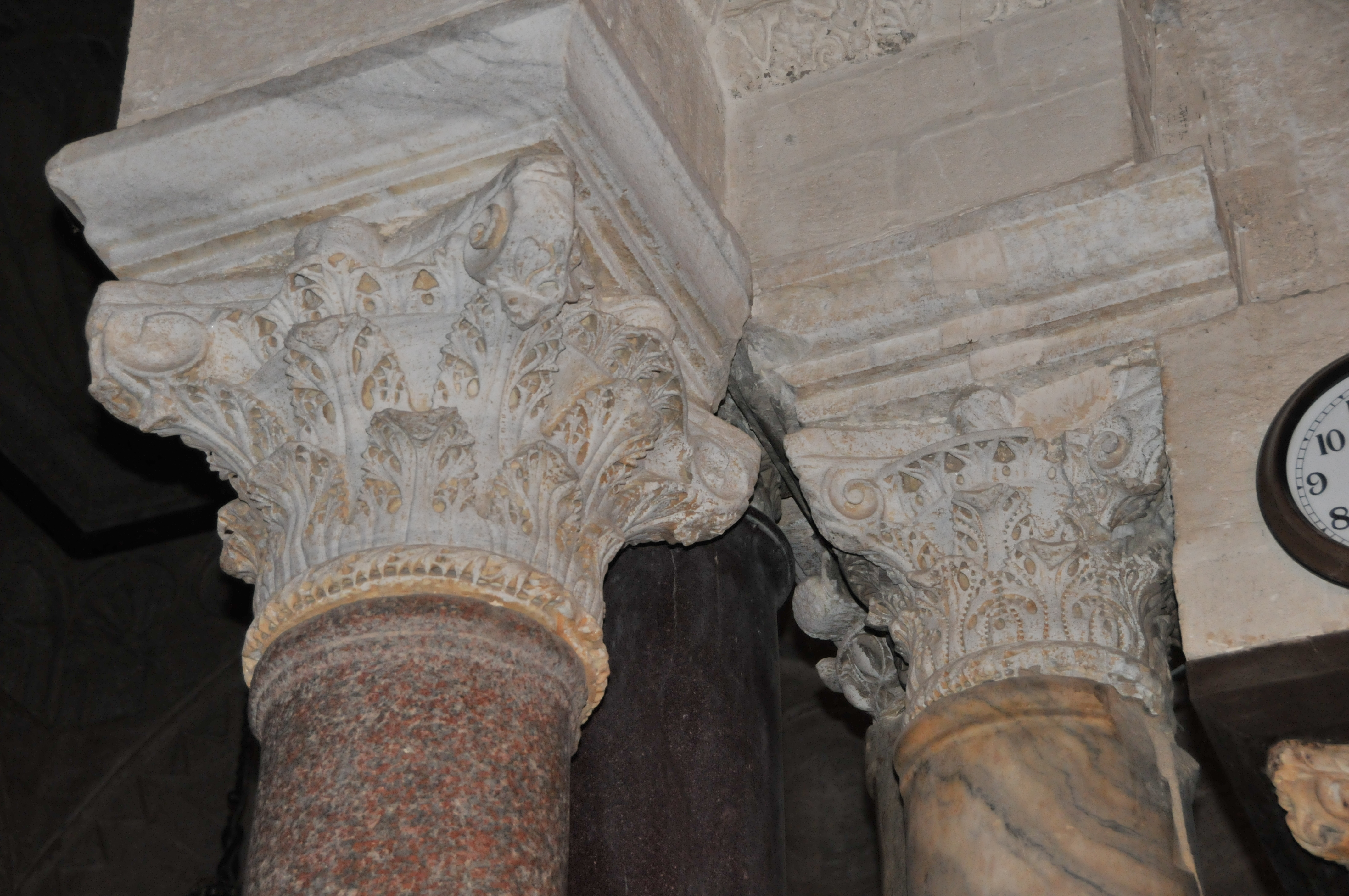
Capitéis compósitos

[x] ^ As 414 colunas da sala de oração, cujos elementos construtivos em mármore foram reutilizados de edifícios romanos da região.

### Cúpulas e tetos
A cobertura da sala de oração é realizada por tetos pintados com motivos vegetalistas e duas cúpulas: uma no início da nave central e outra em frente ao mirabe. A primeira, que se eleva em frente da grande porta mediana que se abre para a nave central, está desenhada como a cúpula do bahou, ou cúpula da galeria-nártex (pórtico que precede a sala de oração). A sua construção remonta originalmente à época aglábida, no século IX, durante as obras levadas a cabo durante o reinado de Aboboerim Amade, em 862–863. Segundo Albacri, historiador e geógrafo andalusino, «é rodeada por 32 colunas de belo mármore; no interior, é coberta de esculturas magníficas e de arabescos trabalhados com uma precisão admirável. Todas as pessoas que a vêm não hesitam declarar que seria impossível encontrar alhures um monumento mais belo.»
No entanto, a cúpula atual data de 1828, quando foi completamente restaurada durante a época dos beis husseinitas, e apresenta-se interiormente da seguinte forma: a base é formada por trompas de ângulo em semiabóbadas de arestas, a passagem para a zona intermédia é assegurada por colunelos em cujo intervalo se desenham dezasseis janelas que sustentam a calote circular. Este tipo de cúpula vulgarizou-se em Cairuão ao longo dos séculos XVIII e XIX — está presente, nomeadamente, no mausoléu de Sidi Amor Abbada, edificado em meados do século XIX, o que parece confirmar a data atribuída à reconstrução da cúpula do bahou.

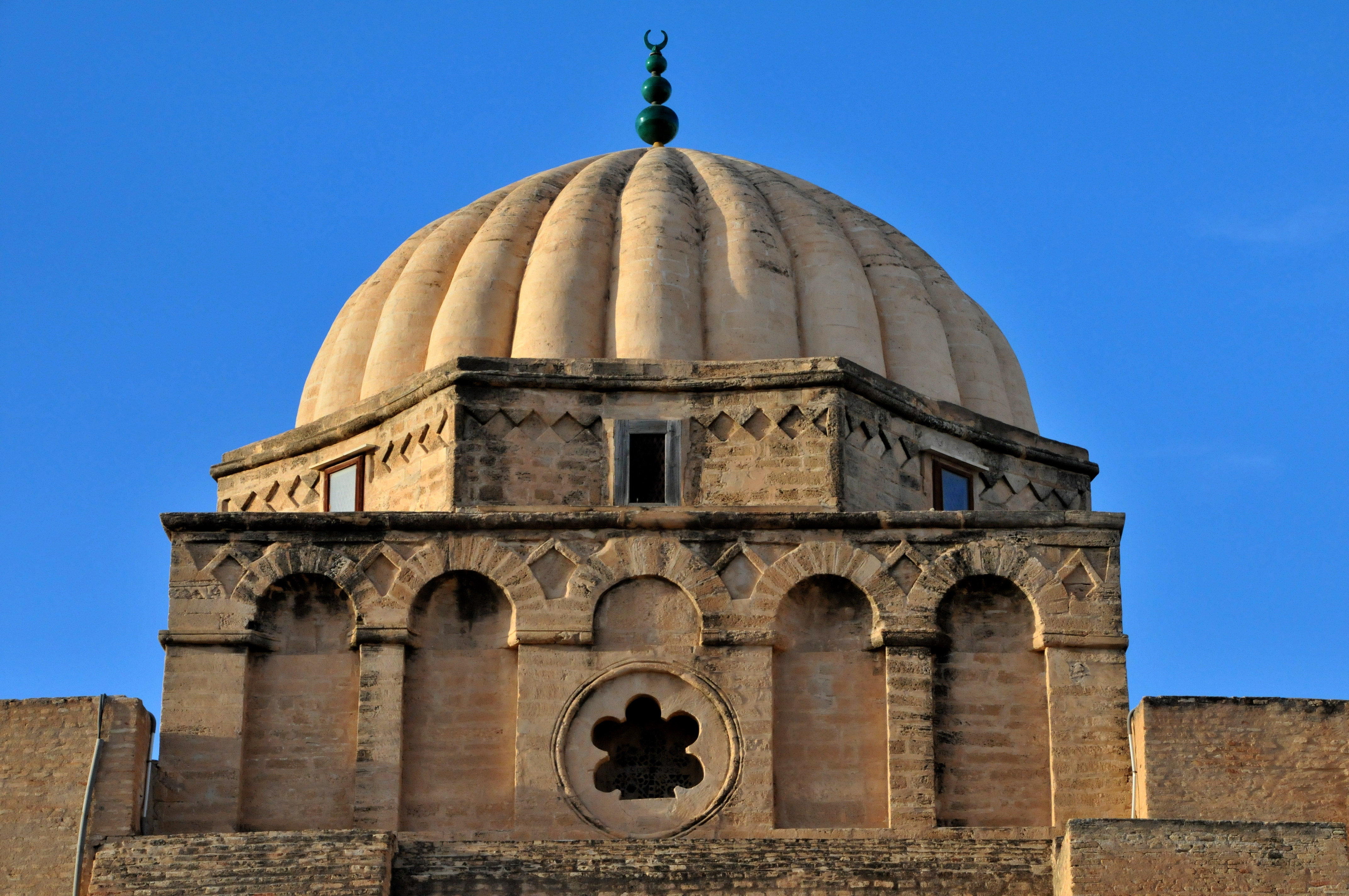
Cúpula do mirabe

A cúpula do mirabe conserva a aparência e decoração de origem. A sua edificação data da última reconstrução da mesquita realizada em 836, durante o reinado do soberano aglábida Ziadete Alá I, pelo que é uma das cúpulas mais antigas do legado artístico do Ocidente muçulmano e segundo o orientalista francês Georges Marçais constitui uma «muito bela peça de arquitetura, homogénea e concebida numa única empreitada no século IX da nossa era.» A sua calote hemisférica, a qual é entalhada por 24 caneluras côncavas que irradiam a partir do zénite, repousa sobre quatro trompas estriadas em forma de concha, enquadradas por arcaturas que caem sobre colunelos parciais e um tambor circular rasgado por oito janelas, entre as quais se intercalam dezasseis nichos agrupados aos pares. Os nichos apresentam na parte superior semicúpulas e parte inferior plana, sendo revestidos por painéis de pedra esculpidos e ornamentados com motivos geométricos e florais caraterísticos do repertório decorativo aglábida: conchas, arcos polilobados, rosáceas, folhas de parra estilizadas, etc. Do exterior, esta cúpula do mirabe apresenta um domo estriado com 24 óvalos apoiados sobre um tambor octogonal com faces ligeiramente côncavas, elevado sobre uma base quadrada decorada, em cada uma das suas três faces sul, leste e oeste, com cinco nichos de fundo plano encimados por arcos de volta inteira; o nicho do meio tem um óculo lobado escavado inscrito numa moldura circular.
Os tetos pintados constituem um conjunto único de painéis, vigas e mísulas, representativos de uma história milenar tunisina na arte da pintura sobre madeira. As mísulas em madeira apresentam uma grande variedade de estilos e decorações; em forma de corvo ou de gafanhoto com asas abertas ou fechadas, caraterizam-se por uma decoração que combina motivos florais pintados ou entalhados.
Os painéis mais antigos remontam à época aglábida (século IX) e distinguem-se pelos motivos vegetalistas estilizados; apresentam uma decoração de ornatos de folhagem e de florões sobre um fundo vermelho, que é constituído por quadrados de lados côncavos dentro dos quais estão inscritos florões de quatro pétalas de cor verde e azul; cada pétala possui, na sua extremidade, um rebento envolto por dois motivos de folhagem abertos. Dentro de cada quadrado, dois florões, cujas pétalas se cruzam, formam uma espécie de estrela octogonal que rodeia um círculo de cor verde e azul.
As partes do teto datadas da época zírida (século XI) caraterizam-se por inscrições em escrita cúfica de cor negra com contornos dourados nas quais as partes superiores das letras são terminadas por florões bilobados, tudo sobre um fundo de cor castanha ornamentado por uma decoração floral simples. As pranchas pintadas da época haféssida (século XIII) apresentam uma decoração com motivos florais brancos e azuis que se entrelaçam com arcos polilobados de cor verde. As mais recentes, datadas dos séculos XVII e XVIII (essencialmente da época dos beis murádidas, distinguem-se por uma decoração epigráfica constituída por longos textos a negro e vermelho sobre fundo verde-azeitona nas pinturas de 1618–1619, do reinado de Murade I, enquanto as do século XVIII apresentam inscrições em nasqui branca sobre fundo alaranjado.

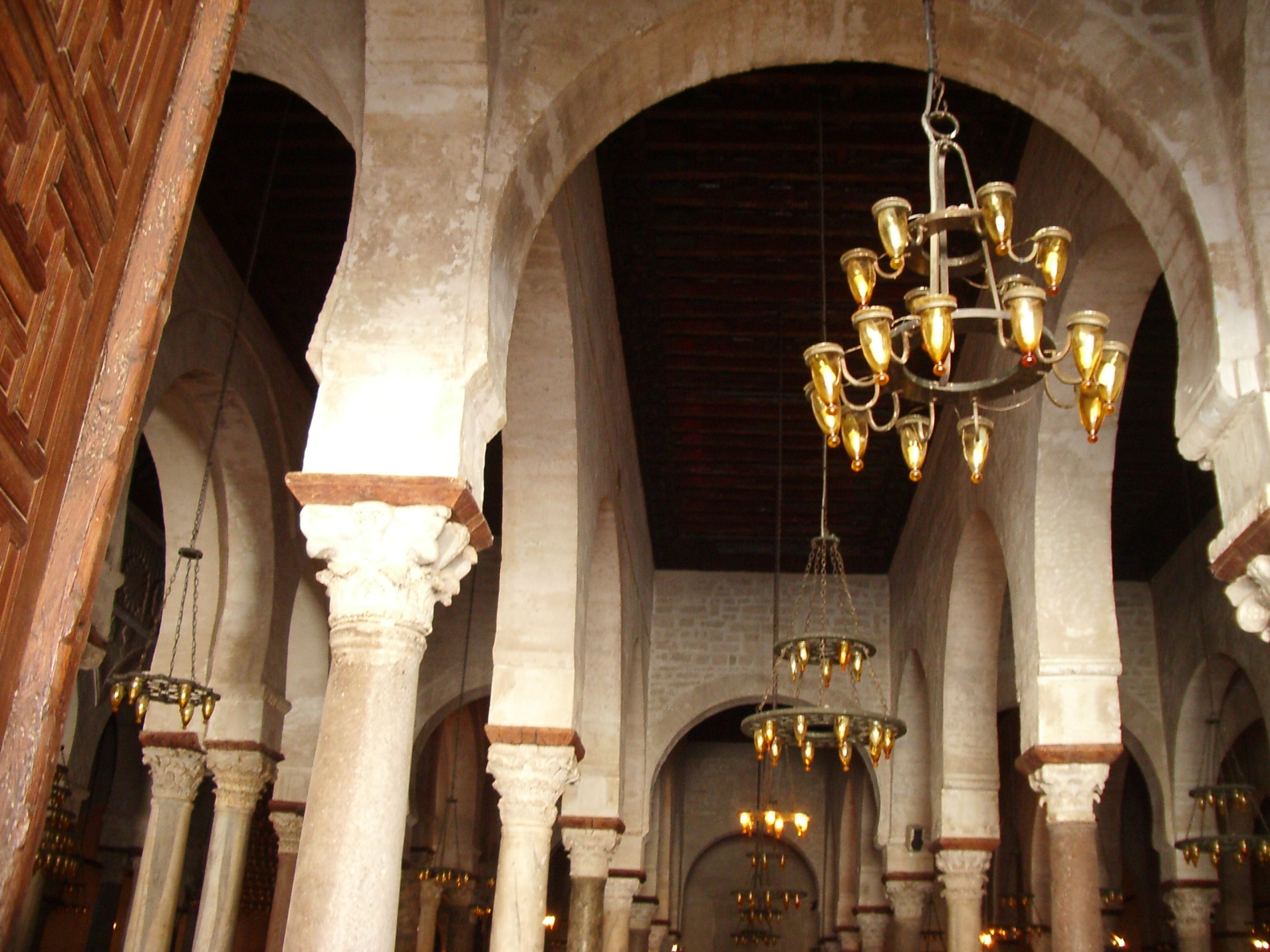
Teto da sala de oração
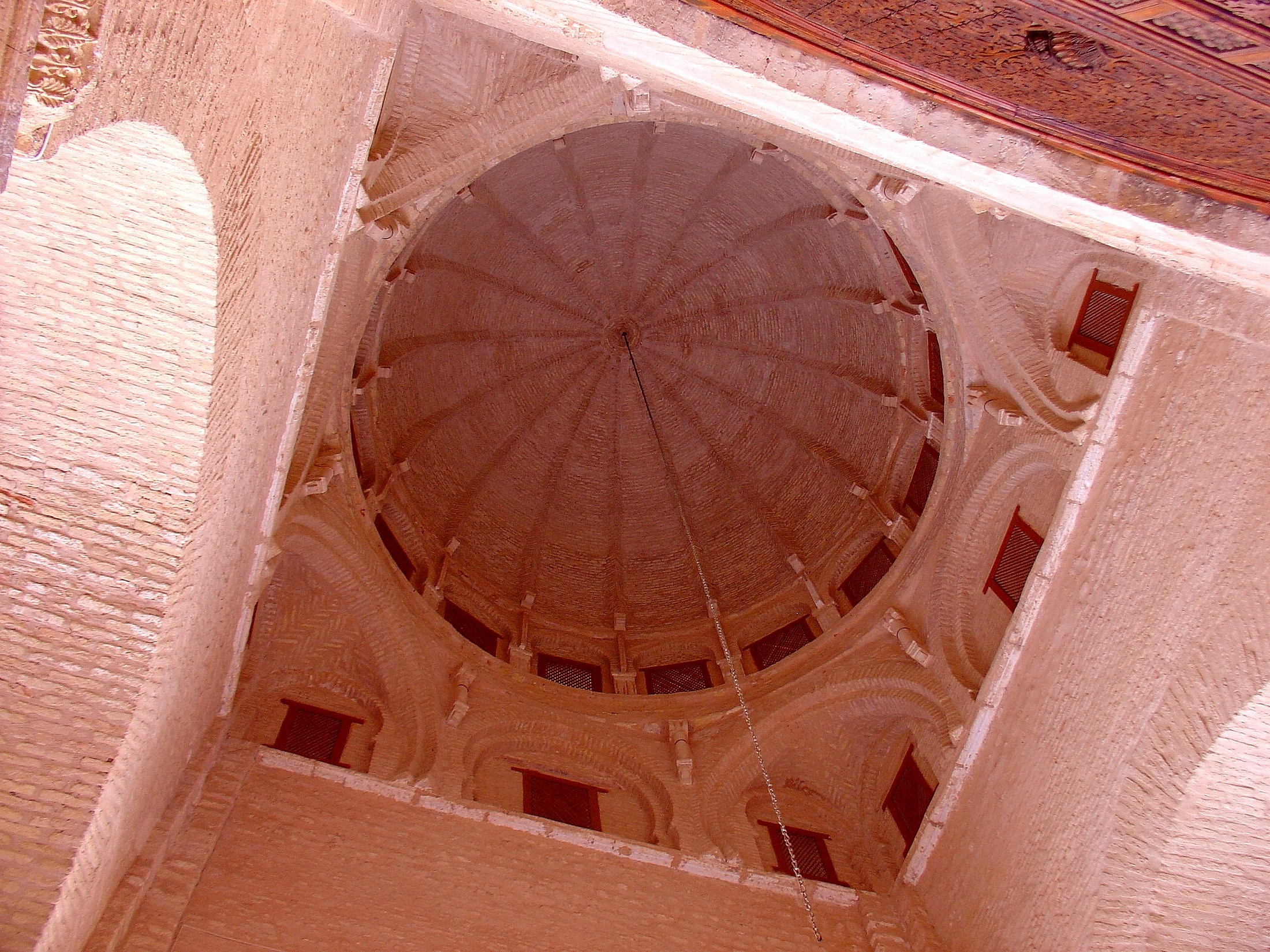
Interior da cúpula da nave central
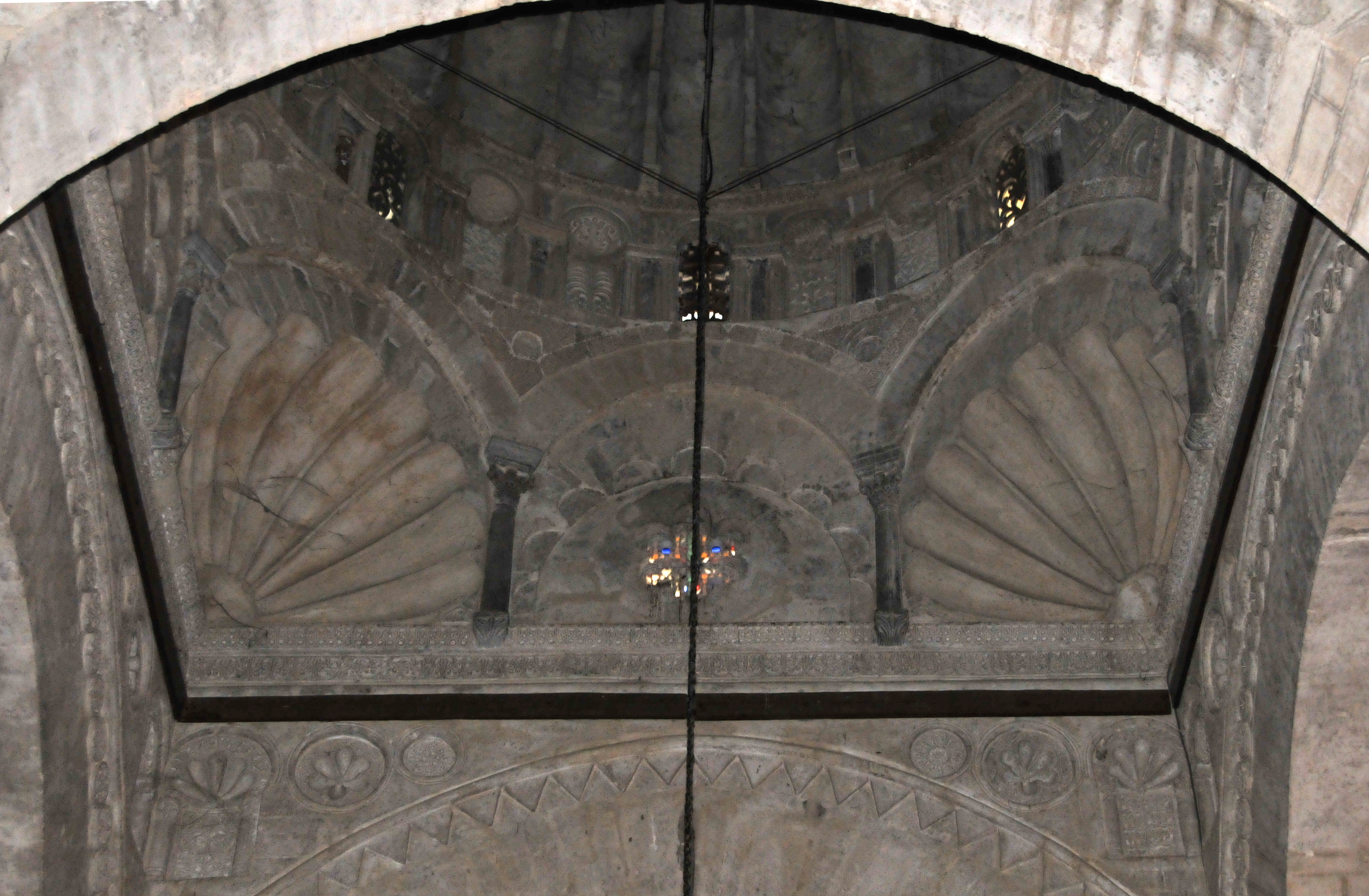
Interior da cúpula do mirabe
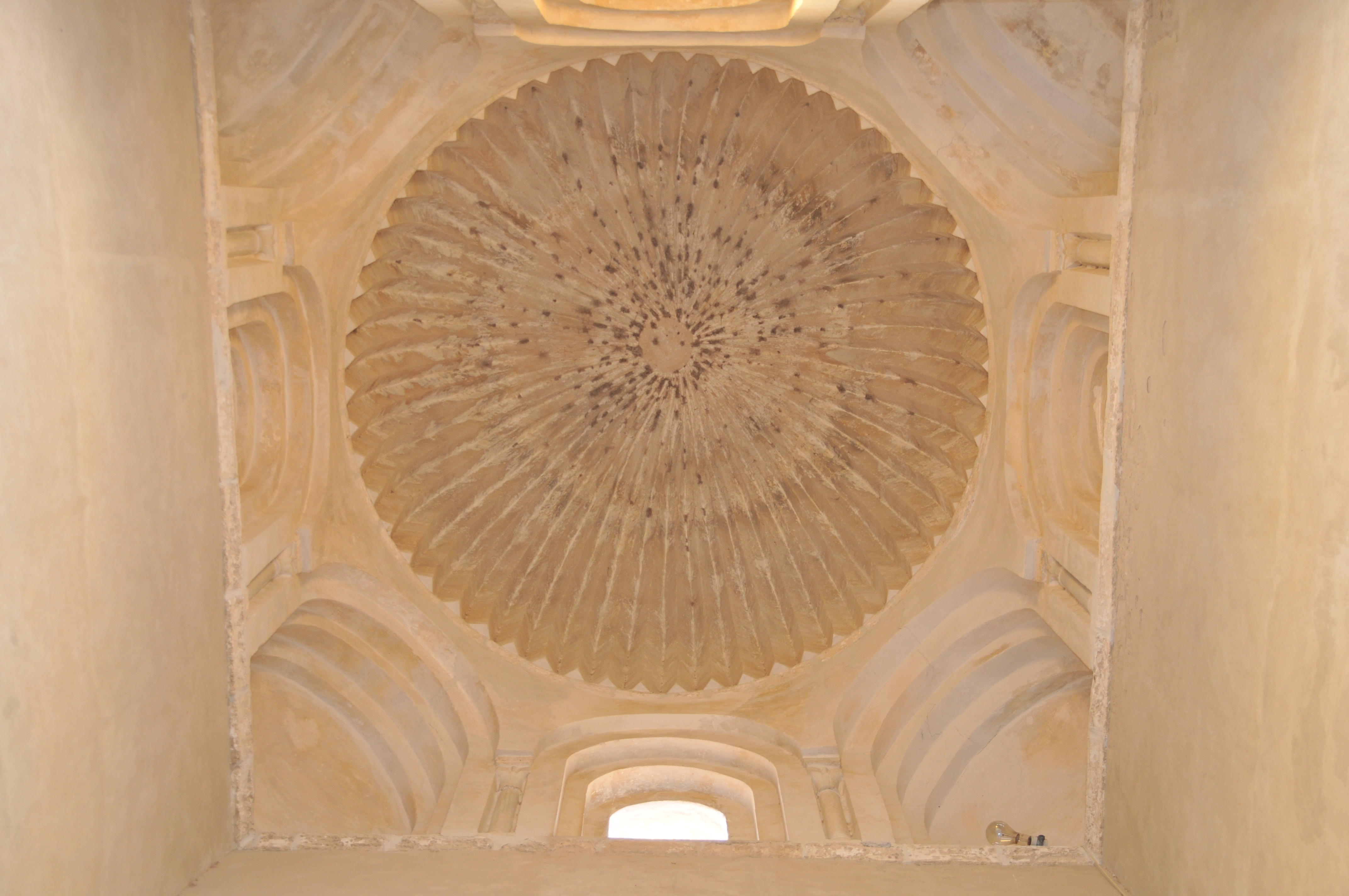
Cúpula da Bab Lalla Rihana [y]

[y] ^ A cúpula do alpendre da porta Bab Lalla Rihana assenta sobre um tambor em cujos ângulos se desenham trompas de três arquivoltas.

### Mirabe
O mirabe, que indica a quibla (direção de Meca) e diante do qual o imã dirige a oração, encontra-se a meio da parede sul da sala de oração. É formado por um nicho em quarto de esfera, com duas colunas de mármore e coroado por uma semicúpula em madeira pintada. O nicho mede dois metros de largura, 4,5 metros de altura e 1,6 metros de profundidade. Considerado como o exemplo mais antigo do mirabe côncavo,, pensa-se que o seu estado atual data dos anos 862–863. O mirabe, cuja decoração constitui um testemunho notável da arte muçulmana dos primeiros séculos do islão, distingue-se pelo seu aspeto harmonioso e a qualidade dos ornamentos.
Na parte superior é rodeado por 139 azulejos com brilho metálico, cada um medindo 21,1 centímetros de lado e dispostos em xadrez. Divididos em dois grupos, datam do início da segunda metade do século IX e, pelo seu estilo e pela sua técnica de fabrico, têm grandes semelhanças com as peças executadas na mesma época na Mesopotâmia dos Abássidas (atual Iraque). A sua proveniência foi tema de controvérsia entre os especialistas, que colocavam as hipóteses de terem sido fabricados em Bagdade ou em Cairuão por um artesão de de Bagdade, mas estudos recentes demonstraram que eles foram fabricados na Mesopotâmia e depois importados para Cairuão.
Os azulejos lustrosos, com decoração essencialmente floral e vegetal (flores estilizadas, palmetas assimétricos e folhagem sobre um fundo de hachuras e axadrezados) pertencem a duas séries: uma policromada, caraterizada por uma grande riqueza de tons que vão do dourado claro ao amarelo claro ou escuro e do vermelho-tijolo ao castanho lacado; e outra monocromática e brilhante, com dourado entre os tons negro e verde. O reboco que os rodeia é decorado com motivos vegetalistas azuis datáveis do século XVIII ou da primeira metade do século XIX. O arco de cabeceira do mirabe, ultrapassado, de volta inteira e quebrado na chave assenta sobre duas colunas de mármore vermelho com veios amarelos encimados por capitéis de estilo bizantino e impostas esculpidas com motivos florais e ornamentadas, cada uma, com uma inscrição cúfica em relevo.
A parede do mirabe é revestida com 28 painéis de mármore branco esculpido, vários deles em traceria, dispostos em sete prumos com quatro elementos cada um. Estes painéis, que medem, cada um, 60 por 40 centímetros e 4 cm de espessura, apresentam uma grande variedade de motivos vegetais e geométricos, como folhas de parra estilizadas, florões, conchas, entrelaçados e ornamentos de folhagem simétricos, sobrepostos ou entrecruzados. A traceria deixa adivinhar na parte detrás um nicho mais antigo, para o qual foram colocadas várias hipóteses. Segundo o relato de Albacri, tratar-se-ia do mirabe construído por Uqueba ibne Nafi, o fundador de Cairuão e da mesquita. Para Lucien Golvin, não se trata de um antigo mirabe, mas de uma construção apenas esboçada que servia, talvez, de suporte aos painéis de mármore e que remontaria aos trabalhos de Ziadete Alá I (817–838) ou aos de Aboboerim Amade, cerca de 862–863. Acima do revestimento de mármore, o nicho do mirabe é coroado por uma abóbada em forma de semicúpula feita em madeira arqueada de mancenilha.
Revestido com reboco espesso e pintado, o intradorso da abóbada é decorado por ornamentos de folhagem intercalados por parras de cinco lóbulos, florões trilobados e cachos pontiagudos, tudo em cor amarela sobre fundo azul escuro. O ponto de partida desta composição vegetal encontra-se por baixo da semicúpula; organizada de forma simétrica, é na realidade um desenvolvimento do ornato vegetal, no qual cada curva é seguida de outra curva em sentido inverso; estas curvas são aproximadamente circunferências e muitas são mesmo circunferências completas. Esta decoração pintada, de uma grande elegância, data também do século IX.

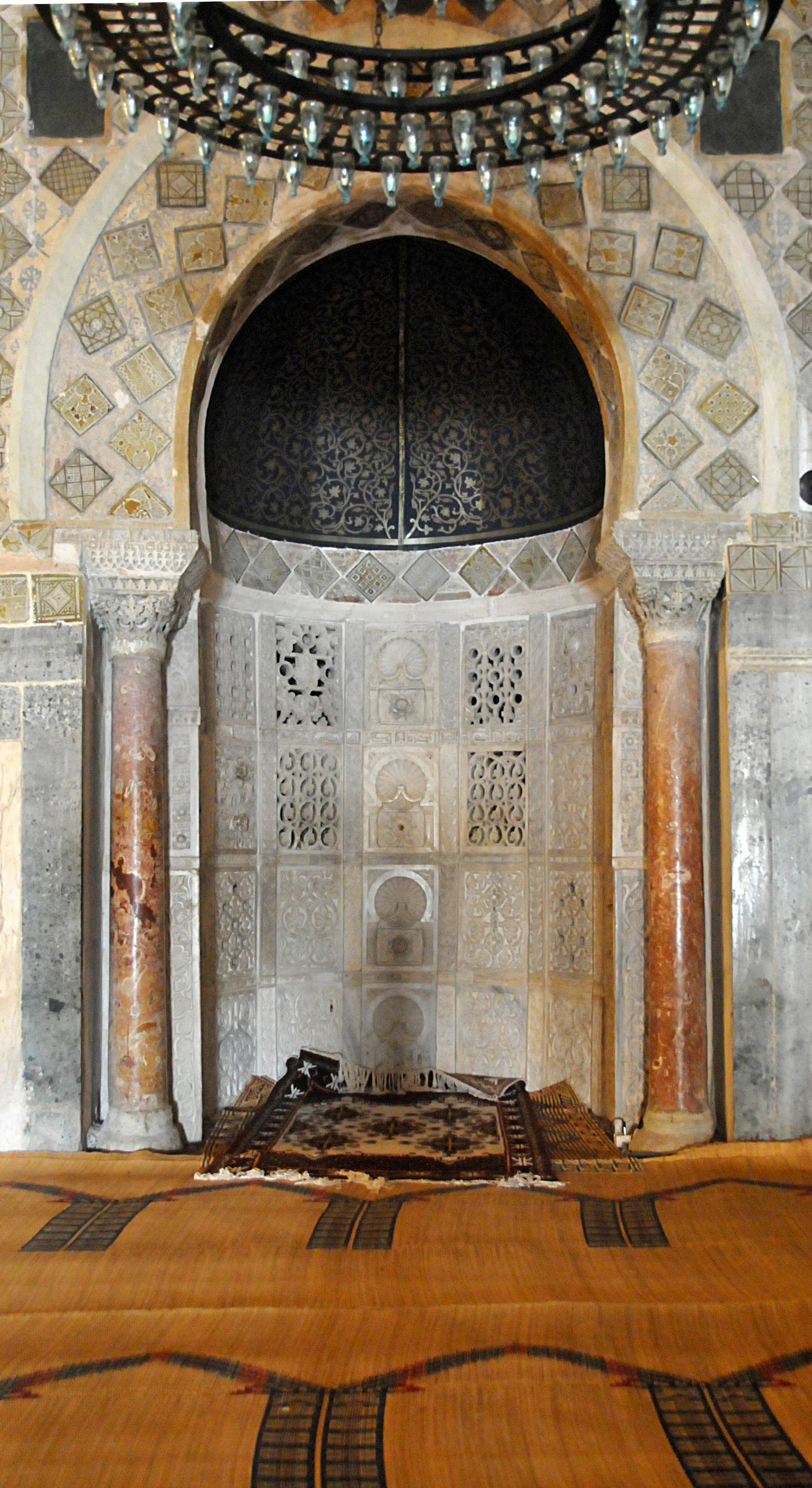
Mirabe
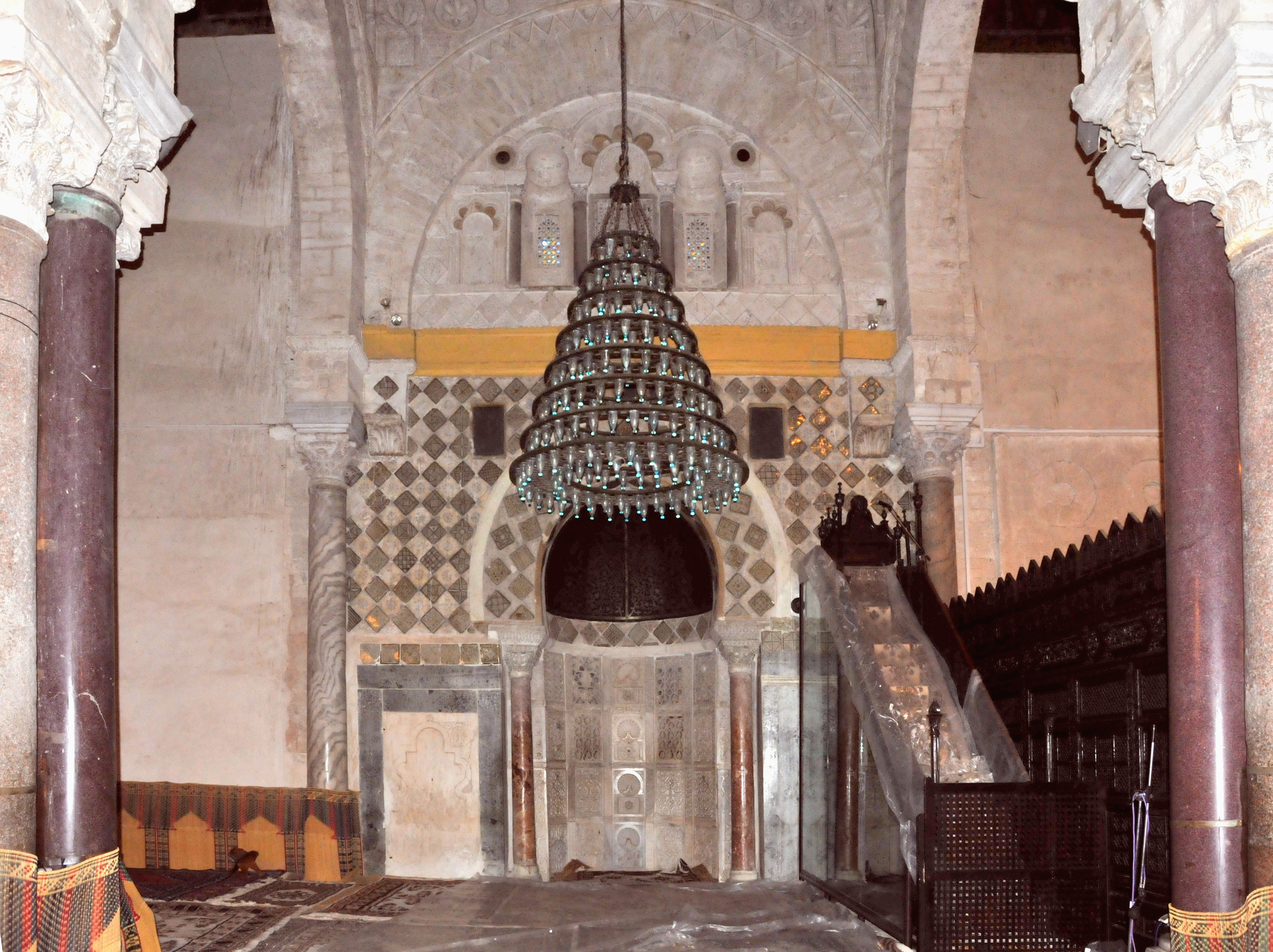
Mirabe
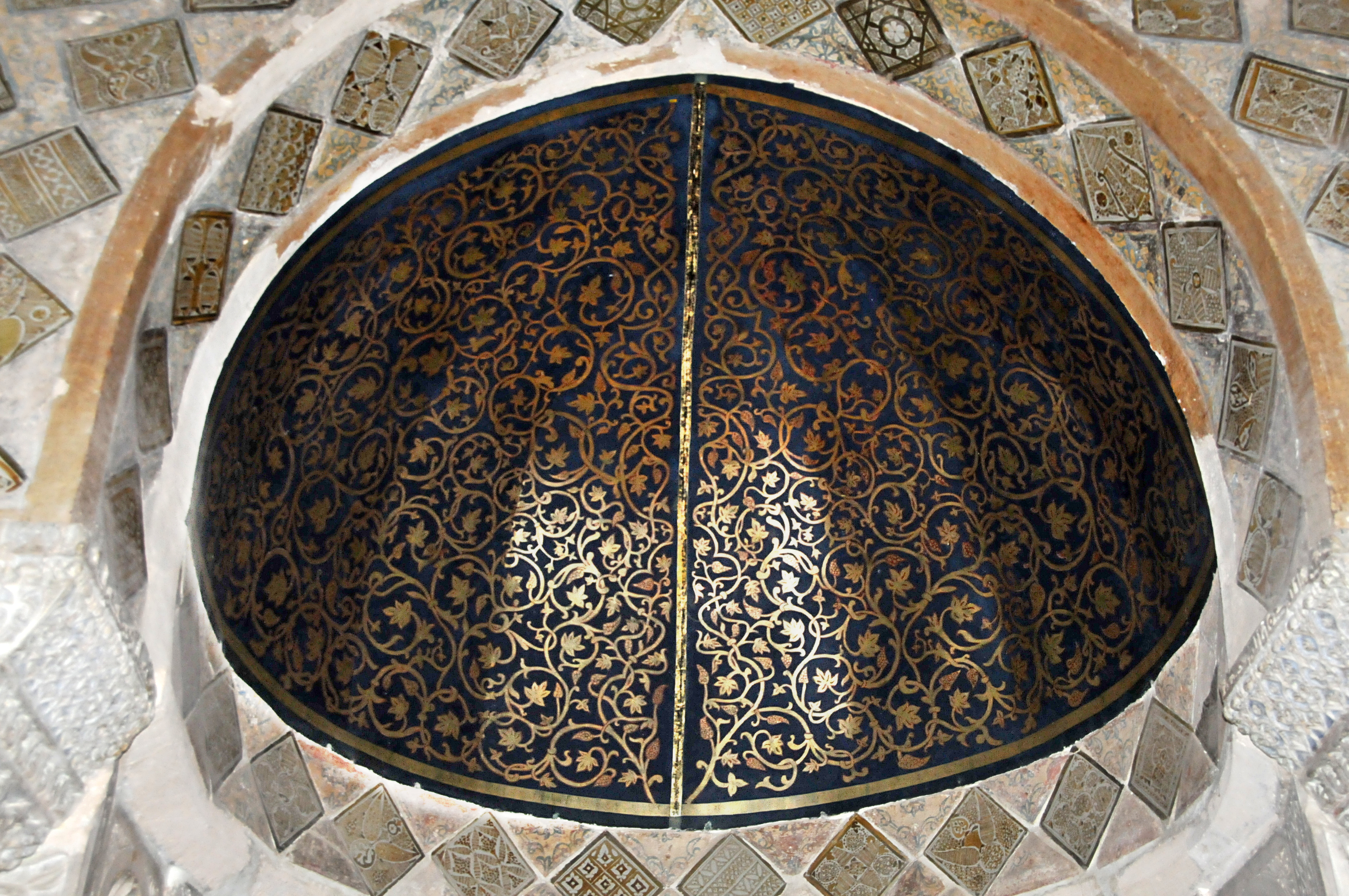
Semicúpula do mirabe
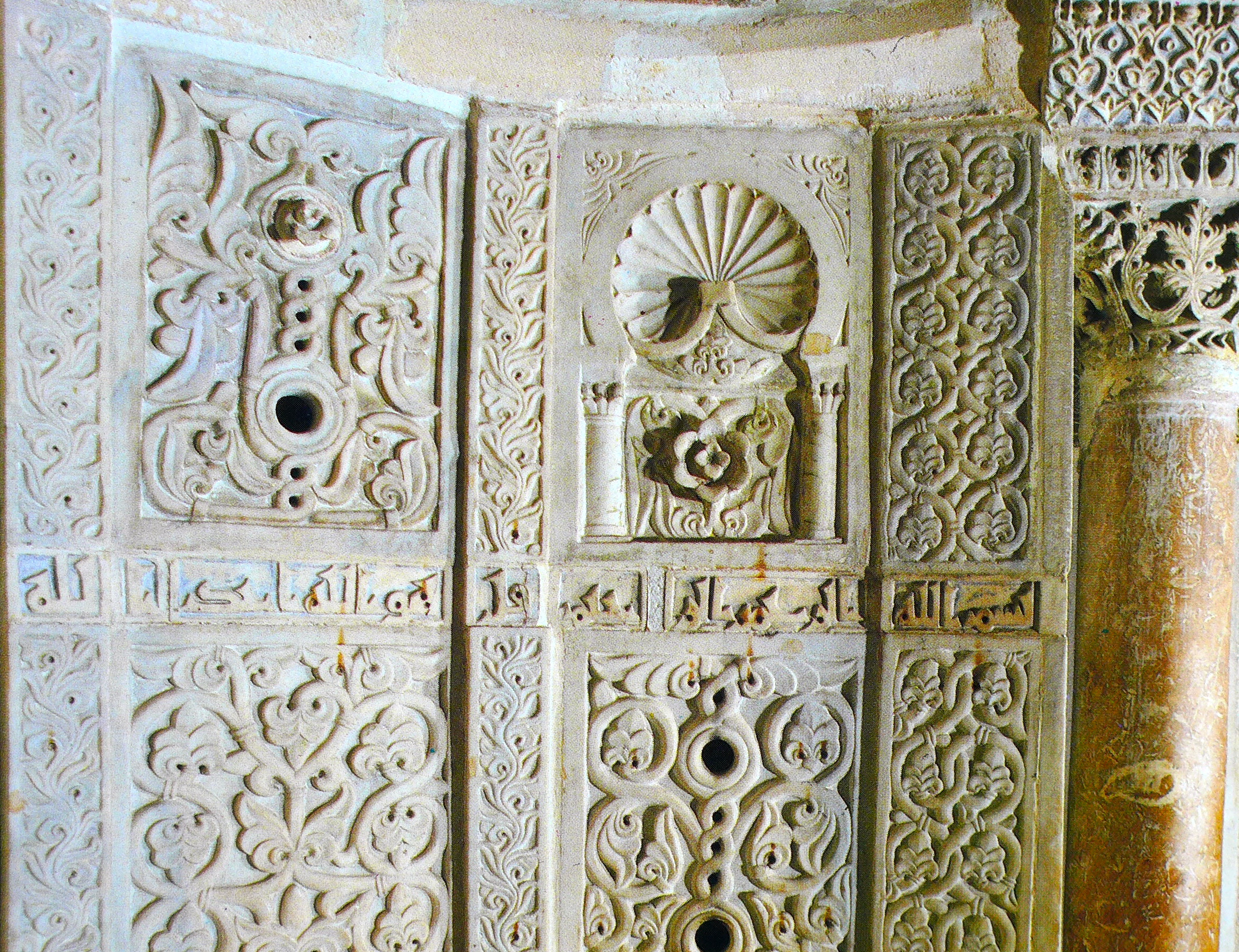
Mirabe [z]
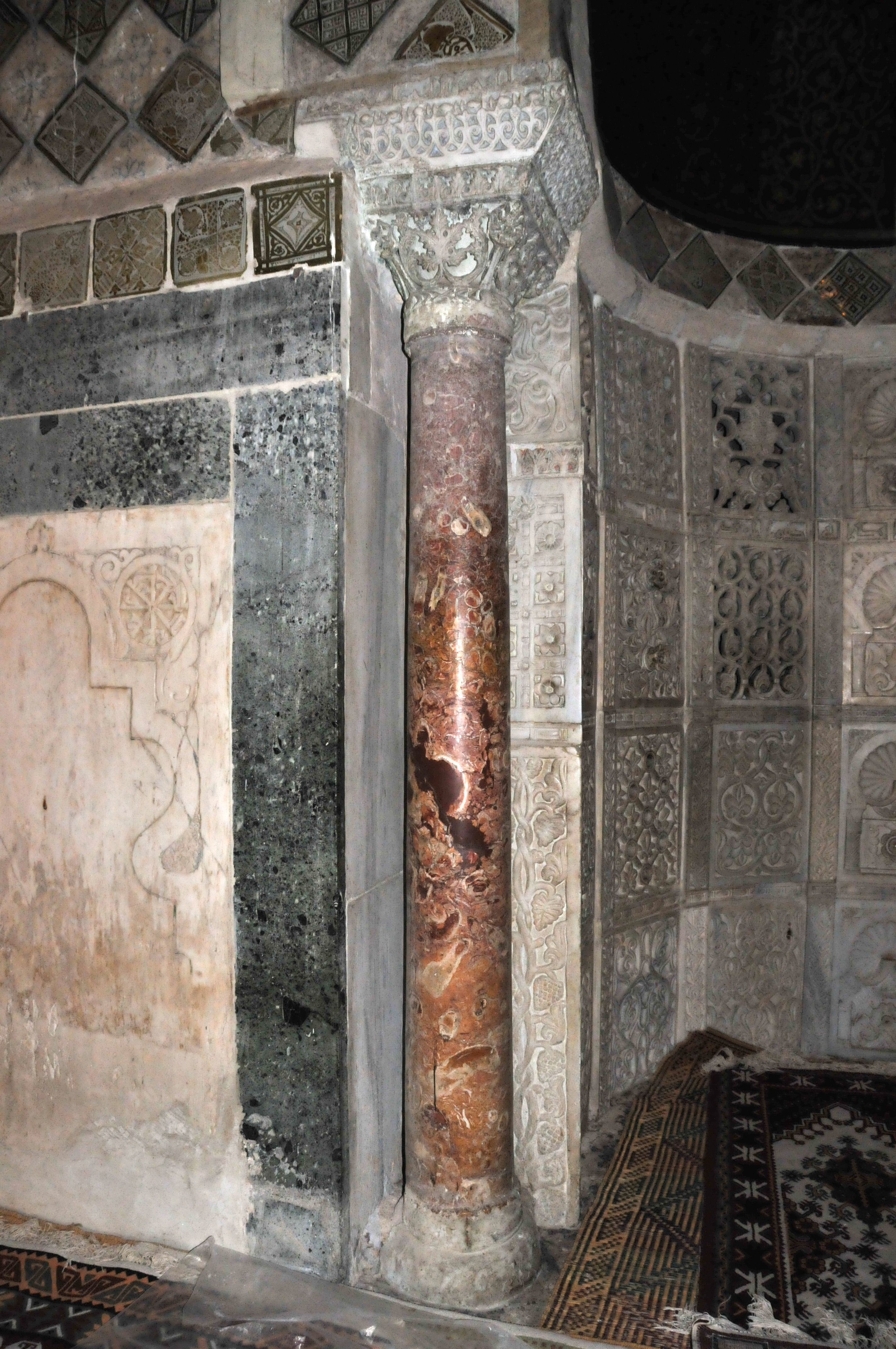
Uma das colunas laterais

[z] ^ Detalhes dos painéis em mármore branco esculpido da parede do mirabe; entre os painéis é visível uma parte da inscrição corânica.

### Mimbar

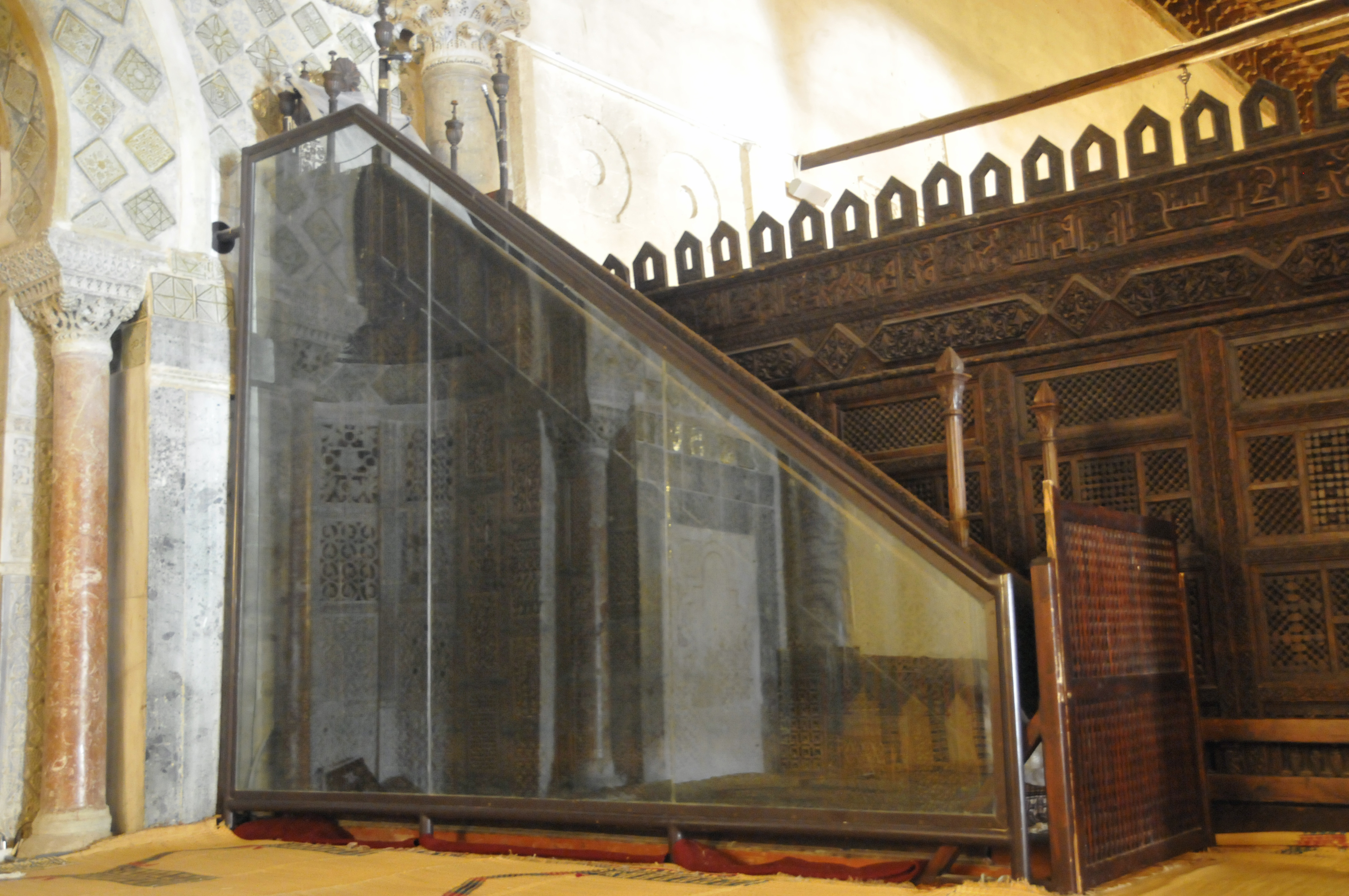
O mimbar em 2010, protegido da deterioração por um painel de vidro

O mimbar, situado à direita do mirabe desde que foi construído e que é usado pelo imã para os sermões das sexta-feiras e das Eids, é uma cadeira em forma de escadaria que tem um assento elevado ao qual se acede por onze degraus. Mede 3,93 metros de largura por 3,31 metros de altura e foi construído em 862, durante o reinado do sexto soberano aglábida Abul Ibrahim. É o mimbar mais antigo ainda conservado do mundo e pode ter sido realizado, pelo menos em parte, por ebanistas de Cairuão, mas na opinião de alguns investigadores poderá ser proveniente de Bagdade. É composto por mais de 300 peças  em madeira de teca indiana, entalhadas e ensambladas, e de grande riqueza decorativa, com motivos vegetais e geométricos que evocam os modelos omíadas e abássidas. Entre essas peças, há cerca de 90 painéis retangulares admiravelmente esculpidos de pinhas, caules finos e macios, folhas de parra e de acanto, florões, frutos lanceolados com a superfície delicadamente cinzelada, cachos em forma de pera que parecem suportar uma folhagem disposta em volutas, e diversas formas geométricas simples ou complexas (quadrados, losangos, hexágonos, rosáceas, estrelas, etc.).
A orla superior da rampa é ornamentada com uma rica decoração vegetal que inclui ornatos vegetais em alternância com ornatos caligráficos. Cada laço envolve uma folha de parra acompanhada de um cacho de uvas pendente. No início do século XX, o mimbar, cuja estrutura estava deteriorada, foi objeto de um restauro minucioso, o qual foi acompanhado de embelezamentos menores que passaram essencialmente pela reconstrução do encosto da cadeira e dos pináculos. Apesar dos seus onze séculos de existência, todos os painéis, à exceção de nove, são originais e estão em bom estado de conservação. Na opinião de Paul Sebag, a qualidade e delicadeza de execução do mimbar fazem dele uma verdadeira obra-prima.

### Maqsura

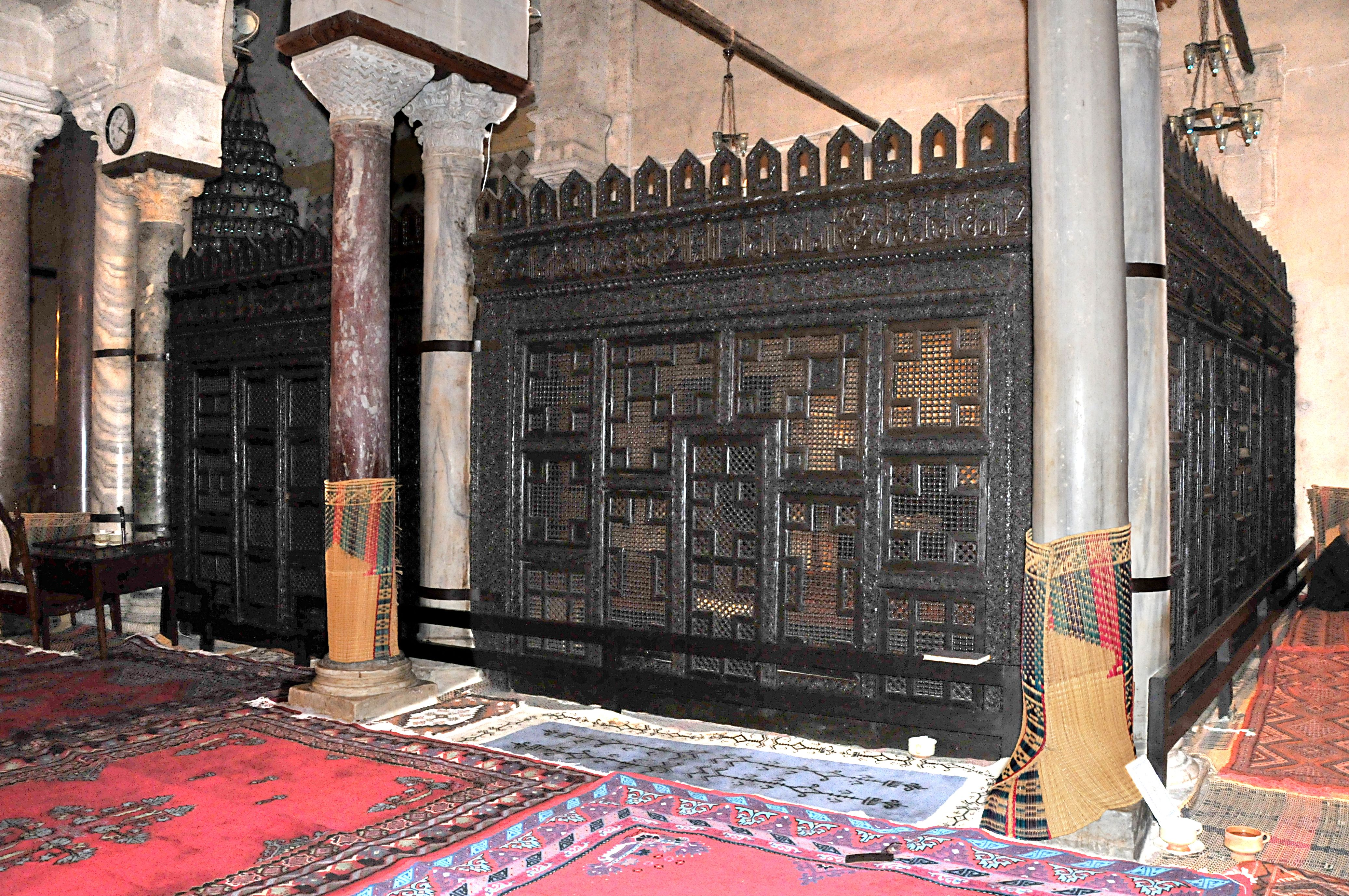
Maqsura

A maqsura, situada perto do mimbar, é uma divisória que delimita um recinto privado destinado ao soberano e aos seus altos dignitários, para poderem assistir à oração solene de sexta-feira sem se misturarem com os fiéis. Joia da arte em madeira, realizada durante o reinado do príncipe zírida Almuiz ibne Badis e datada da primeira metade de 1022–1023, é considerada uma das mais antigas do mundo ainda no local original.
É delicadamente esculpida e decorada nos três lados com diversos motivos geométricos e traceria de madeira. Mede 2,8 metros de altura, oito metros de comprimento e seis metros de largura. O seu principal adorno é o friso caligrafado que a coroa, encimado por uma linha de merlões vazados, decorada com uma inscrição cúfica florida esculpida sobre um fundo de entrelaçados vegetalistas. As letras têm acabamento em bisel ou entrelaçado, com uma qualidade estética notável. Esta inscrição, de composição harmoniosa e de execução cuidadosa, representa um dos mais belos exemplares de frisos epigráficos da arte islâmica. Sobre um painel de madeira pintada, outra inscrição posterior em seis séculos à do friso, atesta o restauro da maqsura em 1624–1625.
A antiga biblioteca, situada perto da maqsura, é acessível por uma porta cravejada de tachões cujas ombreiras e lintel são reaproveitamentos de antigos mármores esculpidos, ornamentados por um friso com decoração floral. A janela da biblioteca apresenta uma decoração elegante, com duas colunas enquadrando a abertura, sobre as quais assenta um arco em ferradura encimado por uma arcada cega com seis arcos ultrapassados que são coroados por um série de merlões em dente de serra.

## Obras de arte

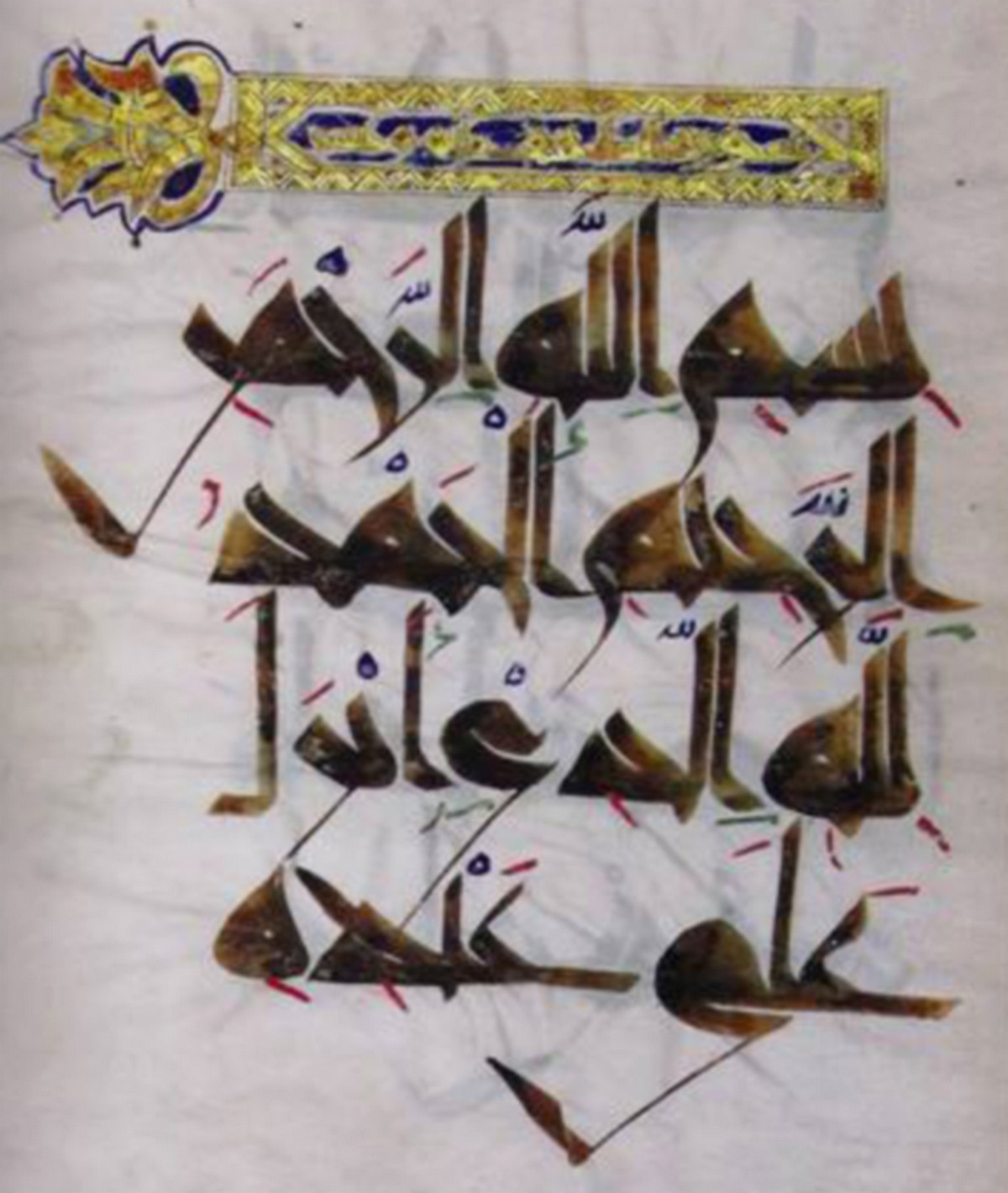
Fólio do Corão da Hadinah, século XI

A Grande Mesquita de Cairuão é um dos raros edifícios religiosos do islão que conserva, intactos e autênticos, a quase totalidade dos seus elementos arquitetónicos e decorativos. Graças à riqueza do seu repertório ornamental, é um autêntico museu de arte e de arquitetura islâmicas. A maior parte das obras que fazem a reputação da mesquita são ainda conservadas in situ, embora uma parte delas tenha sido reunida nas coleções do Museu Nacional de Arte Islâmica de Raqqada, situado a uma dezena de quilómetros a sudoeste de Cairuão.
Da biblioteca da mesquita provém uma importante coleção de pergaminhos e manuscritos caligrafados, os mais antigos remontando à segunda metade do século IX. Segundo M'hamed Hassine Fantar, professor de arqueologia da Universidade de Tunes, esta preciosa coleção é «na opinião geral, uma das coleções de pergaminhos mais importantes do mundo muçulmano e a mais célebre.» Divulgada desde o fim do século XIX pelos orientalistas franceses Octave Houdas e René Basset, que a evocaram no relatório da sua missão científica à Tunísia publicado no “Boletim de correspondência africana” em 1882, segundo o inventário realizado no período haféssida em 1293–1294 inclui vários exemplares do Alcorão, tafsirs (comentários do texto corânico), obras de direito muçulmano que versam principalmente sobre a fiqh (jurisprudência) maliquita e as suas fontes. Estas últimas constituem os fundos mais antigos de literatura jurídica maliquita que chegaram aos nossos dias.
Entre as mais belas obras deste conjunto, encontram-se as páginas do Alcorão Azul atualmente expostas no museu de Raqqada, proveniente de um Alcorão célebre do século IV da Hégira (século X da era comum), cuja maior parte é conservada na Tunísia e o resto encontra-se espalhado em museus e coleções privadas pelo mundo fora. Compreende suras escritas em carateres cúficos dourados sobre velino tingido de índigo, que se distinguem por uma grafia compacta desprovida de marcas para as vogais. O início de cada sura é indicada por uma faixa constituída por um ornamento de folhagem estilizado, dourado e pontilhado de vermelho e azul, enquanto que os versículos são separados por rosetas prateadas.
Outros pergaminhos e exemplares do Alcorão caligrafados, como o chamado "da Hadina" ("Alcorão da ama de leite"), copiado e iluminado pelo caligrafista Ali ibne Amade al-Uarraque para a ama de leite do príncipe zírida Almuiz ibne Badis em 1020, encontravam-se igualmente na biblioteca da mesquita antes de serem transferidos para o museu de Raqqada.

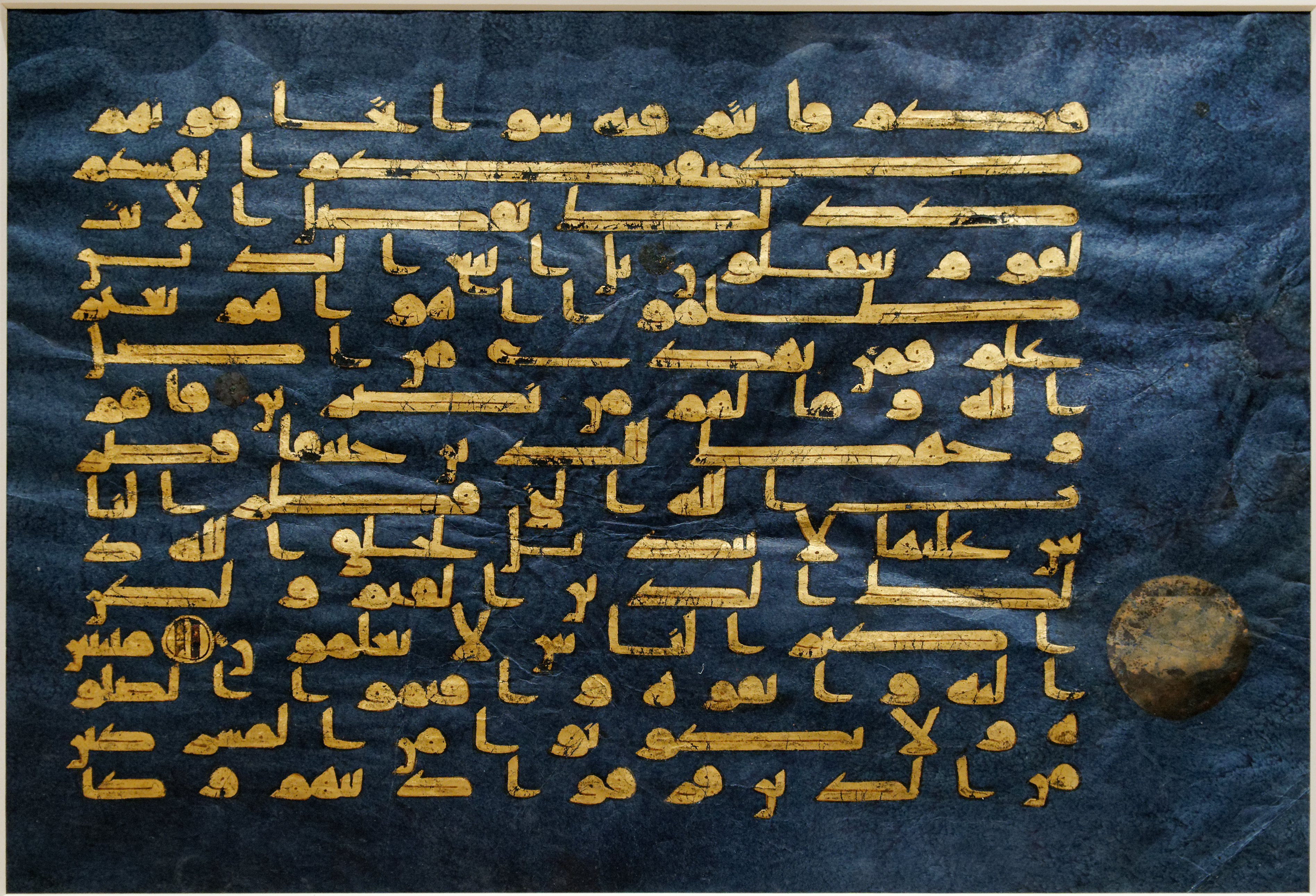
Fólio do Alcorão azul,, atualmente no Metropolitan Museum of Art de Nova Iorque

Esta coleção constitui uma fonte única para o estudo da história e evolução caligráfica dos manuscritos medievais no Magrebe entre os séculos IX e XI. Outras obras de arte, como os lustres de bronze fundido com decoração de rendilhado, datadas dos períodos zírida e fatímida (século X e início do século XI), também pertenciam originalmente ao mobiliário da mesquita. Estes lustres, atualmente dispersos por alguns museus tunisinos, nomeadamente o de Raqqada, são compostos por três correntes que sustêm um prato de bronze rendilhado, com um anel circular central em volta do qual radiam 18 hastes equidistantes ligadas por igual número de arcos ultrapassados; cada uma das hastes tem dois florões abertos; nove das 18 hastes terminam em anéis circulares que alternam com outras nove hastes que terminam com lóbulos cordiformes. As três correntes, ligadas por um anel de suspensão, são fixadas ao prato por um florão em forma de amêndoa. Estes lustres são marcados pela influência bizantina, à qual os artesãos de Cairuão juntaram especificidades do repertório decorativo muçulmano, na forma de motivos geométricos e florais.
A grande lanterna de Almuiz, atualmente no museu de Raqqada fazia também parte do mobiliário da mesquita. Foi realizada pelo latoeiro Maomé, filho de Ali Alcais Alçafar (Ali al-Qaysi al-Saffar), durante o segundo quartel do século XI, tem 118 centímetros de altura e um diâmetro máximo de 51,5 cm e é um belo exemplo de latoaria islâmica da Alta Idade Média. Executada numa liga de cobre martelada com decoração cinzelada e rendilhada, é constituída por diversos elementos: um gancho de suspensão, formado por pé e por um anel, é ligado a uma calote hemisférica; desta saem três correntes constituídas por placas rendilhadas, guarnecidas de decoração com entrelaçados e folhas trilobadas, que ligam por anéis a calote a uma grande bacia em latão martelado em forma de vaso circular. A traceria da base tem no bordo um galão constituído por octógonos e semi-octógonos, enquanto que o fundo apresenta uma estrela de seis pontas inscrita num círculo, bem como três faixas epigrafadas em cúfico. Uma inscrição na lanterna atesta que se trata de uma doação feita à mesquita pelo príncipe zírida Almuiz ibne Badis (r. 1016–1062).

## Papel na civilização muçulmana
À época do seu maior esplendor, entre os séculos IX e XI, Cairuão foi um dos maiores centros da civilização muçulmana, cuja reputação como centro de erudição se estendia ao conjunto do Magrebe. Durante esse período, a Grande Mesquita da cidade foi simultaneamente um lugar de oração e um centro de ensino das ciências islâmicas da corrente maliquita, cujo papel e importância se pode comparar, por exemplo, à da Universidade de Paris durante a Idade Média na Europa Ocidental.
Além dos estudos consagrados ao aprofundamento do pensamento religioso e à jurisprudência maliquita, a mesquita acolhia igualmente cursos nas mais diversas matérias profanas, como as matemáticas, astronomia, medicina e botânica. A transmissão do saber era assegurada por sábios ilustres e teólogos, entre os quais figuraram, por exemplo, o imã Sanune (ca.  776–854) ou Assade ibne Alfurate (759–828), juristas eminentes que contribuíram muito para a difusão do pensamento maliquita, os médicos Algizar (898–980) e Ixaque ibne Inrane, ou os matemáticos Abu Sal de Cairuão e Abde Almonim Alquindi. A mesquita era a sede de uma prestigiada universidade dotada de uma importante biblioteca que contava com um número considerável de obras científicas e teológicas, constituindo o polo cultural e intelectual mais notável do Norte de África durante os séculos IX, X e XI.

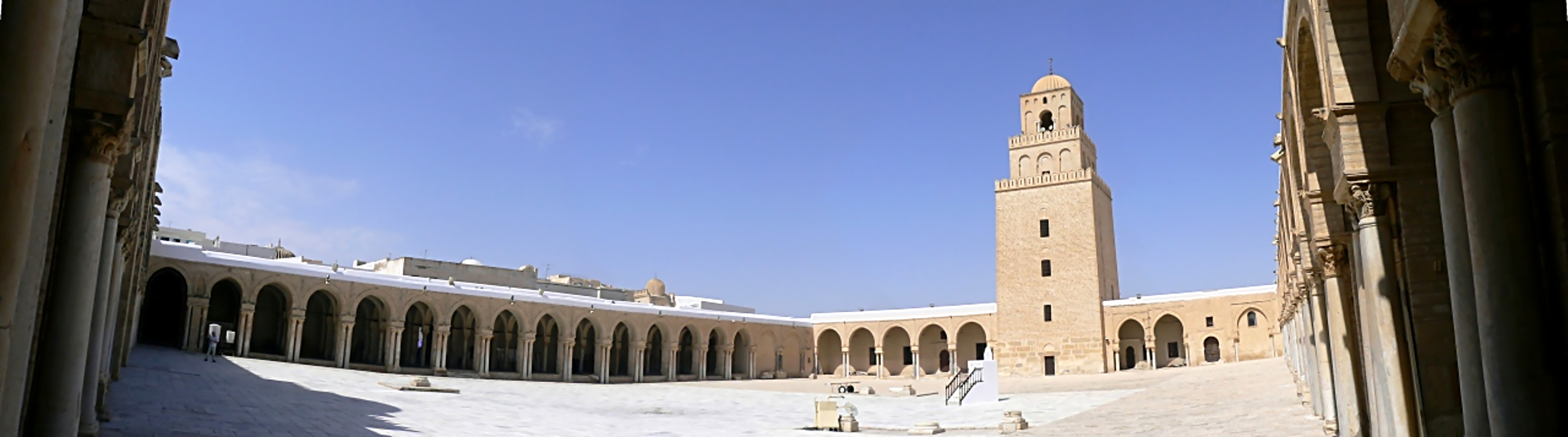
Perspetiva de conjunto do pátio interior

### Livros e artigos sobre a mesquita
- Bobin, Olivier; Schvoerer, M.; Ney, C.; Rammah, M.; Daoulatli, A.; Pannequin, B.; Gayraud, R. P. (2003), «Where did the lustre tiles of the Sidi Oqba Mosque (ad 836-63) in Kairouan come from?», Oxford: Wiley-Blackwell, Archaeometry, ISSN 0003-813X (em inglês), 45 (4): 569-577, consultado em 18 de junho de 2013
- Boussora, Kenza; Mazouz, Said (2004), «The Use of the Golden Section in the Great Mosque at Kairouan», Nexus Network Journal (em inglês), 6 (1): 7-16
- Djelloul, Néji (2000), Kairouan : la Grande Mosquée (em francês), Sousse: Contraste
- Fikri, Ahmad (1934), L’art islamique de Tunisie : la Grande Mosquée de Kairouan (em francês), II, Paris: Henri Laurens
- Golvin, Lucien (1968), «Quelques réflexions sur la Grande Mosquée de Kairouan à la période des Aghlabides», Revue de l’Occident musulman et de la Méditerranée, ISSN 2105-2271 (em francês), 5 (5): 69-77, doi:10.3406/remmm.1968.982, consultado em 15 de junho de 2013
- Golvin, Lucien (1969), «Le mihrab de Kairouan», Kunst des Orients (em francês), V: 1-38
- Harrazi, Noureddine (1982), Chapiteaux de la Grande Mosquée de Kairouan (em francês), Tunes: Institut national d’archéologie et d’art
- Idris, Hady Roger (1956), «Essai de datation de la maqsura de la Grande Mosquée de Kairouan», Arabica (em francês), 3: 214-215
- Kerrou, Mohamed (julho de 2009), «La Grande Mosquée de Kairouan. L'imam, la ville et le pouvoir», Aix-en-Provence: IREMAM - l’Institut de recherches et d’études sur le monde arabe et musulman, Revue des mondes musulmans et de la Méditerranée, ISSN 2105-2271 (em francês) (125), doi:10.4000/remmm.6237, consultado em 15 de junho de 2013
- Lézine, Alexandre; Sebag, Paul (1962), «Remarques sur l'histoire de la Grande Mosquée de Kairouan», Ibla (em francês) (99): 244-256
- Marçais, Georges (1925), Coupole et plafonds de la Grande Mosquée de Kairouan (em francês), Paris: Tournier
- Marçais, Georges (1928), Les faïences à reflets métalliques de la Grande Mosquée de Kairouan (em francês), Paris: Geuthner
- Marçais, Georges (1935), Plafonds peints du IXe siècle à la Grande Mosquée de Kairouan (em francês), Paris: Éd. d’Art et d’Histoire
- Roy, Bernard; Poinssot, Paule (1950), Inscriptions arabes de Kairouan (em francês), I, Paris: Klincksieck
- Saladin, Henri (1899), La mosquée de Sidi Okba à Kairouan (em francês), Paris: Ernest Leroux, consultado em 14 de junho de 2013
- Sebag, Paul (1963), La Grande Mosquée de Kairouan (em francês), Paris: Delpire
- Vérité, Jacques (1981), Conservation de la Grande Mosquée de Kairouan (PDF) (em francês), Paris: UNESCO, consultado em 15 de junho de 2013
- Voguet, Élise (2003), «L'inventaire des manuscrits de la bibliothèque de la Grande Mosquée de Kairouan (693/1293-4) : une contribution à l'histoire du malikisme kairouannais», Arabica (em francês), 50: 532–544

### Obras genéricas
- Il était une fois... Kairouan. Capitale de l’Ifrikia. 670-1050 (em francês), Tunes: Alyssa, 1992
- Mélanges d’histoire et d’archéologie de l’Occident musulman (em francês), 1–2, Argel: Imprimerie officielle, 1957
- Mosquées de Tunisie (em francês), Tunes: Maison tunisienne de l’édition, 1973
- Revue des études islamiques (em francês), 35-36, Paris: Éd. Paul Geuthner, 1968
- Abdelhamid, Arab; Ipert, Stéphane; Marty, Bruno; Hansen, Catherine (2005), Les trésors manuscrits de la Méditerranée (em francês), Paris: Faton
- Abel, Armand (1968), Le monde arabe et musulman (em francês), Bruxelas: Meddens
- Ammar, Leïla; Panerai, Philippe (2005), Histoire de l’architecture en Tunisie : de l’antiquité à nos jours (em francês), Tunes: Éd. L. Ammar
- Bacha, Myriam (2008), «La construction patrimoniale tunisienne à travers la législation et le journal officiel, 1881-2003 : de la complexité des rapports entre le politique et le scientifique», Aix-en-Provence: IREMAM - l’Institut de recherches et d’études sur le monde arabe et musulman, L’Année du Maghreb, ISSN 2109-9405 (em francês) (4): 99-122, doi:10.4000/anneemaghreb.433, consultado em 15 de junho de 2013
- Albacri; de Slane, William Mac Guckin (trad.) (século XI), Description de l’Afrique septentrionale (em francês), Paris: Éd. A. Jourdan (publicado em 1913)
- Bergaoui, Mohamed (1996), Tourisme et voyages en Tunisie : les années régence (em francês), Tunes: Éd. Simpact
- Berque, Jacques (1978), L’intérieur du Maghreb (XVe-XIXe siècle) (em francês), Paris: Gallimard
- Bloom, Jonathan M. (2002), Early Islamic art and architecture (em inglês), Ashgate, Aldershot
- Blunt, Wilfrid Scawen (2002), The future of Islam, ISBN 9780700714605 (em inglês), Nova Iorque: Routledge Curzon, consultado em 21 de junho de 2013
- Bosworth, Clifford Edmund (2007), Historic cities of the Islamic world (em inglês), Leida: Brill
- Brockman, Norbert (2011), Encyclopedia of Sacred Places, ISBN 9781598846553 (em inglês) 2ª ed. , Santa Barbara: ABC-CLIO
- Burckhardt, Titus; Nasr, Seyyed Hossein; Michon, Jean-Louis (2009), Art of Islam: Language and Meaning, ISBN 9781933316659 (em francês), Bloomington: World Wisdom, consultado em 18 de junho de 2013
- Caillet, Jean-Pierre (1995), L’art du Moyen Âge : Occident, Byzance, Islam (em francês), Paris: Gallimard
- Campbell, Gordon (2006), The Grove Encyclopedia of Decorative Arts, ISBN 9780195189483 (em inglês), I, Oxford University Press, consultado em 18 de junho de 2013
- Carbonnell, Maurice (1988), Relevés photogrammétriques d’architecture islamique (em francês), Tunes: Maison tunisienne de l’édition
- Clévenot, Dominique (1994), Une esthétique du voile: essai sur lárt arabo-islamique, ISBN 9782738425294 (em francês), Paris: L'Harmattan, consultado em 17 de junho de 2013
- Colomban, Philippe (novembro–dezembro de 2004), «Secrets retrouvés du lustre abbasside» (PDF), La Revue de la céramique et du verre (em francês) (139), consultado em 18 de junho de 2013
- Davidson, Linda Kay; Gitlitz, David Martin (2002), Pilgrimage: From the Ganges to Graceland : An Encyclopedia, ISBN 9781576070048 (em inglês), 1, ABC-CLIO, consultado em 15 de junho de 2013
- Delorme, Jean (1969), Chronologie des civilisations (em francês), Paris: Presses universitaires de France
- Déroche, François (2001), «Cercles et entrelacs : format et décor des Corans maghrébins médiévaux», Comptes-rendus des séances de l'Académie des Inscriptions et Belles-Lettres, ISSN 1969-6663 (em francês), 145 (1): 593-620, doi:10.3406/crai.2001.16285, consultado em 21 de junho de 2013
- Ewert, Christian; Wisshak, Jens-Peter (1980), Forschungen zur almohadischen Moschee (em alemão), Mogúncia: Philipp von Zabern
- Fantar, M'hamed Hassine (1982), De Carthage à Kairouan : 2 000 ans d’art et d’histoire en Tunisie (em francês), Paris: Agence française d’action artistique
- Finegan, Jack (1965), The archeology of world religions (em inglês), Princeton University Press
- FSTC Research Team (29 de janeiro de 2010), Kairouan Capital of Political Power and Learning in the Ifriqiya II (em inglês), MuslimHeritage.com, consultado em 15 de junho de 2013
- Gabrieli, Francesco (1991), Maghreb médiéval : l’apogée de la civilisation islamique dans l’Occident arabe (em francês), Aix-en-Provence: Édisud
- Garcin, Jean-Claude (2000), Grandes villes méditerranéennes du monde musulman médiéval (em francês), Roma: École française de Rome
- Gardner, Helen; Kleiner, Fred S. (2010), Gardner's Art Through the Ages: The Western Perspective, Volume I: The Western Perspective, ISBN 9780495573609 (em inglês) 13ª ed. , Cengage Learning, consultado em 18 de junho de 2013
- Gaultier-Kurhan, Caroline (2001), Le patrimoine culturel africain, ISBN 9782706815256 (em francês), Paris: Maisonneuve et Larose
- Golvin, Lucien (1970), Essai sur l’architecture religieuse musulmane (em francês), Paris: Klincksieck
- Grant, Michael (1981), Dawn of the Middle Ages (em inglês), Londres: Weidenfeld and Nicolson
- Guesdon, Marie-Geneviève; Vernay-Nouri, Annie (2001), L’art du livre arabe : du manuscrit au livre d’artiste (em francês), Paris: Bibliothèque nationale de France
- Guiraud, Amédée (1937), Histoire de la Tunisie : les expéditions militaires arabes du VIIe au IXe siècle (em francês), Tunes: Éd. SAPI
- Harris, Ray; Koser, Khalid (2004), Continuity and change in the Tunisian sahel (em inglês), Farnham: Ashgate Publishing
- Harrison, Peter (2004), Castles of God: Fortified Religious Buildings of the World, ISBN 9781843830665 (em inglês), Woodbridge: Boydell Press, consultado em 15 de junho de 2013
- Hattstein, Markus; Delius, Peter (2000), Islam: art and architecture (em inglês), Colónia: Könemann
- Hichem, Djait (1973), «L'Afrique arabe au VIIIe siècle (86-184 H./705-800)», Annales. Économies, Sociétés, Civilisations, ISSN 1953-8146 (em francês), 28 (3): 601-621, doi:10.3406/ahess.1973.293371, consultado em 15 de junho de 2013
- ICOMOS - International Council on Monuments and Sites (30 de dezembro de 1987), Relatório de avaliação da candidatura a Património Mundial da Almedina de Cairuão (PDF), UNESCO, consultado em 15 de junho de 2013
- Jairazbhoy, Rafique Ali (2000), Islamic architecture (em inglês), Lahore: Ferozsons
- Janin, Louis (1977), «Quelques aspects récents de la gnomonique tunisienne», Revue de l'Occident musulman et de la Méditerranée, ISSN 2105-2271 (em francês) (24): 207-221, doi:10.3406/remmm.1977.1426, consultado em 16 de junho de 2013
- Kaplan, Michel; Picard, Christophe; Zimmermann, Michel (1994), Le Moyen Âge. IVe-Xe siècle (em francês), Paris: Bréal
- Kerrou, Mohamed (1998), «Quartiers et faubourgs de la médina de Kairouan. Des mots aux modes de spatialisation», Genèses, ISSN 1776-2944 (em francês), 33 (33): 49-76, doi:10.3406/genes.1998.1539, consultado em 15 de junho de 2013
- Knapp, Wilfrid; Barbour, Nevill (1977), North West Africa : a political and economic survey (em inglês), Oxford University Press
- Kuban, Dogan (1974), The mosque and its early development (em inglês), Leida: Brill
- Lambert, Élie (1956), Études médiévales (em francês), 1–2, Toulouse/Paris: Privat-Didier
- Laugu, Nurdin (2007), «The Roles of Mosque Libraries through History» (PDF), Al-Jami‘ah (em inglês), 45 (1): 91-118, cópia arquivada (PDF) em 15 de agosto de 2011
- Lavedan, Pierre (1950), Histoire de l’art (em francês), II, Paris: Presses universitaires de France
- Lézine, Alexandre (1966), Architecture de l’Ifriqiya. Recherches sur les monuments aghlabides (em francês), Paris: Klincksieck
- Lézine, Alexandre (1971), Deux villes d’Ifriqiya : Sousse, Tunis (em francês), Paris: Éd. Paul Geuthner
- Mahfoudh, Faouzi; Baccouch, Samir; Yazidi, Béchir (novembro de 2004), L’histoire de l’eau et des installations hydrauliques dans le bassin de Kairouan (PDF) (em francês), Tunes: International Water Management Institute, consultado em 16 de junho de 2013
- Mahfuz, Fawzi (2003), Architecture et urbanisme en Ifriqiya médiévale : proposition pour une nouvelle approche (em francês), La Manouba: Centre de publication universitaire
- Maoudoud, Khaled (2000), Kairouan : histoire de la ville et de ses monuments (em francês), Tunes: Agence de mise en valeur du patrimoine et de promotion culturelle
- Marçais, Georges (1927), L’architecture : Tunisie, Algérie, Maroc, Espagne, Sicile (em francês), Paris: Picard
- Marçais, Georges (1937), Tunis et Kairouan, col. Les Villes d’art célèbres (em francês), Paris: Henri Laurens
- Marçais, Georges (1946), L’art de l’islam (em francês), Paris: Larousse
- Marçais, Georges (1954), L’architecture musulmane d’Occident (em francês), Paris: Arts et métiers graphiques
- Maupassant, Guy de (1993), De Tunis à Kairouan, ISBN 9782870274781 (em francês), Bruxelas: Éd. Complexe, consultado em 15 de junho de 2013
- al-Mawla, Mahmud Abd (1984), L’université zaytounienne et la société tunisienne (em francês), Tunes: Éd. Maison Tiers-Monde
- Migeon, Gaston (1929), «Décor lustré dans la céramique musulmane à propos de publications récentes», Instituto Francês do Próximo Oriente, Syria (em francês), 10 (10-2): 130-136, doi:10.3406/syria.1929.3364, consultado em 15 de junho de 2013
- Ollé-Martin, Albert; Decang, Violaine (2008), Histoire de l’humanité : 600-1492, ISBN 9789232028136 (em francês), Paris: UNESCO, consultado em 18 de junho de 2013
- Othman, Najwa (2000), As mesquitas de Cairuão (em árabe), Damasco: Ekrema
- Papadopoulo, Alexandre (1979), Islam and Muslim art (em inglês), Nova Iorque: Harry N. Abrams
- Peyssonnel, Jean André; Snoussi, Mohamed Larbi; Brahimi, Denise (2003), Voyage dans la Régence de Tunis (1724) (em francês), Tunes: Centre de publication universitaire
- Pittard, Eugène (1968), Histoire générale de l’art (em francês), Paris: Flammarion
- Ring, Trudy; Salkin, Robert M.; La Boda, Sharon (1996), «Kairouan (Tunisia)», ISBN 9781884964039, Oxford: Taylor & Francis, Fitzroy Dearborn, International Dictionary of Historic Places (em francês), consultado em 17 de junho de 2013
- Rivoira, G. T. (1918), Moslem Architecture. Its Origins and Development (em inglês), Humphry Milford, Oxford University Press, consultado em 15 de junho de 2013
- Saladin, Henri (1908), Tunis et Kairouan (PDF), col. Les Villes d’art célèbres (em francês), Paris: Henri Laurens, consultado em 14 de junho de 2013
- Shaw, Thomas (1808), Travels or observations relating to several parts of Barbary and the Levant: illustrated with copperplates (em inglês), 1, Edimburgo: J. Ritchie, consultado em 15 de junho de 2013
- Slim, Hédi; Mahjoubi, Ammar; Belkhodja, Khaled (2005), Histoire générale de la Tunisie : Le Moyen Âge, ISBN 9789973844217 (em francês), Tunes: Sud Éditions, consultado em 15 de junho de 2013
- Smida, Mongi (1974), L’enseignement supérieur en Tunisie. Structures, régimes, bourses (em francês), Tunes: Société tunisienne de diffusion
- Stierlin, Henri; Stierlin, Anne (1996), Islam: Early architecture from Baghdad to Córdoba (em inglês), Colónia: Taschen
- Talbi, Mohamed (2010), L’Islam n’est pas voile, il est culte (em francês), Cartago, Tunes: Éd. Cartaginoiseries
- Wafi, Abdel Majid (1988),  Papadopoulo, Alexandre, ed., «Les mirhab et leurs ornementations décoratives», ISBN 9789004084261, Leida: Brill, Le mihrab dans l’architecture et la religion musulmanes : actes du colloque international tenu à Paris en mai 1980 (em francês), consultado em 18 de junho de 2013
- Walker, Paul Ernest (2002), Exploring An Islamic Empire: Fatimid History and Its Sources, ISBN 9781860646928 (em inglês), I.B.Tauris. Institute of Ismaili Studies, consultado em 15 de junho de 2013
- Weiss, Bernard G. (2002), Studies in Islamic legal theory, ISBN 9789004120662 (em inglês), Leida: Brill, consultado em 21 de junho de 2013
- Wolf, Jean; Heim, Pierre (1969), Les très riches heures de la civilisation arabe (em francês), Paris: Cujas